# Patrick Dewaere
Vous lisez un « article de qualité » labellisé en 2022.
Pour les articles homonymes, voir Dewaere et Bourdeaux (homonymie).
Patrick Dewaere (/patʁik dəvɛʁ/) est un acteur français né le 26 janvier 1947 à Saint-Brieuc (Côtes-du-Nord) et mort le 16 juillet 1982 dans le 14e arrondissement de Paris.
Après avoir été enfant acteur parmi les « petits Maurin », menés par leur mère Mado, il s'émancipe au sein de la troupe du café de la Gare puis il est révélé au grand public en même temps que Gérard Depardieu dans le film Les Valseuses en 1974, devenant une valeur montante du cinéma français et tournant pour différents réalisateurs comme Claude Miller, Yves Boisset, Jean-Jacques Annaud, André Téchiné, Alain Corneau, Henri Verneuil ou encore Bertrand Blier, son ami.
Il est considéré comme un des acteurs les plus brillants de sa génération, au jeu caractérisé par le naturel, l'exactitude et la vérité des expressions, des gestes et des attitudes. Inventif et généreux, ce style est rapproché de celui prôné par l’Actors Studio, quand bien même, à la fin des années 1970, les critiques lui préfèrent les « rondeurs » de Gérard Depardieu, son alter ego professionnel, concurrent et ami. Il est ainsi l'un des grands oubliés des César, jamais récompensé malgré une nomination comme meilleur acteur dans un second rôle et cinq autres comme meilleur acteur.
Alternant drames, comédies, comédies dramatiques, thrillers et polars, il marque de ses interprétations F… comme Fairbanks (1976), Coup de tête (1979), Série noire (1979), Un mauvais fils (1980), Beau-père (1981), Hôtel des Amériques (1981) et Paradis pour tous (1982) ainsi que de grands succès populaires — obtenant, dans un premier temps, de meilleurs résultats au box-office que Depardieu — tels qu’Adieu poulet (1975) avec Lino Ventura, Le Juge Fayard dit « le Shériff » (1977), La Clé sur la porte (1978) avec Annie Girardot et Préparez vos mouchoirs (1978) où il retrouve Depardieu.
Il se suicide à l'âge de trente-cinq ans, après avoir joué dans trente-sept longs métrages et incarné durant trente et un ans une soixantaine de personnages différents au théâtre, au cinéma et à la télévision. Il a également composé la musique du film F… comme Fairbanks, plusieurs chansons pour Françoise Hardy et d'autres qu'il interprète lui-même.
Il est le père de la scénariste Angèle Herry, née de sa relation avec Miou-Miou et de la comédienne Lola Dewaere d'une seconde union.

## Biographie

### Jeunesse parmi les «petits Maurin»

#### Famille et naissance

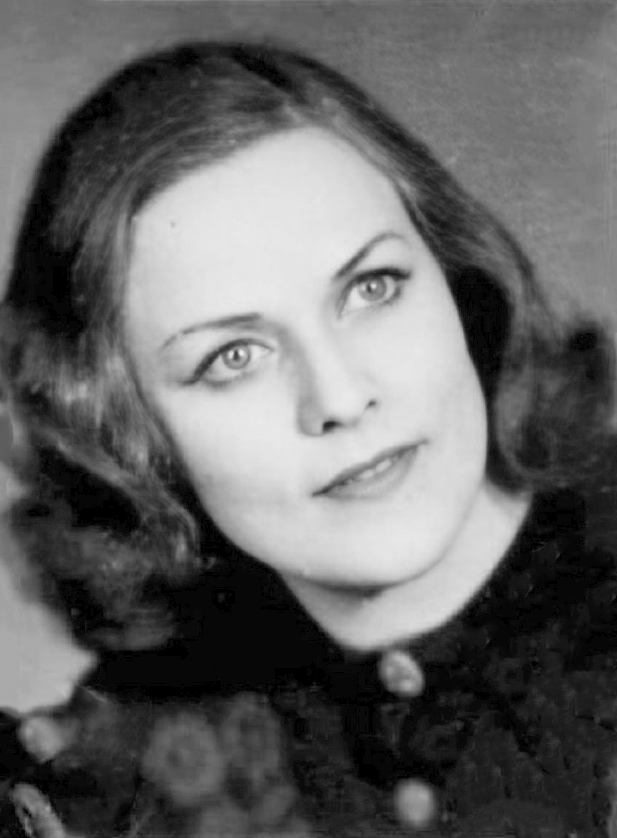
Mado Maurin, à l'époque de la conception de son fils, Patrick.

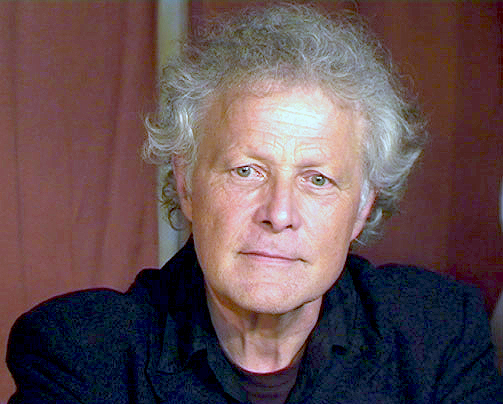
Le comédien Yves-Marie Maurin, l'un des six « petits Maurin ».

Fils de la comédienne Mado Maurin, Patrick Bourdeaux fait partie d’une famille d'artistes, surnommée dans le métier les « petits Maurin ». La troupe est composée de ses demi-frères Jean-Pierre Maurin (1941 – 1996), Yves-Marie Maurin (1944 – 2009) et Dominique Collignon-Maurin (1949 – 2025), auxquels s’adjoignent ensuite ses autres demi-frère et sœur Jean-François Vlérick (1957) et Marie-Véronique Maurin (1960), laquelle utilise le pseudonyme « Marie Wiart » à partir de 1982. Cette troupe familiale collabore à de nombreux films, téléfilms, feuilletons télévisés ainsi qu'à des représentations au théâtre et à la radio.

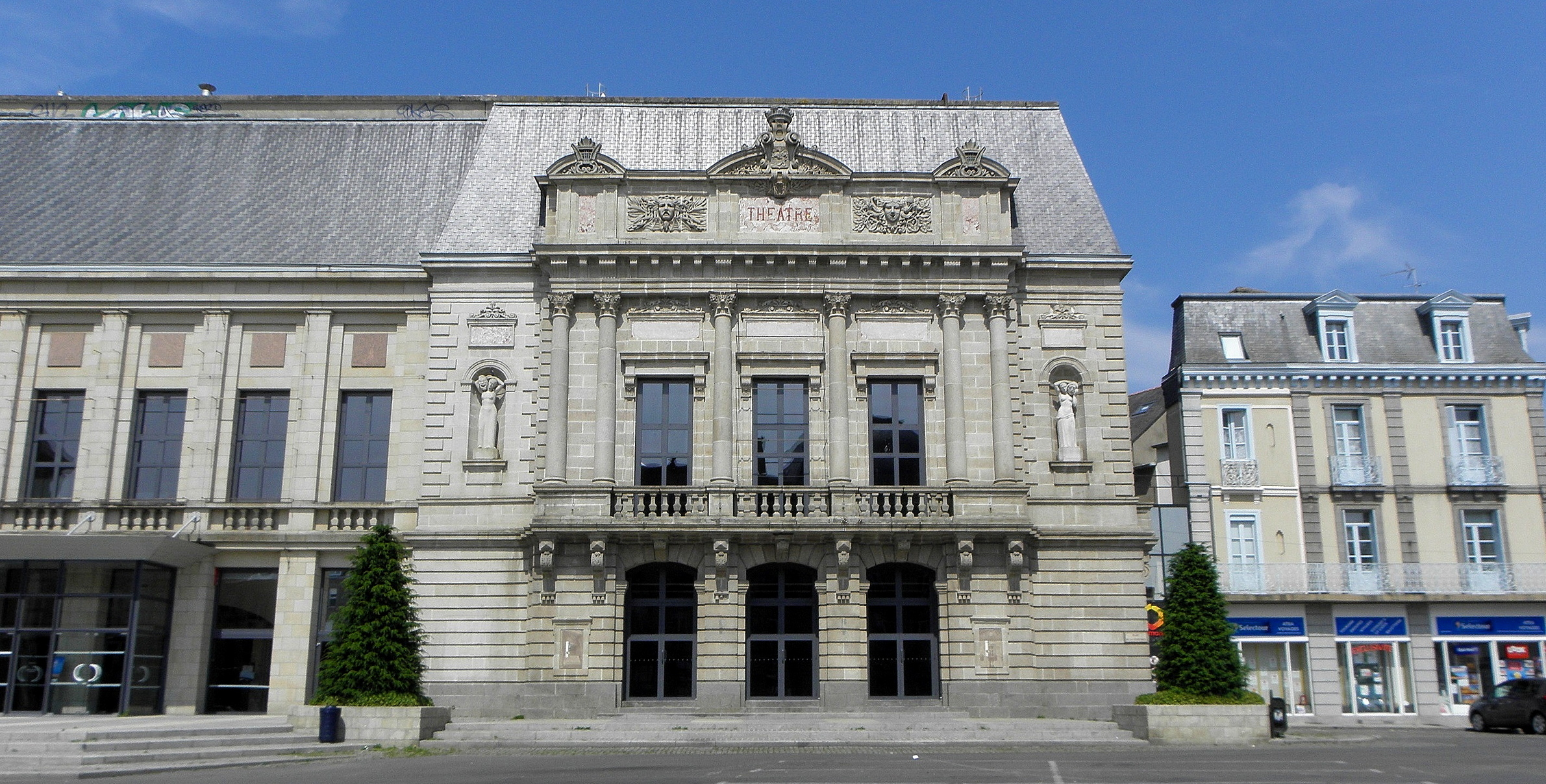
Le théâtre municipal de Saint-Brieuc en 2013.

Le baryton Pierre-Marie Bourdeaux est le premier époux de Mado Maurin et le père de ses deux premiers enfants. Patrick est en réalité le fils naturel de l’artiste lyrique et chef d’orchestre Michel Têtard, mort en 1960 à l’âge de trente-cinq ans. Têtard rejoint la troupe que dirigent Mado et Pierre-Marie Bourdeaux à la sortie de la guerre, en 1945 avant de nouer une relation avec la comédienne. Dans sa biographie, Mado Maurin précise que les deux hommes parlent ensemble d'un divorce et que dès lors, Bourdeaux la quitte. Mais après quelques mois, lorsqu'elle annonce à son amant sa grossesse, elle reçoit en retour un télégramme de rupture, celui-ci refusant de croire qu'il est le père de l'enfant. En 1946, Mado Maurin est nommée directrice des théâtres municipaux de Saint-Brieuc et de Morlaix. Le dimanche 26 janvier 1947, Patrick vient au monde à Saint-Brieuc, où il ne reste que quelques mois avec sa mère avant de rejoindre la région parisienne. Pierre-Marie Bourdeaux accepte alors le principe de donner son nom à l'enfant, bien que le couple soit séparé. Après une rupture douloureuse avec le père biologique, Mado Maurin épouse Georges Collignon, qui est le père de Dominique, Jean-François et Marie-Véronique. Ce dernier reconnaît alors Patrick comme son fils, en lui conservant toutefois son patronyme officiel, Bourdeaux.

#### Enfance et débuts
Après que Mado Maurin eut épousé Collignon, la tribu de ce qui devient bientôt « les petits Maurin » est constituée. Tous les enfants adoptent alors ce patronyme artistique qui facilite leur placement dans divers spectacles, pièces de théâtre, émissions de télévision, de radio et films de cinéma. Les Maurin emménagent dès lors dans un grand appartement au 3e étage du 65, rue Sainte-Anne à Paris, où Patrick habite jusqu'en 1968.
Dirigée par l'énergique Mado, la famille baigne à la fois dans un univers de « saltimbanques » et dans une profonde foi catholique,. Côté « professionnel », le jeune Patrick fait ses débuts en 1950, âgé seulement de 3 ans, sur les planches du théâtre national de Chaillot dans Primerose de Robert de Flers et Gaston Arman de Caillavet, où sa mère tient aussi un rôle. Les « petits Maurin » (Dewaere conserve le pseudonyme de Patrick Maurin jusqu’en 1967) vont dès lors se jalouser les rôles enfantins. À cette époque, sans le savoir, l'enfant qui ne ressemble pas complètement à ses frères, déclare souvent malicieusement : « Moi, on m'a trouvé dans une poubelle ! », car ses parents ont échafaudé alors sur ses origines un scénario vraisemblable mais mensonger, son père officiel étant à cette période Pierre-Marie Bourdeaux, qui l'a reconnu à sa naissance.
En 1954, un événement traumatisant survient : alors âgé de sept ans, Patrick et son grand frère Jean-Pierre partent se divertir à la foire de Gouvernes. Dans un stand de tir, Patrick blesse malencontreusement le responsable de l'attraction qui passe juste devant lui au moment où il parvient, non sans mal, à tirer. Une volée de plombs atteint l'homme aux poumons. Il s'effondre et est emmené, quelques minutes plus tard, en ambulance sous les yeux du garçon, particulièrement affecté par son geste malheureux. Mado Maurin raconte qu'il « en a été malade ».
À cette période, il est inscrit à l'école publique primaire de la rue de Louvois où il fait la connaissance de Francis Huster. Dans le film Monsieur Fabre, il donne la réplique à une immense vedette de l'époque, Pierre Fresnay, aux côtés de ses frères Jean-Pierre et Yves-Marie. En janvier 1956, il joue son premier rôle important dans la pièce Procès de famille au théâtre de l'Œuvre. Le sujet est tragique : un petit garçon est déchiré entre trois couples qui se le disputent. Giflé par l'une des femmes et fou de douleur, il se suicide alors en se jetant dans une cage d'ascenseur. La même année, il joue Pepeniello, un enfant tiraillé entre deux familles, dans Misère et Noblesse, d'Eduardo Scarpetta, mise en scène par Jacques Fabbri à Paris, puis accompagne la troupe pour des représentations à l'étranger. Ces rôles éprouvants finissent par lui peser, d'autant qu'il faut parfois jouer jusque tard dans la nuit et qu'il doit reprendre chaque matin le chemin de l'école.

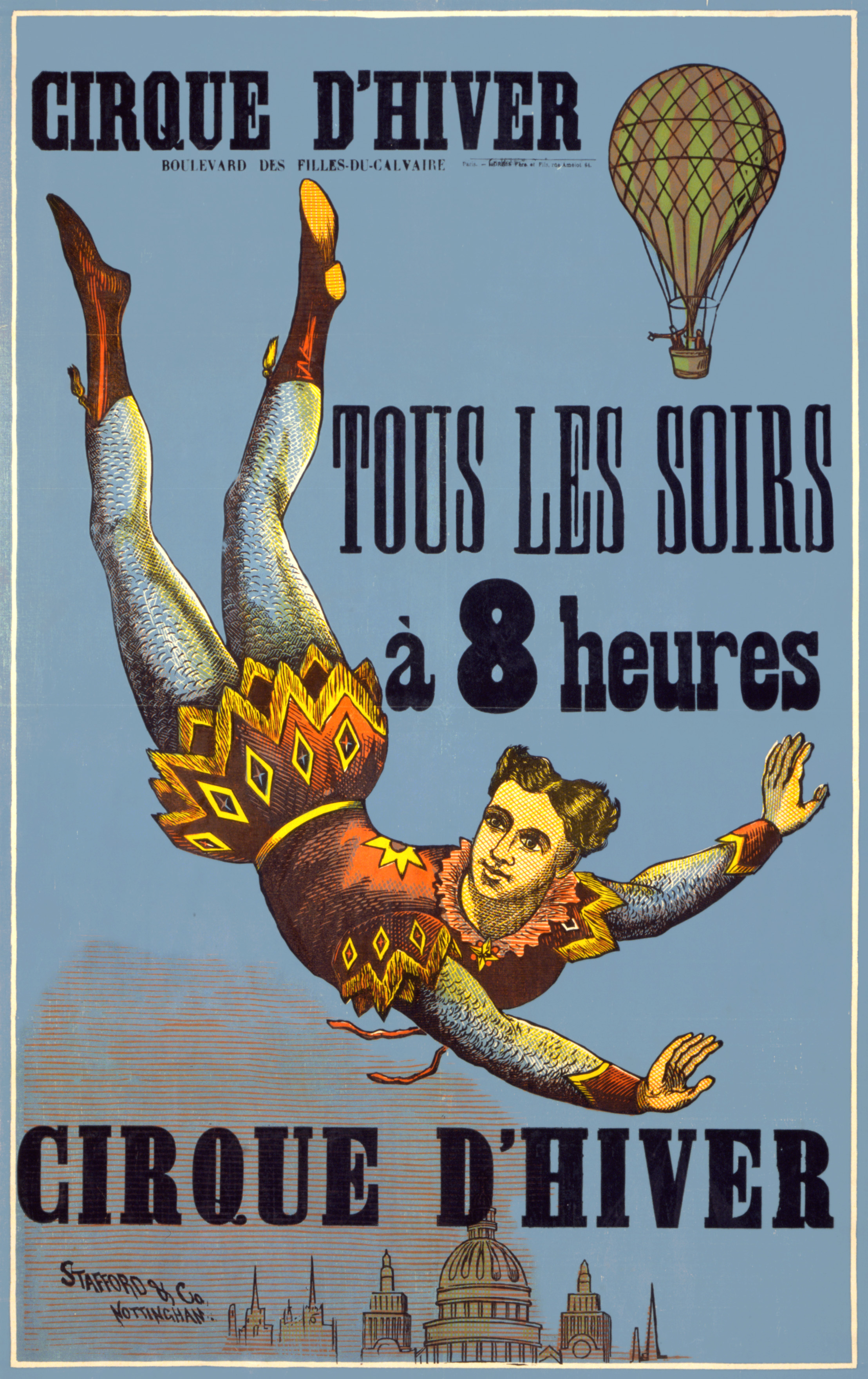
En 1958, le petit Patrick Maurin joue dans un spectacle au Cirque d'Hiver à Paris.

Au début des années 2000, des témoignages révèlent que l'enfant aurait subi des abus sexuels de la part d'un adulte, membre de sa famille. En 2022, il est révélé qu'il s'agissait de son beau-père. Selon les mêmes témoignages, ces événements auraient contribué à forger sa personnalité, à la fois rebelle, fragile et tourmentée. Durant cette période, il joue la comédie au théâtre et intervient dans différents films dont certains sont signés par des personnalités reconnues comme Marc Allégret, Gene Kelly ou encore Henri-Georges Clouzot. L'enfant est vif, jovial et turbulent, toujours prêt à en découdre avec l'autorité. Ainsi, son frère Dominique relate que lors du tournage du film La Route joyeuse, l'acteur star et réalisateur américain Gene Kelly prend un caillou en pleine tête parce que Patrick, neuf ans, s'amuse alors à faire des ricochets. En guise de punition, les deux frères sont enfermés dans une chambre d'hôtel, qu'ils mettent à sac en représailles.
En 1958, il se retrouve avec son frère Yves-Marie au Cirque d'Hiver pour jouer la comédie-spectacle Jimmy Boy et Davy Crocket où il monte à cheval et tire sur des indiens aux allures de cascadeurs et de clowns. Il se voit confier peu à peu des rôles de plus en plus importants. Ainsi, le 19 décembre 1959, à l'âge de 12 ans, il interprète en direct à la radio française le personnage de Jerry dans la pièce de Samuel Beckett Tous ceux qui tombent aux côtés de Roger Blin. En 1961, dans la série télévisée La Déesse d'or, il incarne un gamin dans un petit groupe prêt à toutes les aventures.

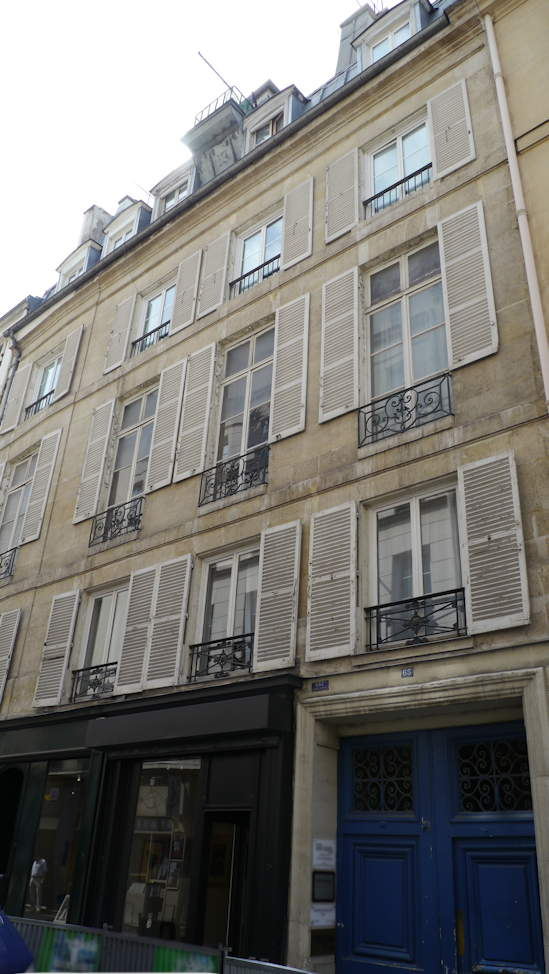
L'immeuble rue Sainte-Anne à Paris où l'acteur a vécu jusqu'en 1968.

Il est inscrit au cours Hattemer, une école privée de la rue de Londres où il reçoit un enseignement personnalisé et alors considéré comme « moderne ». Durant sa scolarité adolescente, il noue une relation sentimentale avec une jeune fille prénommée Dominique. Dans son livre, Mado Maurin confie qu'à ses yeux, il est foncièrement « réservé, pur, honnête, droit… et entier » et elle souligne qu'il rêve alors de théâtre. Durant les périodes de vacances, il continue à participer aussi à des émissions pour la télévision, notamment en août 1961 où il joue le rôle d'un jeune candide à la découverte de notions scientifiques. En 1962, il incarne le rôle de l'Innocent dans l'adaptation de L'Arlésienne aux côtés de Joséphine Baker avec force et relief.
En 1963, pour la pièce intitulée Les Yeux de dix-huit ans de Jean Schlumberger, il partage les planches avec Armand Mestral. L'histoire met en scène un industriel qui, sachant qu'il ne lui reste que quelques minutes à vivre, se place devant un grand miroir et revoit défiler les événements marquants de sa vie. Le tout jeune Patrick met en avant sa jeunesse et l'homme l'interpelle, lui faisant des reproches, démontrant combien il a trahi ses idéaux, ses rêves et ses espoirs en grandissant,.
En 1963, il incarne un enfant dans la pièce, au titre symbolique, Fils de personne d’Henry de Montherlant, au théâtre des Mathurins,. La même année, il interprète Sevrais dans le premier acte de la pièce, La Ville dont le prince est un enfant d’Henry de Montherlant toujours au théâtre des Mathurins. Le 25 janvier 1964, quelques jours après la dernière représentation et le jour de ses 17 ans, l'auteur lui adresse un mot de félicitations.
Le 14 août 1965, il tourne dans le cadre du Théâtre de la jeunesse, diffusé sur la première chaîne de l'ORTF, un téléfilm consacré à Marie Curie. Il y côtoie de futures vedettes comme Jacques Higelin, Sabine Haudepin ou encore Caroline Cellier. La même année, lors de certaines représentations, dans les coulisses du théâtre Édouard-VII, l'adolescent subit une relation conflictuelle avec le metteur en scène Jean Le Poulain et Mado Maurin doit menacer d'avertir la presse si le départ de son fils n'est pas accepté.
Comme ses frères Jean-Pierre, Yves-Marie et Dominique, Patrick est inscrit au cours de Raymond Girard, professeur au Conservatoire censé les préparer pour le concours d'entrée. Au cours Girard, il rencontre Françoise Dorner, âgée de 16 ans et comédienne en herbe, laquelle devient sa fiancée durant deux années,. Mais alors que Jean-Pierre et Dominique sont reçus, Yves-Marie et lui sont recalés. Patrick racontera dans une ultime interview qu'il a appris « comment jouer du théâtre classique » dans une posture qu'il estime ensuite « artificielle et décalée ». Quelque peu découragé, Patrick décide alors de devenir réalisateur et metteur en scène. Afin de devenir assistant, un poste incontournable pour devenir réalisateur, il passe son permis de conduire.
Jusqu'à ce qu'il abandonne le patronyme Maurin, le comédien participe aussi à de nombreuses émissions de la Radio Télévision Scolaire, à des films publicitaires pour diverses marques comme Nestlé (1954), pour les cours Eurélec — permettant de se former à l'électronique — (1961) ou encore pour Esso avec un feuilleton radiophonique diffusé entre 1961 et 1963 sur Radio Luxembourg, L'Homme à la voiture rouge, écrit par Yves Jamiaque. Concernant son enfance de « saltimbanque », il dévoile en 1981 une blessure : « Je n'étais pas doué du tout, le moins doué de mes frères ». Il est alors le seul à ne pas connaître un certain succès. Il avoue qu'il n'est alors « pas du tout à l'aise » et que cela représente « des souvenirs affreux, des cauchemars ». Il résume : « J'avais horreur d'être acteur quand j'étais enfant, donc j'étais très mauvais. » Il avoue aussi un blocage, probablement de la timidité. De plus, il éprouve des difficultés à concilier l'ambiance de l'école avec celle des tournages. Dès lors, il est résolu à ne pas faire ce métier-là. Attiré par « les boutons et les lumières », appréciant les aspects techniques, il aurait aimé être pilote ou, toujours dans l'audiovisuel, cadreur ou encore ingénieur du son. « Plutôt derrière la caméra que devant », précise-t-il. En 1981, Dewaere déclarera qu'il a toujours eu envie de passer derrière la caméra et réaliser lui-même un film. Pour lui, le metteur en scène se sert de ses propres motivations ou désirs. « J'ai fini par le faire [l'acteur] parce que c'était la seule chose que je savais faire ». Il affirme toutefois ne pas le regretter, bien que cela n'ait pas été un choix.

#### Différend familial
Le jour de ses dix-sept ans, parce que sa mère l'empêche de téléphoner, il est pris d'une colère subite et la brutalise en la jetant par terre. Il est alors mis à la porte de la maison familiale et se réfugie dans une chambre de bonne. Toutefois, après deux mois de brouille, il se réconcilie avec Mado.
Après une trentaine de pièces de théâtre et de téléfilms à succès pour l’ORTF, bien que toujours mineur, Patrick choisit de prendre du recul par rapport à sa famille, pour deux motifs : il apprend à dix-sept ans, en 1964, par la bouche de son frère Dominique, qu'il n'est pas l'enfant biologique de Pierre-Marie Bourdeaux et qu'il a été spolié d'un héritage et de ses cachets bien avant sa majorité — la majorité civile est alors fixée à 21 ans,. Dans une ultime interview, trois jours avant son suicide, Patrick Dewaere dévoile les méandres de son identité qu'il qualifie « de souche bretonne », son véritable père « ténor de métier » et son enfance en compétition parmi les autres « petits Maurin ». Au sujet de sa décision de quitter la « tribu Maurin », il déclare que « c'est très difficile de passer d'enfant-acteur à acteur ».

### En solo puis au Café de la Gare

#### Un jeune acteur remarqué

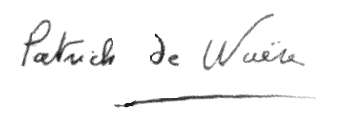
Première version de sa signature, en 1967.

En 1966, bien que figurant et non crédité au générique, il est remarqué par René Clément, le réalisateur de Paris brûle-t-il ?, pour son incarnation courageuse et physique d'un jeune résistant. Le réalisateur fera à nouveau appel à lui en 1971 dans La Maison sous les arbres pour camper une nouvelle fois comme figurant, le personnage d'un jeune homme rebelle, atypique et un peu anarchiste.
Les différends familiaux de Patrick l’encouragent à adopter un pseudonyme, élaboré à partir du nom marital de son arrière-grand-mère maternelle, laquelle étant veuve, s'est remariée avec un flamand nommé « De Vaëre », dont il remplacera par erreur le V par un W,,,. Ainsi, le nom de Patrick de Waëre apparaît au générique de la mini-série réalisée par Jean-Paul Carrère, Les Hauts de Hurlevent dont l'histoire traite de l'identité incertaine ainsi que des rapports ambigus, violents et semi-incestueux d'une famille recomposée et d'un père au comportement abusif. En avril 1967, son nouveau patronyme apparaît à l'écran avant d'adopter la graphie définitive sous laquelle il deviendra célèbre : Patrick Dewaere,.

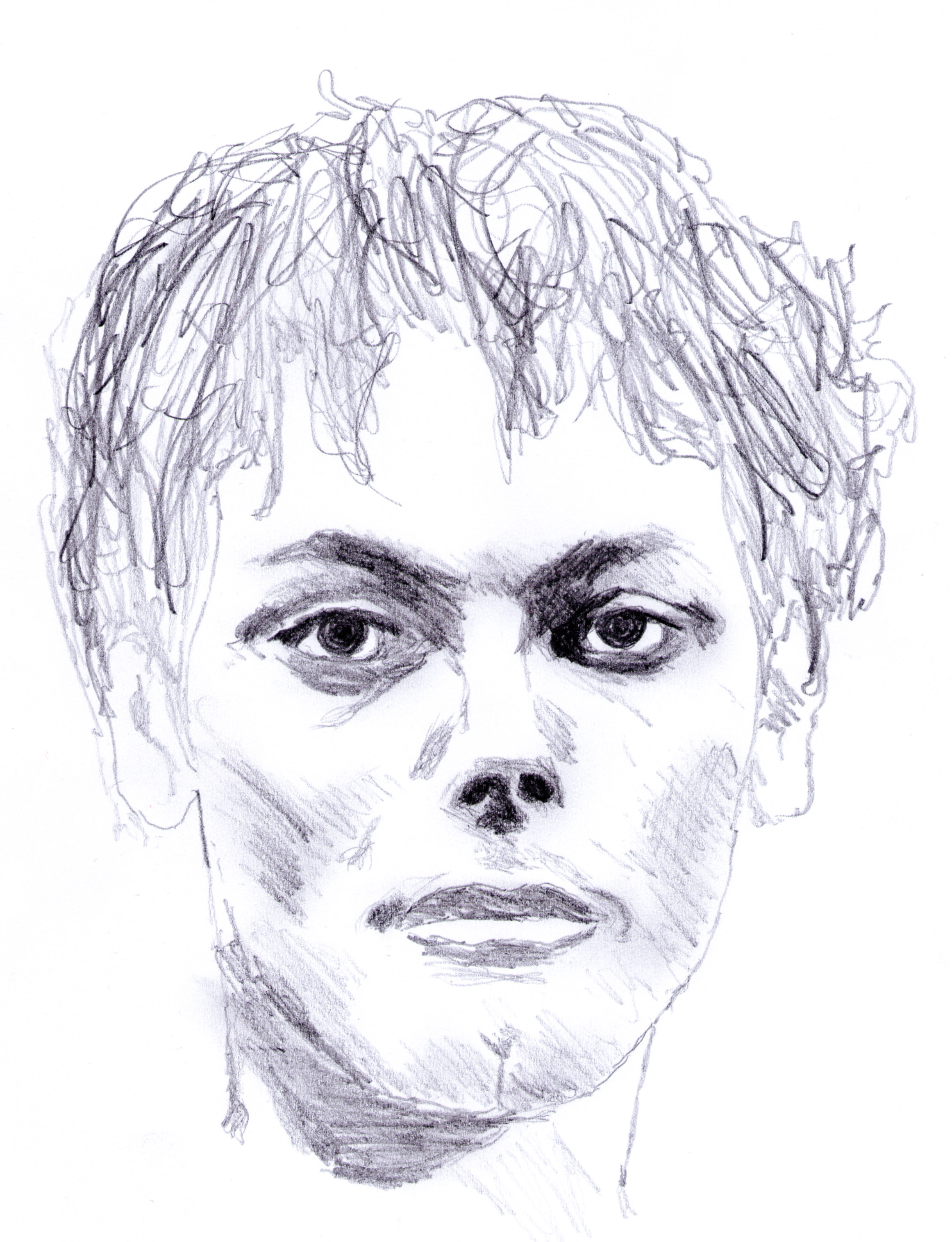
Le jeune Patrick à l’époque de la série Jean de la Tour Miracle (dessin au crayon).

Le public le remarque le 23 décembre 1967 dans le feuilleton télévisé Jean de la Tour Miracle, où il tient pour la première fois de sa carrière le rôle principal aux côtés de Jacques Balutin et de Ludmila Mikaël. Ce feuilleton bénéficie alors d'un certain succès populaire. Refusant d'être doublé, il effectue toutes ses cascades et monte à cheval avec assurance. Le 6 janvier 1968, après la diffusion de la série, il déclare à la revue Télé 7 jours : « Je veux faire peau neuve complètement et repartir à zéro. Mon passé, je ne le porte pas comme un panache mais je le traîne comme un boulet ». Il quitte alors le domicile familial de la famille Maurin pour s'installer dans un appartement du 18e arrondissement de Paris, rue Ordener, en colocation avec un ami comédien du même âge; Jean-Jacques Angebault connu sous son pseudonyme Ruysdaël, meurt quelques mois plus tard à l'âge de 22 ans, dans un accident automobile, survenu le 23 octobre 1970 au cours du tournage d'un film,. À cette époque, il adopte la moustache pour vieillir son visage angélique, déclarant : « J'aimerais être laid et vilain. Je me dis qu'en buvant beaucoup, j'aurai des poches sous les yeux et peut-être un jour, une gueule intéressante ».

#### Premiers succès
Émancipé de la tutelle familiale à vingt-et-un ans, prenant de la distance avec son passé d'enfant comédien et sa foi catholique, il adopte une position libertaire et gagne sa vie comme déménageur en livrant des réfrigérateurs,.

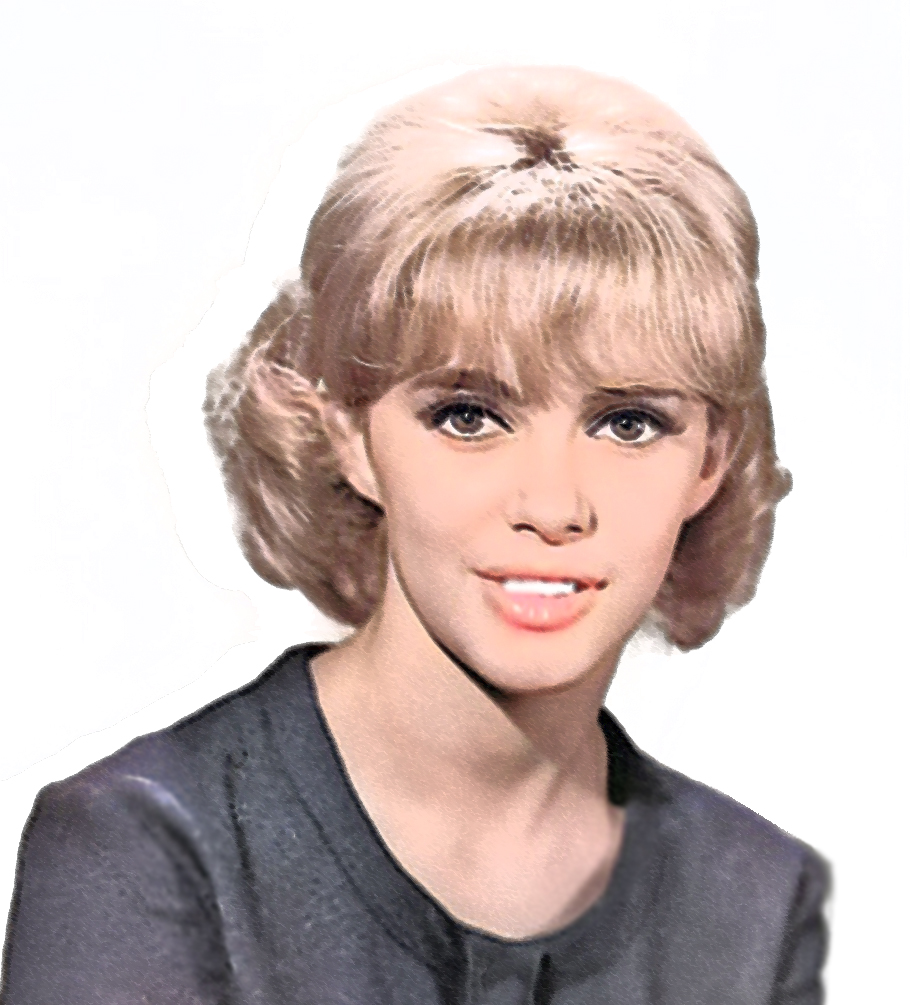
Début 1968, il noue une relation amoureuse avec l'actrice Élisabeth Wiener qui vient de tourner avec Clouzot.

Il profite aussi de la montée de la contestation étudiante pour rencontrer des acteurs alternatifs. De février à avril 1968, il partage l'affiche avec Pierre Arditi dans Ma déchirure de Jean-Pierre Chabrol, mise en scène au théâtre de la Commune par Gabriel Garran. Dans la distribution figure aussi Élisabeth Wiener, qui vient de tourner un film sulfureux de Clouzot et avec laquelle il noue une relation amoureuse qui dure quelques mois. N'hésitant pas à faire le coup de force, il participe aux événements de Mai 68 et se fait alors matraquer par un CRS.
Le théâtre de la Commune s'étant mis en grève par solidarité avec le mouvement, Dewaere rencontre lors des Journées du cinéma de Suresnes la comédienne-réalisatrice Sotha, qui partage alors sa vie avec Romain Bouteille,. Durant l'occupation de la salle de cinéma Les 3 Luxembourg, ils nouent une relation passionnée et se marient, autant par défi que par jeu, le 26 juillet 1968. Les témoins, Rufus et une amie danseuse au Crazy Horse, Christine Haydar, jurent de garder le secret sur cette « union officielle »,,,.

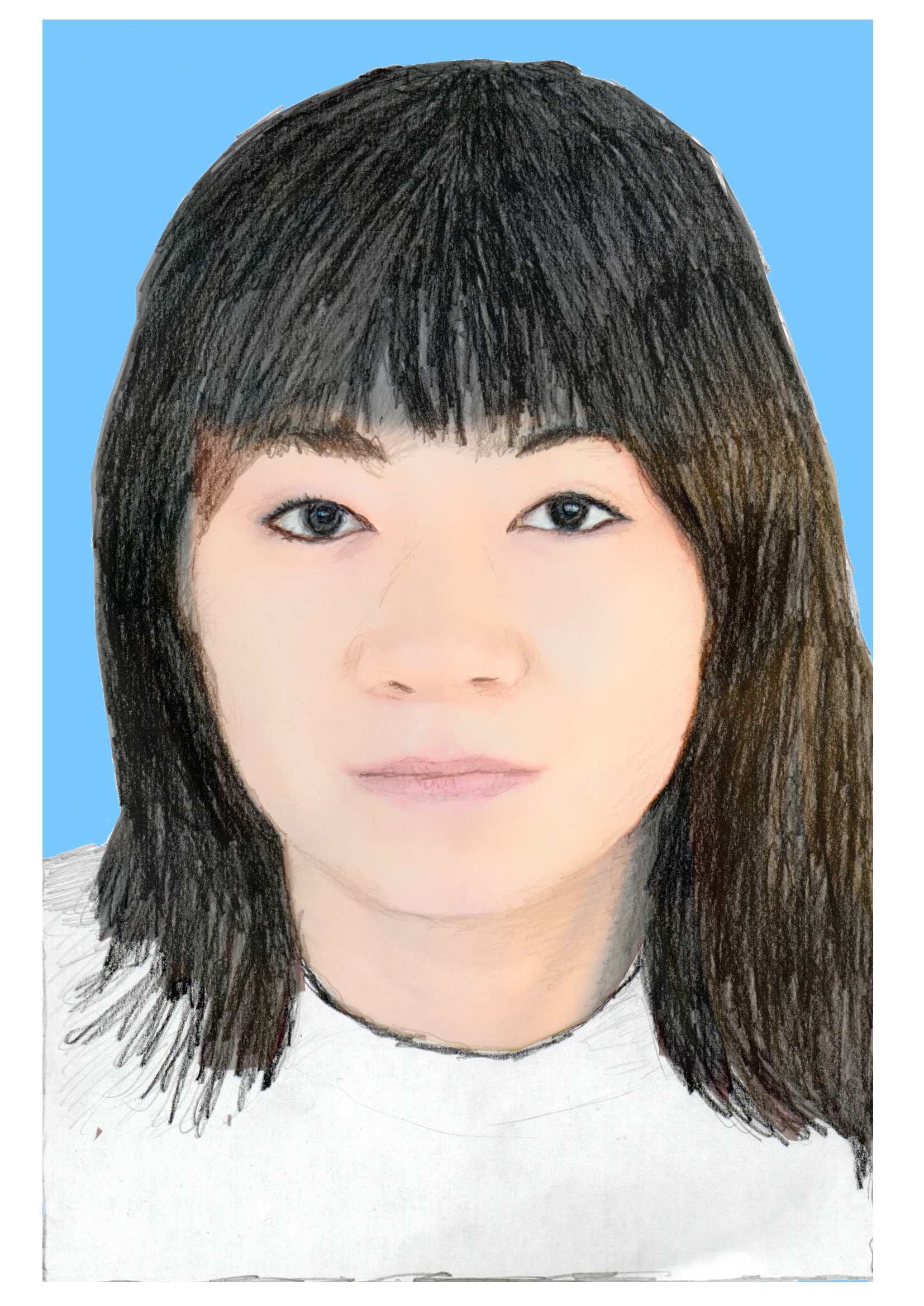
En juillet 1968, Dewaere épouse secrètement la comédienne Sotha du futur Café de la gare.

Les jeunes mariés partent quelques semaines en Tchécoslovaquie, en plein Printemps de Prague, avant de rentrer à Paris pour intégrer le collectif réuni autour de Romain Bouteille, lequel pousse l'abnégation jusqu'à prêter son appartement aux nouveaux époux et participer activement aux travaux de construction de son premier café-théâtre, 18 rue d'Odessa dans le quartier du Montparnasse : le Café de la Gare,. Patrick Dewaere y partage les planches avec Coluche, Henri Guybet, Martin Lamotte, Renaud et Sotha, sans oublier celle qui deviendra la passion de sa vie : Miou-Miou. Il va dire ironiquement à plusieurs reprises que « le Café de la Gare, ce n'est qu'une histoire de fesse ». À cette époque, il n'a pas d'argent et la troupe l'invite à manger. Au bout de quelques mois, il vend sa voiture pour acheter à son tour à manger à toute l'équipe. Chaque membre de la troupe sollicite aussi ses contacts et quelques « parrains » vont aider financièrement ces débuts difficiles, parmi lesquels Raymond Devos, Pierre Perret, Georges Moustaki, le professeur Choron, Cavanna, Jean Yanne, Jacques Brel, Dalida, Jean Ferrat ou encore Leny Escudero.

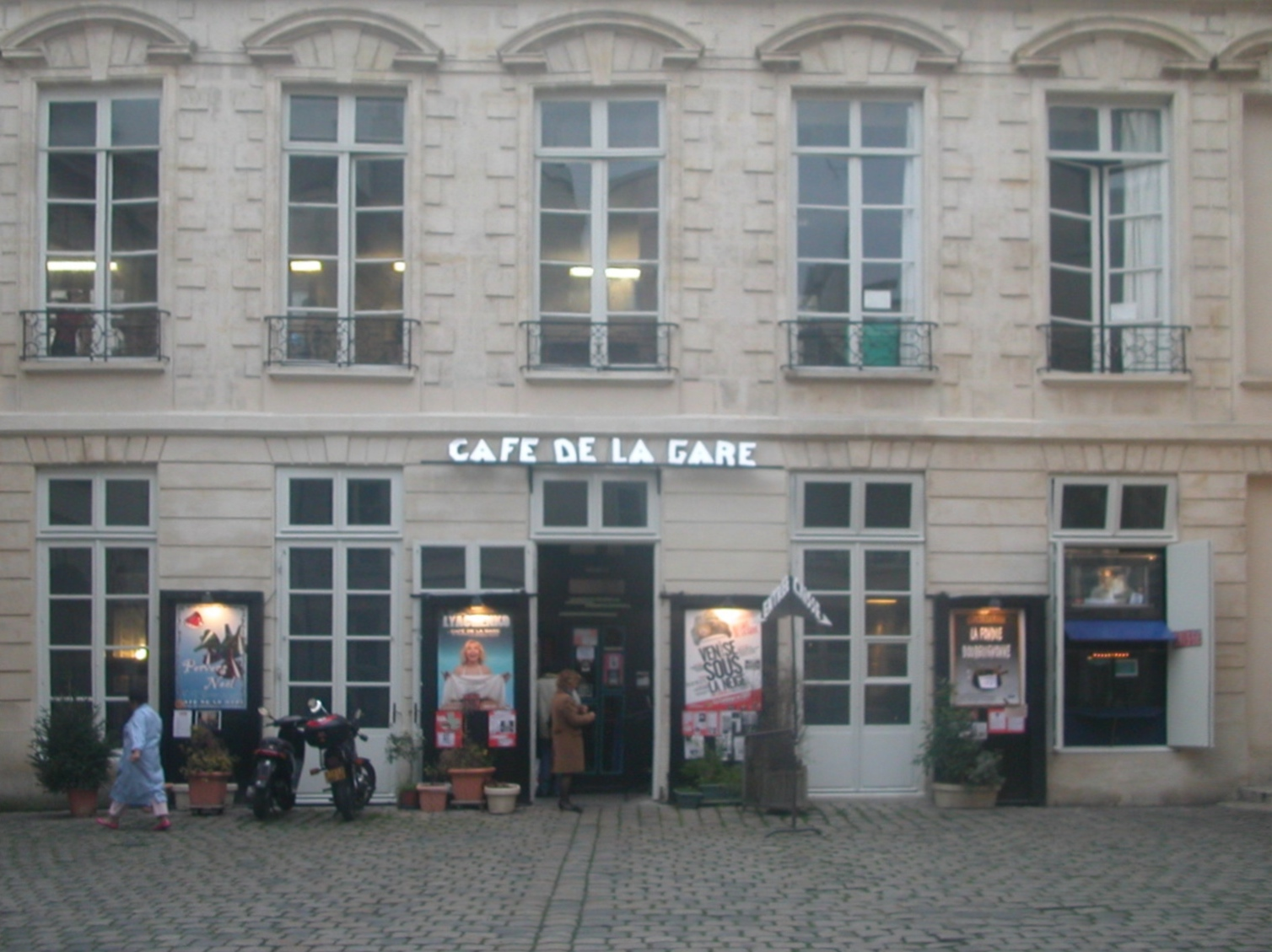
Le Café de la Gare en 2013, à l'endroit qu'il occupe depuis 1971.

Le point commun de tous est alors « un état d'esprit de disponibilité ». Dewaere doit alors désapprendre tout ce qui lui a été enseigné au théâtre classique, à la télévision et dans les films formatés dans lesquels il a joué jusqu'alors. Il se fait violence mais il en apprécie aussitôt le lien direct et privilégié avec le public. Écrire ses textes, concevoir, créer et monter les décors, les costumes, représente pour lui, « une expérience formidable », une expérimentation pure, un véritable « fantasme d'acteur ». Il apprend à établir un rapport qu'il définit comme « sain » avec le public, sans intermédiaire. « C'est là qu'on pourrait dire, que je me suis trouvé ! » explique-t-il. Le succès du Café de la Gare permet alors d'attirer les décideurs du cinéma. Dewaere déclare avoir commencé à réellement aimer son métier à partir de la période Café de la Gare, soit après déjà une quinzaine d'années de carrière.

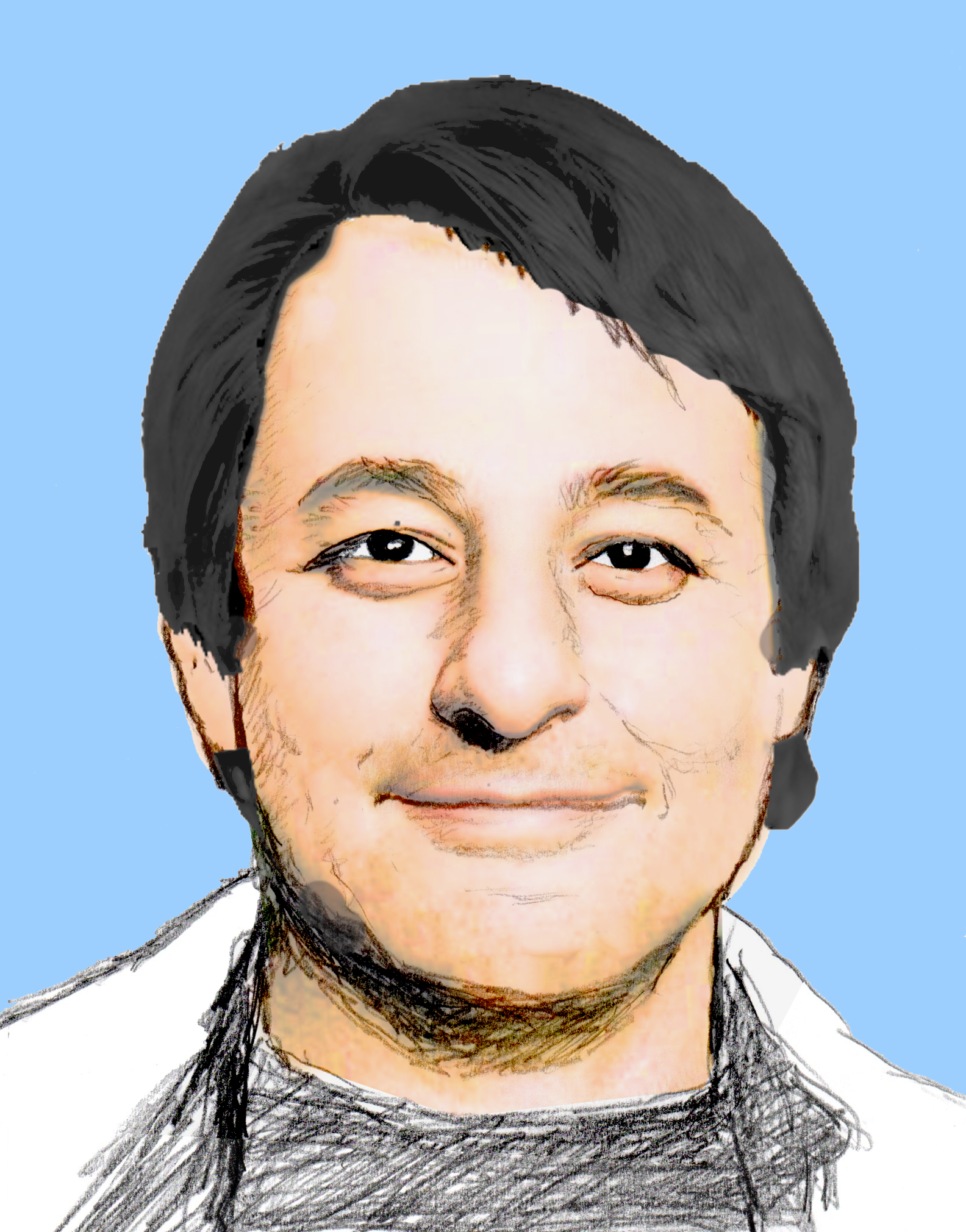
Henri Guybet est l'un de ses comparses sur la scène du Café de la gare.

Pour la première fois il entend rire le public, réagissant à son travail de comédien, il est alors interloqué et perd le fil du dialogue, lui qui n'a jamais connu un tel succès comique. Il apprécie dès lors la grande liberté de créer ce qu'il souhaite, sans se conformer aux formats conventionnels imposés par d'autres : « ça a été primordial pour moi ». Cette équipe représente une forme de famille pour lui, dont il entretient longtemps le lien : « on ne peut pas passer un an sans se voir ». Il constate aussi que grâce à cette modeste scène, le rapport de force avec la profession s'inverse : le demandeur d'emploi devient « offreur » de sa prestation et ceux qui doivent l'évaluer se déplacent pour le voir. Durant cette période, il signe le scénario et les dialogues de différents sketchs, notamment avec Sotha. La troupe accueille par la suite Gérard Lanvin, Gérard Depardieu, puis Bernard Le Coq, Thierry Lhermitte, Josiane Balasko, Anémone et Gérard Jugnot,. À cette période, il déclare à Sotha : « La différence entre Delon et moi, c'est que moi, je n'ai pas peur de passer pour un con »,.

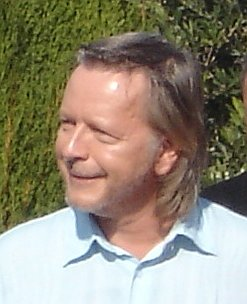
Renaud, ami depuis 1969, rendra hommage à Dewaere, dans la chanson Mon bistrot préféré.

En novembre 1968, Dewaere doit rejoindre l'armée pour faire son service militaire obligatoire. Pour être réformé, il absorbe alors des médicaments sous la surveillance de sa compagne Sotha et succombe presque à un empoisonnement. Le médecin qui le suit lors de son hospitalisation lui diagnostique un net penchant pour les tentatives de suicide. Désormais libéré des obligations militaires, Dewaere s'essaie au doublage pour gagner de l'argent et soutenir la tribu du Café de la Gare, prêtant notamment sa voix à Dustin Hoffman dans Le Lauréat ou à Jon Voight dans Macadam Cowboy sur le modèle de son frère Dominique Collignon-Maurin, qui est la voix française de Mark Hamill pour le personnage de Luke Skywalker dans Star Wars,. Patrick développe en parallèle sa passion pour la musique et la chanson. Il imagine faire adapter ses projets par un ami québécois « pour les sublimer » et projette d'écrire et produire une comédie musicale,. Le 12 juin 1969, le Café de la Gare ouvre ses portes au public avec comme slogan : « C'est moche, c'est sale, c'est dans le vent ! ». L'une des toutes premières pièces s'intitule Spectacle en or massif, elle est écrite et interprétée par Romain Bouteille, Dewaere, Coluche, Sotha, Claude Mann, Henri Guybet et Miou-Miou. À cette période, il vit avec Sotha dans un loft situé rue Lepic dans le 18e arrondissement et les jeunes « mariés clandestins », faute de faire un enfant et après avoir vu le film La Planète des singes, adoptent une guenon, à l'instar de Léo Ferré,. Sotha précise que l'acteur observe alors l'animal et s'inspire de ses expressions, de ses mimiques et de ses gestes. Profitant d'un séjour dans la région de Boulogne-sur-mer, Sotha et lui partent ensemble à la recherche du père biologique, lequel - selon Mado Maurin - serait mort en 1960. Toutefois, en 2022, Sotha déclare que cette révélation serait sujette à caution, estimant que Mado aurait souhaité que son fils ne le recherche pas.

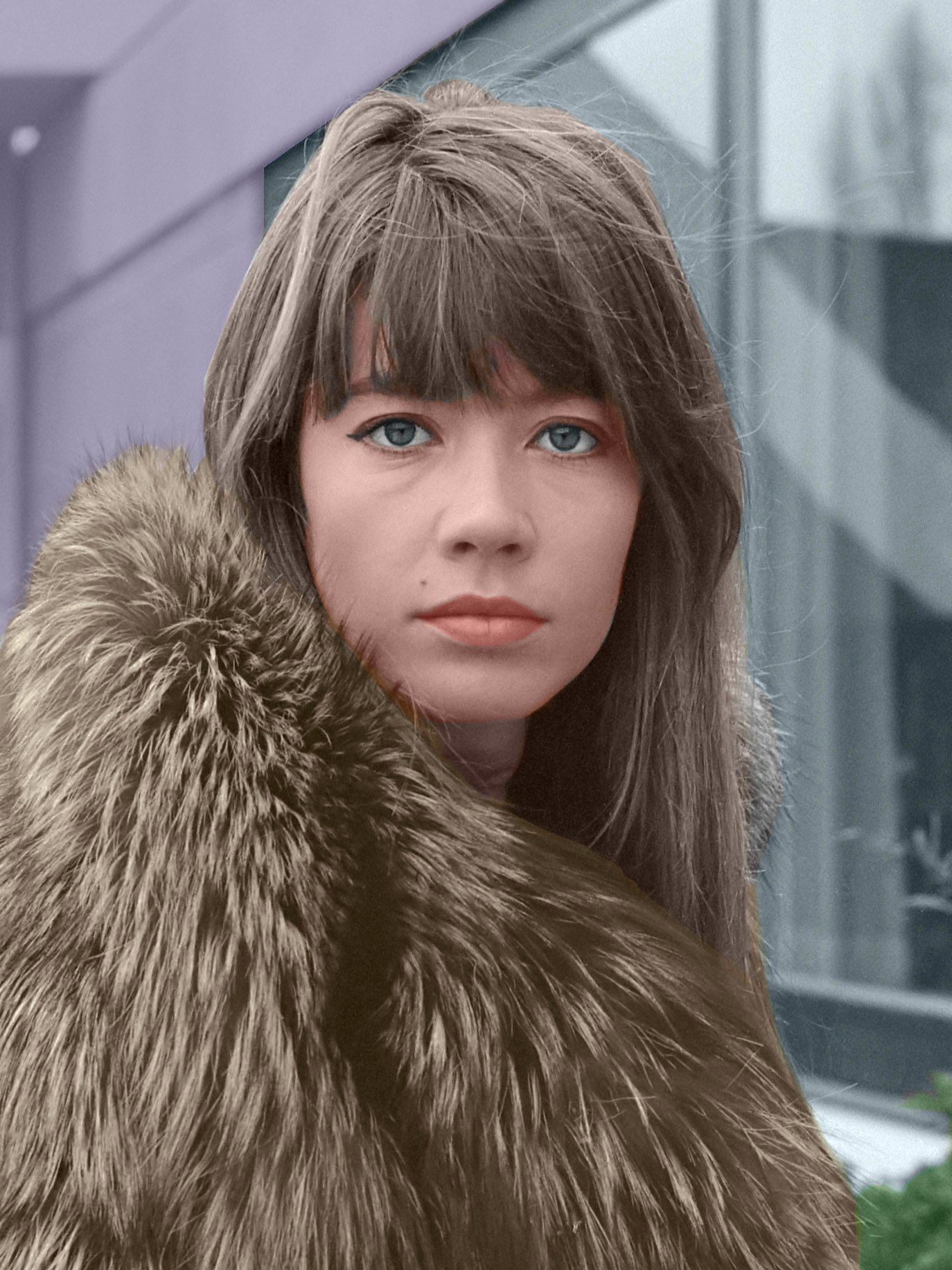
Françoise Hardy, pour laquelle il crée une chanson en duo.

En 1970, il obtient un petit rôle de soldat volontaire de l'an II dans Les Mariés de l'an II de Jean-Paul Rappeneau ; Rappeneau vient au café-théâtre afin d'engager Coluche pour son film et propose alors à Dewaere de lui donner la réplique lors d'un bout d'essai, mais, finalement, il le retient et pas Coluche,. Assistant sur le film, Luc Béraud relate une anecdote que Dewaere lui a confiée : lors du tournage, alors qu'il n'interprète qu'un tout petit rôle, il déclare avec malice à Jean-Paul Belmondo, l'acteur principal : « Fais gaffe à tes fesses ! Nous, on est derrière, on va te faire tomber ». En 1971, il compose et interprète en duo avec Françoise Hardy la chanson T'es pas poli lors d'une émission diffusée sur la Deuxième chaîne de l'ORTF intitulée Duo inattendu, qui fait l'objet d'un disque 45 tours,. Le 8 février 1971, il participe aussi à l'émission Les chemins de l'histoire diffusée sur la même chaîne, en récitant des extraits de deux chants patriotiques de Paul Déroulède. Comme ses amis du Café de la Gare, il tourne également quelques publicités, qui aident à financer le théâtre. La même année, il participe à deux courts métrages avec la troupe du Café de la Gare.
À cette période, Coluche déclenche une bagarre générale dans la troupe du Café de la Gare, certains l'accusant de se servir indûment de leur travail pour ses propres sketches. Il se fait renvoyer et part mener sa carrière en solo. L'humoriste quitte également sa compagne, Miou-Miou, laquelle se rapproche progressivement de Patrick Dewaere alors que Sotha choisit de le quitter au tout début de l'année 1972. En 1972, il est pressenti pour jouer un petit rôle de séducteur dans César et Rosalie mais Claude Sautet prend peur en constatant la fougue et la richesse du jeu de ce comédien qui selon lui, en donne trop. La même année, Robert Enrico lui fait passer des essais pour Les Caïds mais il n'obtient pas le rôle attribué à son ami Patrick Bouchitey. Ils partageront néanmoins l'affiche du film La Meilleure Façon de marcher en 1976 et élaboreront un projet de film intitulé On est pas des héros avec Dewaere dans le rôle principal et Bouchitey à la réalisation,. Toujours en 1972, comme le révèle Claude Miller, alors assistant du réalisateur Gérard Pirès, il participe au casting du film Elle court, elle court la banlieue en compagnie de ses collègues et amis du Café de la Gare. À la fin de la même année, il continue à courir le cachet et participe à une émission humoristique consacrée à et produite par Pierre Dac où il côtoie d'autres comédiens, parmi lesquels Grégory Ken, futur chanteur du duo Chagrin d'amour. En 1973, il interprète l'un des rôles principaux d'un film totalement expérimental et d'expression poétique : Themroc de Claude Faraldo, aux côtés de Michel Piccoli et de ses comparses Romain Bouteille, Coluche, Henri Guybet et Miou-Miou. Bien que devenu culte parce que les dialogues n'exploitent aucune langue réelle et qu'une certaine improvisation y est flagrante, ce film ne recueille alors qu'un succès d'estime. La même année, l'immeuble qui abrite le Café de la Gare devant être détruit, la salle est transférée au 41, rue du Temple dans le 4e arrondissement,. Dès lors, l'esprit collectif et solidaire d'origine est quelque peu abandonné ainsi que les signatures collectives des pièces.

### En tête d'affiche

#### Révélation dansLes Valseuses

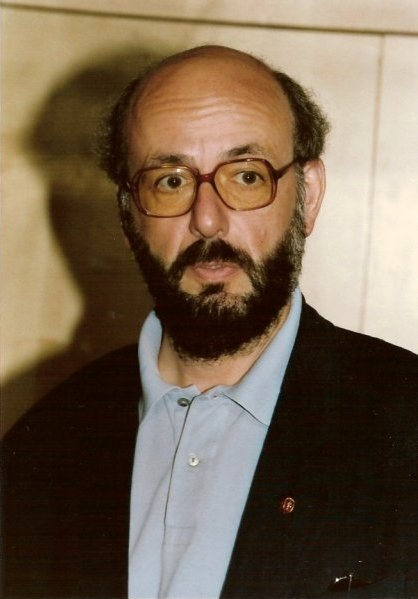
Bertrand Blier, ami de Dewaere et réalisateur du film Les Valseuses.

Avant Les Valseuses, Patrick Dewaere tourne Au long de rivière Fango, un film écrit et réalisé par Sotha et cofinancé par Coluche. L'intrigue fait étrangement écho à la vie personnelle de l'acteur : elle traite du « mensonge par omission » concernant les origines parentales de l'un des héros, mettant en évidence la responsabilité de la mère, Mathilde, interprétée par Emmanuelle Riva. S'il ne remporte pas un succès populaire à sa sortie en janvier 1975, ce « film de potes » (il regroupe les habitués du Café de la Gare, Romain Bouteille, Christine Dejoux et Rufus mais aussi des proches comme Élisabeth Wiener, Catherine Ringer ou Gérard Lanvin) procure de grandes satisfactions à l'acteur.
Dewaere tourne ensuite dans Les Valseuses de Bertrand Blier, aux côtés de Gérard Depardieu et Miou-Miou. Si Sotha est toujours son épouse officielle, il vit avec Miou-Miou une intense passion amoureuse. Le réalisateur hésite un temps à donner l'un des rôles principaux à Coluche mais grâce aux essais fulgurants qu'il tourne avec Dewaere, Blier décide de l'engager, persuadé de son talent et de son charisme pour le rôle dont il ré-écrit en partie le scénario pour lui,. Lorsque Miou-Miou lui annonce qu'il a obtenu le rôle des Valseuses, il prend conscience que sa vie va changer. Pour toute l'équipe, « c'était le premier film important. […] Tout le monde mettait le paquet. Et c'était difficile à tenir », car l'ambiance sur les plateaux tourne au délire,. Dewaere relate que Bertrand Blier a failli plusieurs fois « prendre ses valises et se casser du tournage ». Il ajoute : « Gérard Depardieu qui venait de Châteauroux et qui avait fait de la prison, se sentait parfaitement dans son élément », hors du tournage, son comportement reste le même que l'amusant voyou du film. Le tournage est émaillé des quatre cents coups du duo Depardieu-Dewaere et doit même être prolongé de deux semaines par leur faute et leurs dérives. Bertrand Blier est également témoin des déchirements passionnels que se livrent Miou-Miou et Dewaere : un soir, Dewaere défonce la porte de la chambre d'hôtel de Gérard Depardieu, persuadé à tort que Miou-Miou le trompe avec lui. Cet épisode douloureux démontre l'hypersensibilité de Dewaere et un vif penchant pour les réactions à chaud. L'acteur éprouve des difficultés à affronter les démons de ses origines incertaines et de son enfance abîmée et abusée, le mensonge et la dissimulation représentant, pour lui, les ennemis absolus.
À sa sortie en mars 1974, Les Valseuses est un succès populaire et commercial — 3 millions d'entrées en un an d'exploitation —, voire considéré comme un « phénomène de société » et révèle Dewaere, Depardieu et Miou-Miou au grand public,,,. De l'idylle avec Miou-Miou naît une fille, Angèle Herry, le 13 août 1974.

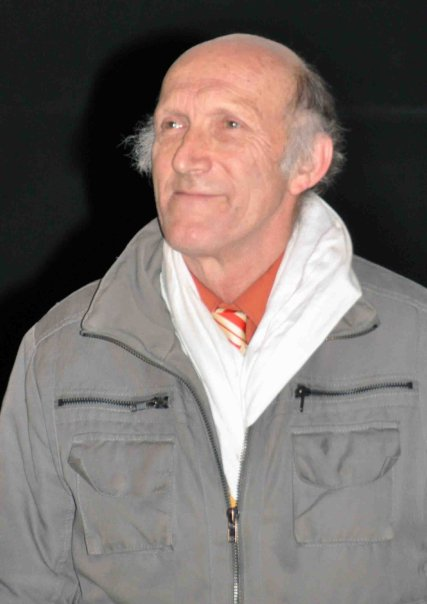
Rufus, comédien, témoin de mariage et ami de l'acteur (2010)

Toujours avec Rufus, il entame alors le tournage du film Lily aime-moi, de juillet à août. Huit ans avant le tournage d’Édith et Marcel de Claude Lelouch, Patrick Dewaere s'entraîne pour être crédible à l'écran comme boxeur. Dewaere est réellement monté sur le ring pour une rencontre hors tournage le 30 novembre 1974 mais ayant fait match nul, ce qui l'énerve, il se sent obligé de refaire un nouveau combat avec le même boxeur professionnel,. Le film traite également de la rupture et de l'amour perdu et Dewaere donne la réplique à Miou-Miou, alors sa compagne dans la vraie vie.
Si Depardieu bénéficie vite du succès des Valseuses, avec immédiatement un rôle dans Vincent, François, Paul... et les autres et des propositions de Bernardo Bertolucci et Marco Ferreri, Patrick Dewaere, lui, ne reçoit pas de propositions intéressantes. Il accepte de jouer dans la comédie légère, mais bien payée, Catherine et Compagnie avec Jane Birkin, qui est un échec,.
Il incarne ensuite un petit policier vivant en Normandie, à Rouen, aux côtés de Lino Ventura (rôle que vient de refuser Alain Delon), bien qu'il ne porte pas dans son cœur les forces de l'ordre depuis mai 68 et qu'il éprouve des réticences envers les armes à feu à la suite de son accident de jeunesse,,. Adieu poulet de Pierre Granier-Deferre remporte un réel succès avec près de 2 millions d'entrées et lui permet d'obtenir un gros cachet,,. Le film lui vaut une nomination au César du meilleur acteur dans un second rôle lors de la première cérémonie, alors que Depardieu est nommé dans la catégorie « meilleur acteur » pour Sept Morts sur ordonnance. Concernant le film, il estime que jouer un flic sympa lui pose problème. Il ressent alors l'envie d'interpréter des rôles de cape et d'épée. Sa relation avec son partenaire à l'écran est très positive : Lino Ventura insiste même auprès de la production sur le fait qu'il ne soit pas cité seul en haut de l'affiche mais que la mention soit : « Lino Ventura et Patrick Dewaere dans Adieu poulet ». Il profite de son succès pour s'acheter une voiture de luxe et loue un duplex dans le quartier Saint-Germain-des-Prés à Paris. À cette période, Coluche s'installe dans une petite maison rue Gazan (14e arr.), après d'importants travaux de rénovation (il y fait même installer une piscine), il y convie régulièrement ses amis, le dimanche soir étant tout spécialement réservé aux membres de la troupe du Café de la Gare, parmi lesquels Bouteille, Dewaere et Miou-Miou.
À partir de 1975, l'acteur tente d'officialiser le patronyme qu'il a choisi mais le Conseil d'État refuse, arguant du motif que ce nom serait d'origine étrangère, son frère Yves-Marie Maurin déclare alors : « Parce que tu es devenu une star, tu croyais pouvoir tout te permettre ! C'est bien fait pour ta gueule. ».

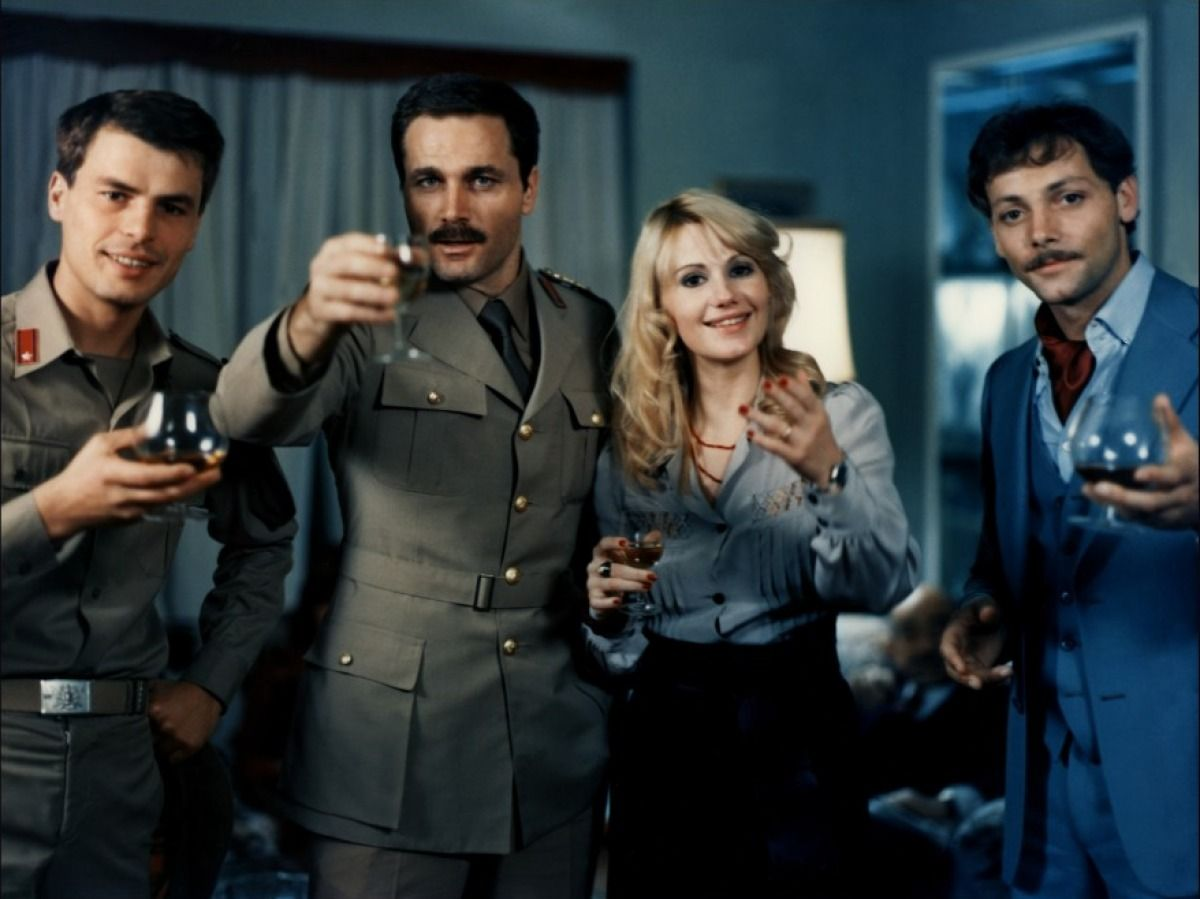
Michele Placido, Franco Nero, Miou-Miou et Patrick Dewaere lors du tournage de La Marche triomphale, en 1975.

Dewaere et Miou-Miou partent en Italie pour tourner La Marche triomphale de Marco Bellocchio. Le couple n'est alors plus en crise et le tournage se déroule sans accroc, même si Dewaere est toujours sous l'emprise de la drogue et qu'il juge finalement le film décevant. À la suite de cette expérience, son nom est retenu pour une production italo-américaine pour laquelle Miou-Miou est engagée, Un génie, deux associés, une cloche écrit par Sergio Leone, mais Dewaere refuse ce qu'il considère comme un navet. Les relations du couple commencent alors à se déliter.
Dewaere enchaîne avec le premier long métrage d'un réalisateur débutant, jusque-là directeur de production de François Truffaut, Claude Miller : La Meilleure Façon de marcher. Il accepte le rôle dès la lecture du scénario, ce qui est alors inédit pour lui. Luc Béraud, coscénariste du film, relate que le début de leur collaboration est chaotique : l'acteur le traite de « facho » parce qu'il a un tempérament de « gueulard », ce que Béraud reconnaît lui-même bien volontiers. De plus, Dewaere a été choisi alors qu'à l'origine son ami Philippe Léotard aurait dû tenir le rôle mais le réalisateur ne s'aperçoit pas que l'acteur est en pleine dérive,. Ce dernier vient de rencontrer par l'intermédiaire de Patrick Bouchitey, Barbara Anouilh, petite-fille du célèbre dramaturge. Au cours de cette passion amoureuse, elle l'initie aux drogues dures,. L'acteur projette un temps d'épouser Barbara mais Sotha qui retarde astucieusement les formalités de divorce pour le protéger, lui permet de renoncer à ce mariage, après une période de réflexion.
Après le tournage de La Meilleure Façon de marcher, Bouchitey et lui se laissent aller à des excès nocturnes qui finissent par les impliquer dans un grave accident de voiture à Paris. Dewaere s'en tire avec quelques contusions, Bouchitey est blessé et surtout, l'accident a fait une victime : la conductrice de l'autre véhicule, un épisode dramatique qui marque encore un peu plus l'acteur, déjà éprouvé par l'accident de tir dont il a été responsable durant son enfance,.

#### Rupture avec Miou-Miou

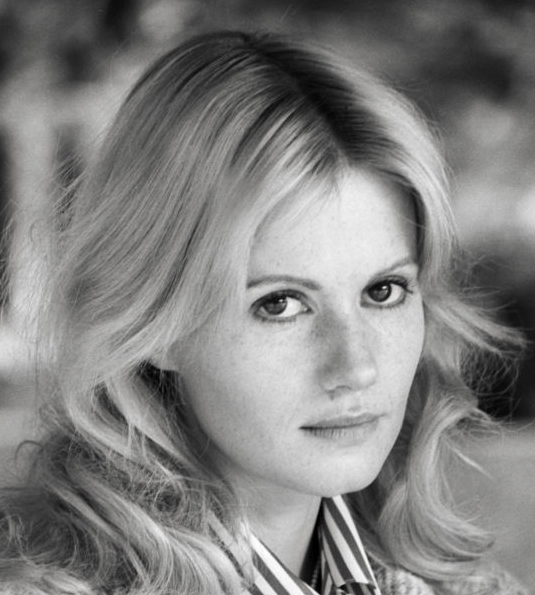
Miou-Miou sur le tournage de La Marche triomphale, film où elle partage l'affiche avec Dewaere.

À l’été 1975, quelques semaines après la sortie du film Lily aime-moi, Miou-Miou est choisie pour le tournage du film D’amour et d’eau fraîche et elle tente d'imposer à la production Dewaere pour camper le premier rôle masculin. Mais le réalisateur Jean-Pierre Blanc refuse et préfère engager Julien Clerc, qui, pourtant, n'a jamais fait de cinéma jusqu'alors. Cette situation affecte le couple et lorsque Miou-Miou confie la petite Angèle à ses beaux-parents, sans en informer son compagnon, Dewaere réagit avec colère, marquant un point de rupture dans leur relation. Pour elle, cette séparation est une question de vie ou de mort. Sur les plateaux, Miou-Miou, dont le couple est en crise, tombe sous le charme de Julien Clerc, tout juste séparé de France Gall. Elle décide, au cours d'une conversation téléphonique, de rompre avec Dewaere, qui fait aussitôt le trajet depuis Paris pour « casser la gueule » du chanteur à son hôtel, lors du tournage à Évian,.
Cette situation rend particulièrement difficile le tournage de leur film suivant, F… comme Fairbanks, qui débute quelques semaines plus tard : les personnages incarnés par Miou-Miou et Dewaere s'aiment et se déchirent, à l'image des deux acteurs dans leur vie privée. Second long-métrage de Dugowson avec une partie des mêmes acteurs principaux, ce tournage est éprouvant pour Miou-Miou et pour son ex compagnon. Film à message social comme le précédent, F… comme Fairbanks traite à nouveau du chômage, comme fléau majeur de l'époque et exploite une nouvelle fois Dewaere en anti-héros « perdant ».

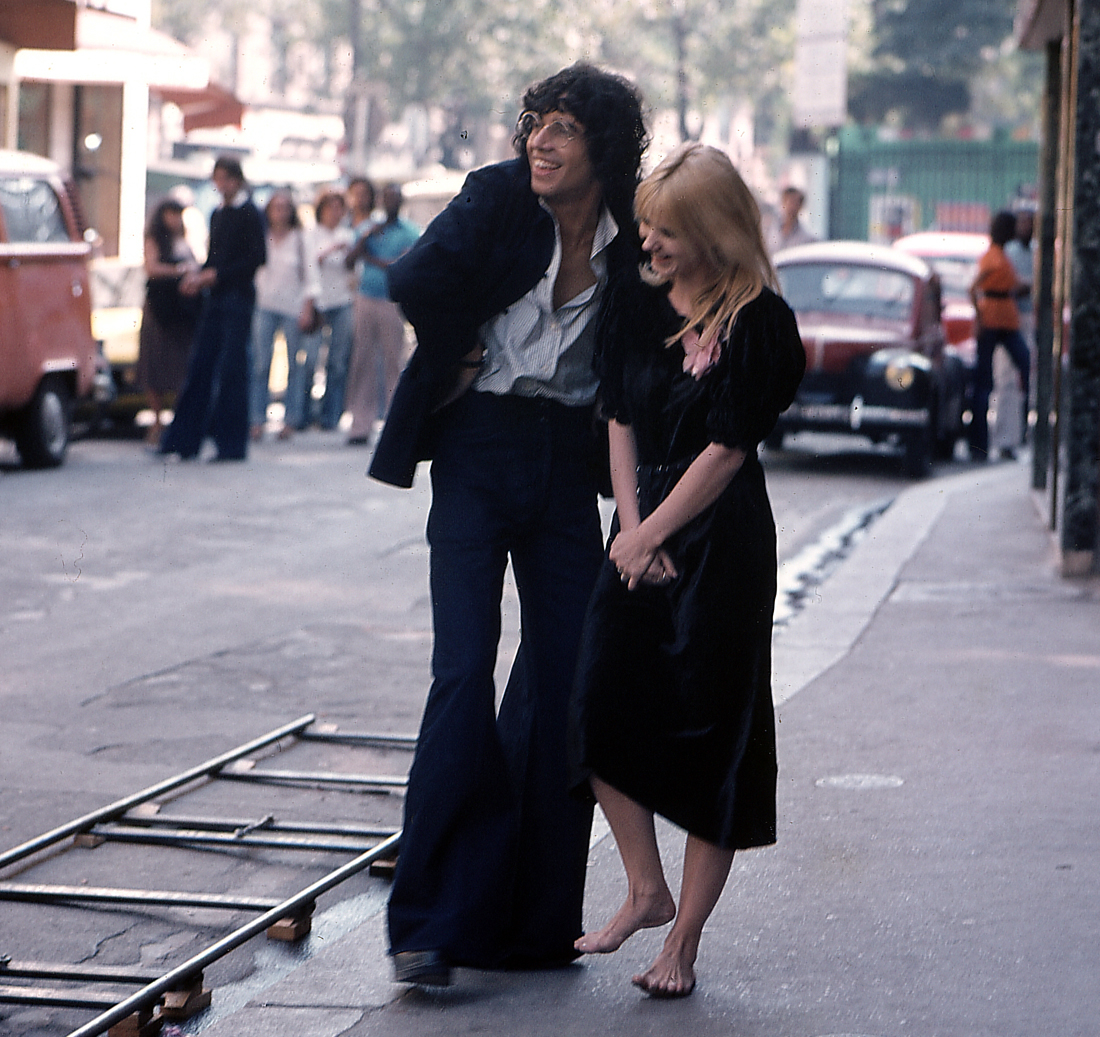
Miou-Miou et Julien Clerc sur le tournage du film D'amour et d'eau fraîche.

Son ami dessinateur et acteur Jean-Michel Folon révèle que le soir après le tournage, la toute petite Angèle doit tantôt repartir avec l'un ou l'autre de ses parents, ce qui est déchirant pour toute l'équipe. Le drame personnel que vit alors Patrick Dewaere trouve son paroxysme dans l'une des scènes essentielles du film, lorsque le personnage surgit sur une scène de théâtre, interrompt la pièce où Miou-Miou joue devant le public et l'entraîne en coulisse, pour régler ses comptes. Quelques instants avant de tourner ce long plan, Dewaere prévient le réalisateur qu'il est en mesure de ne faire qu'une seule prise, compte tenu de l'intensité dramatique de la séquence. Lors de la scène, il hurle et se précipite à plusieurs reprises, la tête en avant contre une cloison, sans être doublé par un cascadeur. Durant cette période noire, l'acteur se rend tout seul à la cathédrale Notre-Dame de Paris au milieu de la nuit pour prier.

#### Période faste

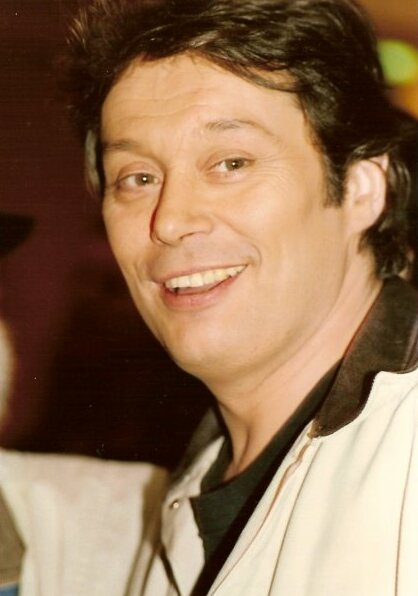
Patrick Bouchitey, ami et partenaire dans le film La Meilleure Façon de marcher.

La Meilleure Façon de marcher permet à Dewaere d'obtenir la seule récompense de sa carrière, partagée avec Patrick Bouchitey : l'Étoile de cristal du meilleur acteur en 1975. Il est également nommé au César du meilleur acteur. À cette période, l'acteur prévoit aussi un nouveau tournage en costumes d'époque sous l'égide de Romain Bouteille avec ses comparses du Café de la Gare, planifié pour le mois de mai 1976 et intitulé Yeomen sans colère, une satire de mai 68 transposée au Moyen Âge. En dépit de leurs efforts, le projet ne se fera pas mais inspirera largement Coluche pour son film Vous n'aurez pas l'Alsace et la Lorraine, sorti l'année suivante et dans lequel on retrouve une partie de la troupe du Café de la Gare dont Sotha, Philippe Manesse, Gérard Lanvin et Martin Lamotte. Clin d'œil à la désertion de l'acteur, totalement pris par ses nombreux tournages, le Café de la Gare monte à cette époque une pièce humoristique intitulée À nos chers disparus : Hommage à Patrick Dewaere avec Coluche, Gérard Avenrell, Miou-Miou, Henri Guybet, Jean-Michel Haas et Catherine Mitry.
Lors d'une interview au festival de Cannes 1976 pour défendre F… comme Fairbanks projeté hors sélection officielle, Dewaere précise que s'il n'aime pas les décorations, il apprécierait considérablement le fait de recevoir une distinction de la part de sa profession.
En 1976, il entame le tournage du film Le Juge Fayard dit « le Shériff », réalisé par Yves Boisset, dont l'histoire s'inspire de l'assassinat du juge François Renaud, survenu en juillet 1975.
Au cours de la préparation d'une séquence devant être réalisée au palais de justice d'Aix-en-Provence, Dewaere, contrarié par une interdiction de manger à l'intérieur de l'édifice, s'énerve contre le réalisateur, qui entend le raisonner. Devant toute l'équipe technique, l'acteur propose à Yves Boisset de se battre pour régler la question de manière virile, puis, après avoir échangé deux coups de poing, Dewaere se met à rire et déclare : « Au moins, maintenant, on est copains ! ». La fin du tournage se déroule sans aucun accroc, l'acteur s'attachant à exécuter scrupuleusement tout ce que lui demandera le metteur en scène.
Selon Boisset, Patrick dissimule alors, en réalité, son hypersensibilité et sa très grande pudeur par de constantes provocations, voire un comportement volontairement agressif, « parce que même pour un empire, il n'aurait pas voulu être tout simplement gentil ». Au sujet de la très douloureuse rupture de Miou-Miou, Boisset raconte qu'une nuit à Saint-Étienne, de retour d'une réunion tardive avec le maire, il aperçoit sans oser le surprendre, Patrick Dewaere en train d'arracher des affiches de Julien Clerc, alors en tournée dans la même ville. Après Le Juge Fayard dit « le Shériff », le réalisateur mesure à quel point ses rôles peuvent influencer la vie de cet acteur. Il se jure alors de ne lui proposer que des personnages et des histoires positives, ce qu'il fera dans La Clé sur la porte (1977) ou encore Le Prix du danger (1983), que Dewaere n'a jamais pu tourner.

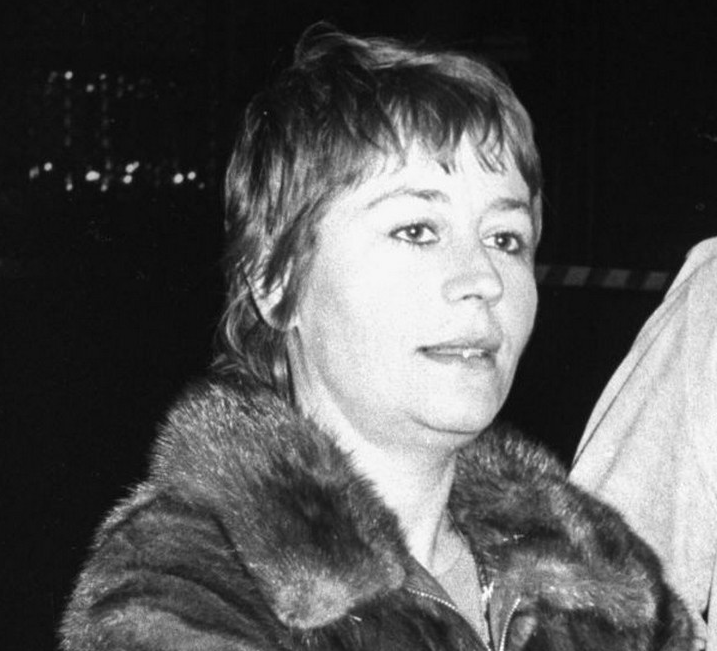
Son amie, l'actrice Annie Girardot en 1974.

À sa sortie, le film séduit un large public avec plus de 1,7 million d'entrées, ce qui constitue le second gros succès pour l'acteur, après Adieu poulet,. Avec les succès rapprochés d’Adieu poulet, La Meilleure Façon de marcher et du Shériff, Patrick Dewaere est vu comme prometteur par les producteurs, en passe de devenir un acteur populaire, alors que Depardieu, lui, enchaîne les échecs commerciaux des « films-événements à gros budget » : Barocco, 1900 et René la Canne. Dewaere décide à ce moment-là de ne faire qu'un ou deux films par an. Si Les Valseuses leur a donné la notoriété, Dewaere et Depardieu ne sont néanmoins pas adoubés par leurs aînés stars, tels que Jean-Paul Belmondo et Alain Delon, qui ont bénéficié, eux, du soutien de Jean Gabin, entre autres, lors de leur ascension. Marc Esposito va jusqu'à dire qu'« en voyant ces deux-là arriver, Belmondo et Delon ont tout verrouillé », d'où l'absence de films où ils partagent la vedette.

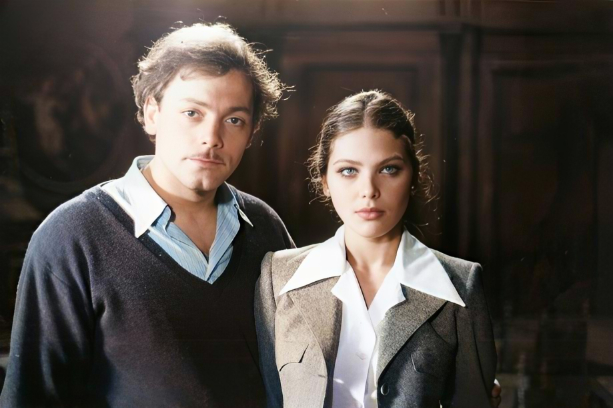
Avec Ornella Muti en Italie, sur le tournage du film La Chambre de l'évêque, en 1976.

La Chambre de l'évêque, que Dewaere tourne au bord du lac Majeur à l'automne 1976 sous la direction de Dino Risi, maître de la comédie à l'italienne, avec Ugo Tognazzi et Ornella Muti comme partenaires, fait l'ouverture du festival de Cannes 1977. Alors que le film est aussitôt descendu et sifflé pour sa piètre qualité, Dewaere choque en se désolidarisant de son propre film : « J'espère que ça ne marchera pas. S'ils avaient suivi le scénario, qui était génial, le film aurait probablement été génial. Je ne suis plus qu'un jeune trou-du-cul avec des yeux énamourés. Tout le film est sur Ugo Tognazzi et il n'a pas été à la hauteur de la couverture qu'il tire ».
Dewaere retrouve Luc Béraud sur La Meilleure Façon de marcher, dont il est à nouveau co-scénariste. Les deux hommes partagent une maison à Aix-en-Provence et un lien se tisse entre eux, qui inspire aux producteurs l'idée d'un remake de Fanfan la Tulipe avec Dewaere dans le rôle principal, Claude Miller à la réalisation, Béraud au scénario. Peu avant, Miller réalise Dites-lui que je l'aime avec Gérard Depardieu, Patrick Dewaere ayant refusé de jouer les « seconds couteaux » avec « le gros » (comme il l'appelle alors) en vedette, le rôle est revenu à Christian Clavier,. Dewaere vit alors très mal que Claude Miller ne lui offre pas le rôle principal du film avec Miou-Miou en préférant Depardieu et, relatant cet épisode, il ne peut s'empêcher de pleurer en présence de Marc Esposito. Il enrage d'autant plus que Miller a pu monter son premier film, La Meilleure Façon de marcher, grâce à lui. À cette période, Luc Béraud sollicite la production au sujet de son propre projet de long métrage pour lequel il souhaite Dewaere en rôle titre : Plein sud. Le film verra le jour en 1981 et l'implication de l'acteur pour celui-ci s'avérera déterminante.

#### Amitiés, rivalité et retrouvailles avec Depardieu

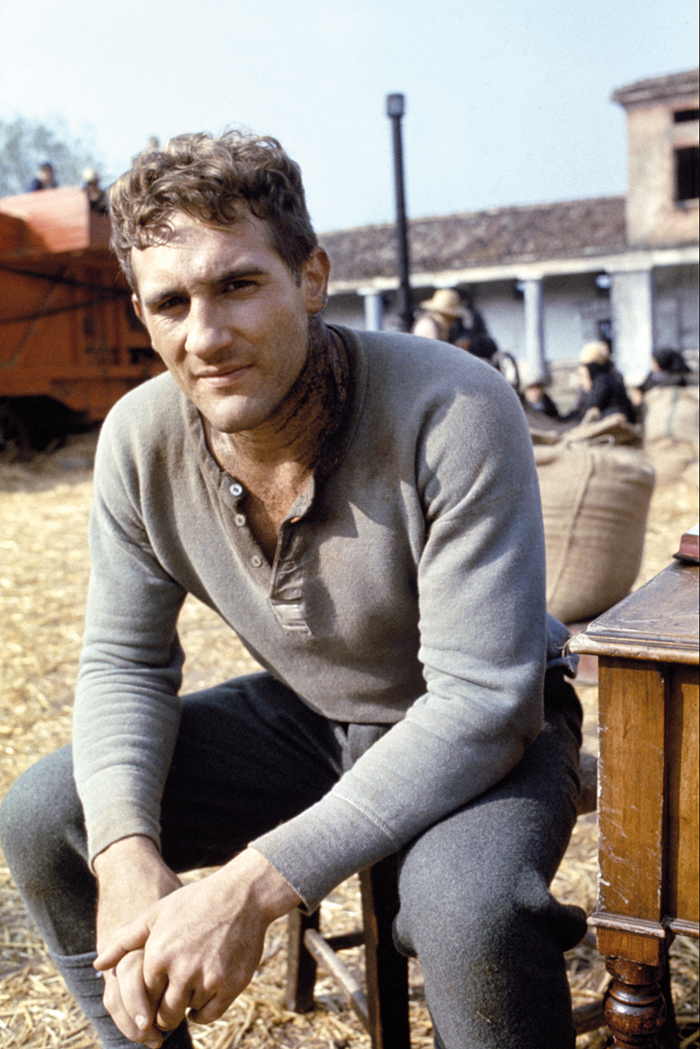
Gérard Depardieu, alter-ego et rival de Patrick Dewaere, ici lors du tournage de 1900.

En plus de Coluche, Bertrand Blier ou encore Jean-Michel Folon, Dewaere entretient une relation d'amitié depuis le début des années 1970 avec celui que la profession considère comme son alter-ego, Gérard Depardieu. Plusieurs réalisateurs et producteurs pensent systématiquement à l'un ou l'autre durant cette période, comme s'ils étaient interchangeables. Bertrand Blier estime toutefois que Dewaere est « suiveur » par rapport à Depardieu. Le réalisateur Claude Sautet avouera ainsi avoir pensé embaucher Depardieu lors de l'écriture de Un mauvais fils mais qu'il a finalement renoncé, estimant « qu'il manque à Gérard, quelque chose d'angélique et d'enfantin ». D'autre part, Dewaere aurait dû jouer initialement à la place de Depardieu dans Buffet froid de Bertrand Blier car à cette période, il a obtenu plus de succès en salle que son ami et les producteurs ont tenté de l'imposer, sans succès. Dewaere ne parvient pas, chaque fois qu'il le rencontre, à cacher au journaliste Marc Esposito qu'il est obsédé par sa compétition avec Depardieu, qu'il surnomme « le gros ». Mais de 1974 à 1979, Dewaere reste prioritaire devant Depardieu dans le choix des producteurs de films français car, selon Marc Esposito, ils le trouvent « plus sympathique et plus beau que Depardieu, jugé trop bizarre, trop inquiétant. En 1980, la situation s'est brutalement inversée, à jamais ». Avec humour, Depardieu déclare lors d'une interview : « Avec Dewaere, c'est bien et c'est pas cher. Avec Depardieu, c'est plus cher et c'est pas mieux ».

« Patrick avait aussi ce problème-là : il a beaucoup souffert de l'ombre gigantesque de Gérard. En fait, Gérard et lui n'étaient pas copains. Ils étaient plutôt comme deux frères. Les frères, souvent, ça ne s'entend pas bien. Entre eux deux, c'était le bras de fer en permanence. Ils étaient très jaloux l'un de l'autre mais, à une époque, ils se partageaient le marché, ils se téléphonaient : « Si tu ne le fais pas, je le fais ». »

— Bertrand Blier, années 1980.

« À l'époque, le choix, pour tous les metteurs en scène, c'était : Depardieu ou Dewaere. Quand Patrick se laissait aller, il avouait que son rêve, c'était être le premier… Selon les succès ou les échecs dont ils sortaient, leur cote changeait, tout le monde voulait l'un et pas l'autre et, six mois après, c'était l'inverse. Ils étaient comme les frères d'une mythologie grecque diabolique. »

— Alain Corneau, années 1980.
Lors d'un séjour à Dakar offert par un voyagiste et à l'invitation d'Yves Boisset, Patrick Dewaere fait la connaissance d'une jeune fille. Une nouvelle fois, la drogue est l'un de leurs centres d'intérêt communs, d'autant plus qu'ils sont tous deux en période d'abstinence. Cette brève relation est encore abîmée par une issue tragique : quelques mois plus tard, cette jeune fille se suicide en se jetant d'une terrasse. Pour se changer les idées et relever un nouveau défi personnel, Dewaere décide de traverser le Sahara à moto en solitaire, mais les forces de l'ordre marocaines lui interdiront alors d'entreprendre sa traversée. Boisset révèle également qu'à cette époque, il lui offre le roman quasi autobiographique de Jack London, Martin Eden, lequel devient dès lors son livre de chevet. Le réalisateur estime qu'on peut voir en Martin Eden une vraie parenté avec Dewaere.
Pour Préparez vos mouchoirs (1978), son réalisateur et ami Bertrand Blier décide de réunir à nouveau le trio Dewaere, Depardieu et Miou-Miou, mais cette dernière refuse, non pas en raison de sa rupture avec Dewaere mais parce que le rôle est particulièrement déshabillé et qu'elle ne souhaite plus exhiber sa nudité. Blier confie alors le personnage féminin à Carole Laure. Le tournage se déroule beaucoup plus calmement que celui des Valseuses et Bertrand Blier avoue qu'une page est tournée car la folie des débuts a fait place à l'expérience professionnelle, surtout pour Depardieu, qui a désormais son assistant personnel et son maquilleur,. En France, le film, qui réalise un score honorable avec 1,3 million d'entrées, bénéficie d'une estime favorable des critiques,,.

#### Ambitions cinématographiques et musicales refrénées
À la fin des années 1970, Dewaere reçoit une douzaine de propositions, dont notamment cinq projets qu'il retient,. D'abord, un film intitulé Le Bourrin ou Le Hareng de Jean-Jacques Annaud écrit par Francis Veber, sur l'univers du football en province, qui deviendra Coup de tête, sorti en 1979. Il doit aussi jouer dans Crimes obscurs en Extrême-Orient d'Yves Boisset, racontant l'assassinat du Pape par des agents de la CIA. Dewaere tourne des essais au Vatican en octobre 1977, réalisés en caméra légère avec une équipe réduite. Ce film doit être une production internationale avec Lauren Bacall et James Coburn contrôlée par des investisseurs suisses, mais ceux-ci, à terme, abandonnent le projet,. Le réalisateur Maurice Dugowson demande son avis à Dewaere pour son film Au revoir... à lundi, qui comprend Miou-Miou et Carole Laure mais ni Dewaere ni son frère Jean-François n'y participent, contrairement à ce qui est initialement prévu. Il est également envisagé dans La Java de Claude Miller dont le scénario est provisoirement intitulé La Débandade, grosse production internationale avec Miou-Miou, un film d'époque en costumes traitant notamment du « Paris canaille » des années 1800 mais le long métrage ne se montera pas, principalement par manque de financements,.
Enfin, Patrick Dewaere est choisi pour partager l'affiche avec Pierre Richard dans un film populaire, Y'a pas de mai ! de Gérard Oury, comédie où il incarnerait un condamné à mort évadé traversant la France en grève en plein mai 68 avec son avocat, dans l'espoir d'obtenir la grâce présidentielle auprès du général de Gaulle. Signe de son ascension, il reçoit pour la première fois une avance en s'engageant dans le projet, comme toutes les vedettes sur lesquelles des films sont bâtis. Au départ séduit d'être choisi par un réalisateur et un acteur à succès, Dewaere est finalement déçu par le scénario et ne se voit pas tourner ce genre de film,. Selon lui, la période de mai 68 est trop traitée sous forme de gags, un élément de comique qu'il qualifie de « cinéma de papa ». Le réalisateur et le producteur Alain Poiré de la Gaumont s'opposent à la décision de l'acteur puis son agent Serge Rousseau parvient à négocier une sortie à l'amiable, amenant Dewaere à verser un dédommagement. Le personnage de l'évadé est ensuite distribué à Victor Lanoux.

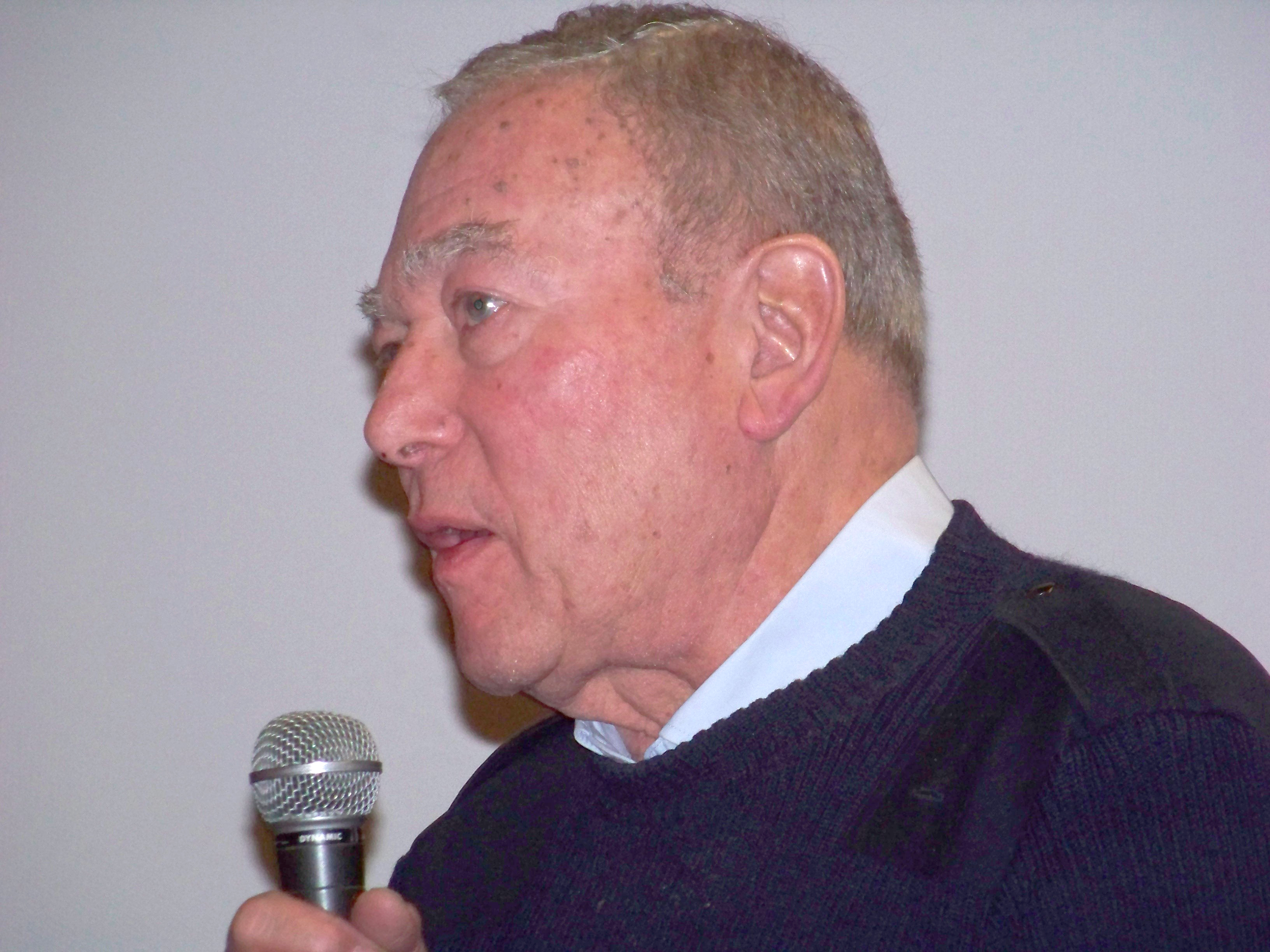
Yves Boisset, réalisateur et ami de l'acteur.

Avec ce dernier épisode, Dewaere commence à avoir la réputation de « casse-pieds ». Le remboursement de l'avance et l'annulation de ses projets le poussent à tourner plus de deux films en 1978. À cette période, l'acteur se lie avec Élisabeth Chalier dite Elsa, que Bertrand Blier qualifie de « femme-enfant ». Initialement la compagne de son frère Jean-François, Elsa le rejoint avant le début du tournage de La Clé sur la porte d'Yves Boisset, durant l'été 1978,. Blier avoue espérer que l'acteur la quittera, notamment durant la période du tournage du film car « il était incontestablement esclave de son amour pour elle. Pourtant, elle l'a maltraité, l'a beaucoup trompé ». Sa relation passionnée et abîmée par l'héroïne avec sa nouvelle compagne éloigne Dewaere de la plupart de ses amis,. Cette situation ne freine pourtant pas sa carrière et la comédie La Clé sur la porte, où il partage l'affiche avec la populaire Annie Girardot, remporte un succès public, réunissant près de 2 millions d'entrées,.

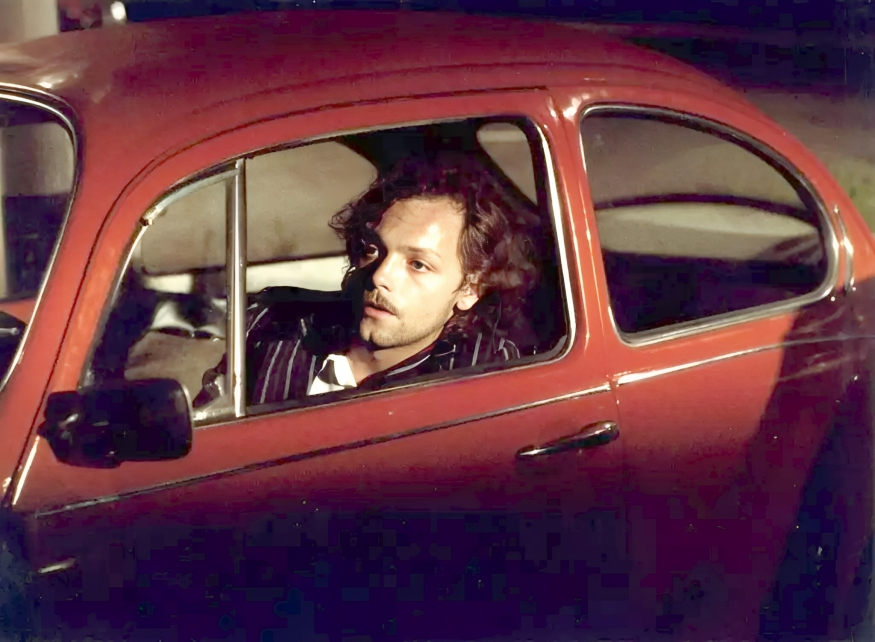
En Italie, il participe au film choral Le Grand Embouteillage (1978).

Le 31 mai 1978, lorsque plusieurs organismes publics intentent un procès à des cafés-théâtres parisiens dont le Café de la Gare pour des motifs administratifs, il fait partie des nombreux artistes qui viennent défendre et soutenir Romain Bouteille au tribunal,. Il interpelle le président mais celui-ci lui répond : « Taisez-vous et asseyez-vous… Patrick Dewaere, connais pas ! ». Il apparaît également en 1978 dans le film italien Le Grand Embouteillage, réunissant tous les grands comédiens européens du moment, dont également Depardieu et Miou-Miou dans une autre scène que la sienne.

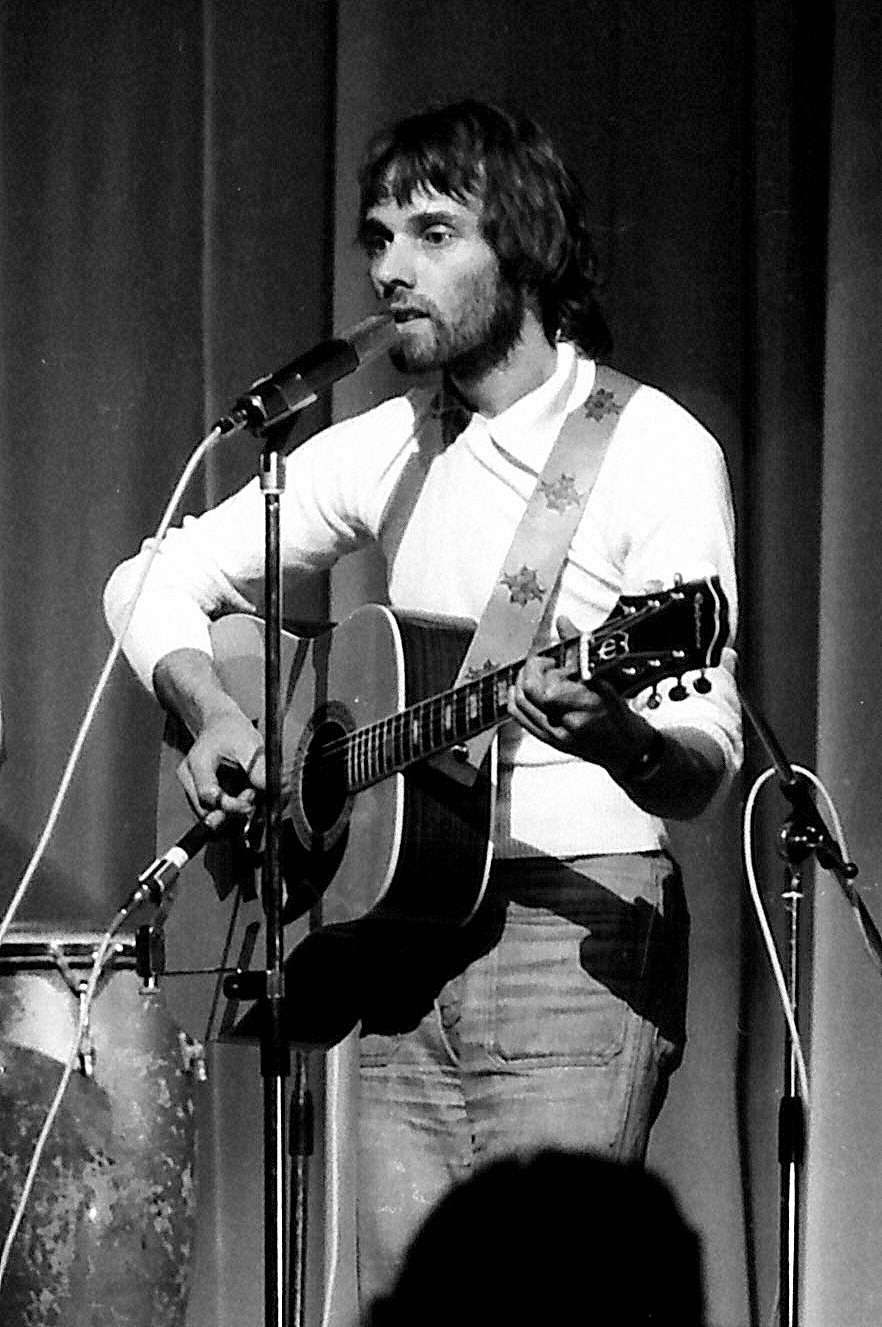
Yves Simon, ami de Dewaere et producteur de son premier disque.

Pour le film Coup de tête, le réalisateur Jean-Jacques Annaud parvient à l'imposer à la Gaumont et à Alain Poiré, qui pourtant ne veulent pas en entendre parler et attendent Depardieu à la place. Lors de la préparation du film, en 1978, Patrick Dewaere, lassé de ce qu'il considère comme des échecs au cinéma, mise considérablement sur la chanson et sort son premier disque, mais le 45 tours produit par Yves Simon ne reçoit pas un accueil très populaire et la critique est mitigée, y compris celle de ses proches et amis à l'exception notable des chanteurs et auteurs Nino Ferrer et Louis Chedid,,,.
La même année, Dewaere a reçu un scénario de film de Claude Lanzmann, adaptation de son roman Le Têtard paru en 1976; il met en scène un jeune juif en déportation vers la mort qui se rend compte qu'il n'a jamais fait l'amour, une histoire que Sotha va transposer dans le texte de la chanson « L'Autre ».

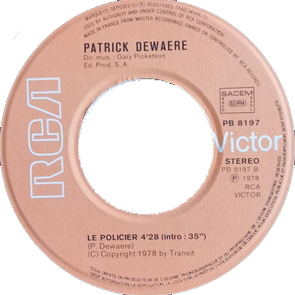
Dewaere sort un disque 45 tours en 1978 qui n'obtient aucun succès.

Concernant le tournage de Coup de tête, le réalisateur relate qu'en 1978 l'acteur est agréable à diriger et qu'il ne subit alors aucun méfait de la drogue, sauf pour la toute dernière semaine du tournage. Il précise pourtant : « Il vivait un cauchemar avec la femme avec laquelle il avait choisi de vivre ». Concernant sa carrière, Dewaere pense alors que Gérard Depardieu rafle les meilleurs rôles et s'estime lui-même comme « un acteur de seconde classe ». Au cours d'une scène essentielle du film où, tous les protagonistes sont réunis pour un banquet et au cours de laquelle le héros du film doit réagir en force face à eux, le réalisateur dévoile que tous les acteurs présents sont terrorisés par l'incroyable violence incarnée par Dewaere. Lors du dernier jour de tournage du film, Dewaere, épuisé et subissant les effets de la drogue, dort dans un coin du plateau, sur un banc. Annaud demande alors à l'accessoiriste de déplacer son sac de couchage mais l'acteur se réveille en sursaut et il frappe au visage l'accessoiriste, dont une dent se brise, à la suite du choc. Désespéré par son geste malheureux, Dewaere ne sait comment se faire pardonner. À ce sujet, Annaud révèle que ce soir-là, toute l'équipe constate que « Patrick n'était pas dans son état normal. Et son comportement avait changé. C'était dramatique ».
Satisfaction, bien que très provisoire, pour Dewaere : Préparez vos mouchoirs reçoit l'Oscar du meilleur film en langue étrangère à Hollywood. Lors d'une interview à la radio en avril 1979, il déclare hilare : « Ce matin j'étais très content en me réveillant, mais plus je me réveille, plus je m'aperçois que grâce à cet Oscar plus rien ne sera jamais plus comme avant pour moi ! ». S'il ne pense pas que la récompense aura une réelle influence sur sa carrière, il estime cependant que « même si on n'est pas grand chose on peut continuer à l'être la tête haute ».

### Période noire, malgré le succès

#### Série noireet descente aux enfers

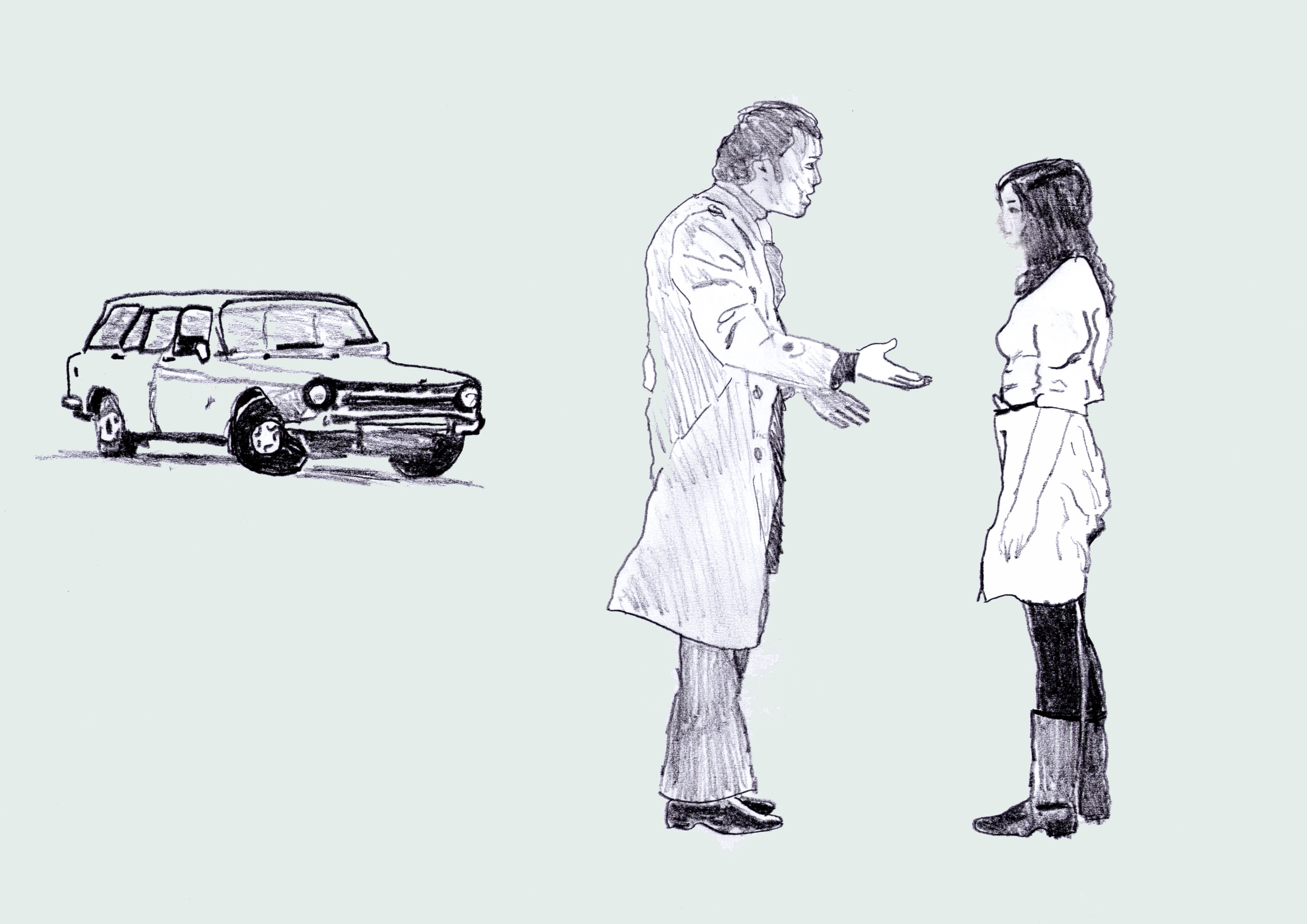
Le film Série noire, point culminant de sa carrière.

Pour le film suivant, Série noire, Alain Corneau révèle que si l'acteur n'avait pas accepté le rôle, il aurait renoncé à monter le film. Dewaere met toute son énergie et la force de son talent d'acteur dans ce film. Il déclarera lors de sa dernière interview qu'il s'agit du long métrage qu'il aura eu le plus de plaisir à jouer. L'acteur, qui subit toujours une addiction à la drogue, reste cependant toujours parfaitement lucide durant toute la durée du tournage et maîtrise son texte à la perfection. Il perd 10 kg pour le rôle. Pour l'une des scènes du film, il se précipite la tête la première et sans aucune protection contre le capot d'une voiture, refusant d'être doublé par un cascadeur. Marie Trintignant témoigne : « Dans ce film, j'ai l'impression qu'on se jetait tous dans les scènes, dans les éléments, comme des animaux… C'était un film violent. Tout était violent ! ». Myriam Boyer précise aussi combien le budget du film a été « maigre », avec une équipe très réduite. Après une séquence forte où le personnage joué par Dewaere bat celui de Myriam Boyer, l'acteur révèle à sa partenaire qu'il a eu l'impression de frapper sa mère, comme pour régler ses comptes avec elle. Myriam Boyer confirme qu'à cette époque Dewaere se sent obsessionnellement menacé par le succès grandissant de son alter-ego Gérard Depardieu.
Lors de la présentation en compétition du film au festival de Cannes 1979, Dewaere se confie à plusieurs journalistes. L'acteur souligne le besoin d'évasion, de rêve, d'exotisme du personnage et il précise : « Ce n'est pas un salaud, c'est un mec tout à fait normal » et il « est le maillon qui a craqué ». L'acteur confirme qu'il est persuadé qu'il s'agit de son meilleur rôle. Concernant la façon dont il perçoit son avenir personnel, il avoue lors d'une interview : « Je ne serai jamais vieux, moi. On devient vieux à partir du moment où on a peur du lendemain, c'est à ce moment-là qu'on devient vieux… J'essaierai de ne jamais avoir peur du lendemain ». De fait, le film est diversement accueilli par la critique. La déception de Dewaere est plus grande encore quand, un an plus tard, le film ne reçoit aucune récompense aux César, la même année où Miou-Miou en reçoit une, pour La Dérobade,.
Épuisé par Série noire, Dewaere s'octroie une longue pause de quinze mois. Il n'accepte qu'un second rôle par amitié pour le jeune réalisateur Didier Haudepin, qui est parvenu non sans mal à monter son film Paco l'infaillible. Dewaere part pour l'Espagne avec Elsa mais les démons de la drogue sont toujours présents et un soir, Haudepin retrouve l'acteur enfermé dans sa chambre. En pleine crise, il a brisé une table en verre et un gros éclat s'est planté dans son artère fémorale. Mais après une courte hospitalisation, l'acteur assume son rôle sans sourciller. Le film ne va sortir en France qu'en mars 1982, alors que le film est sorti en Espagne, pays coproducteur, en octobre 1979.

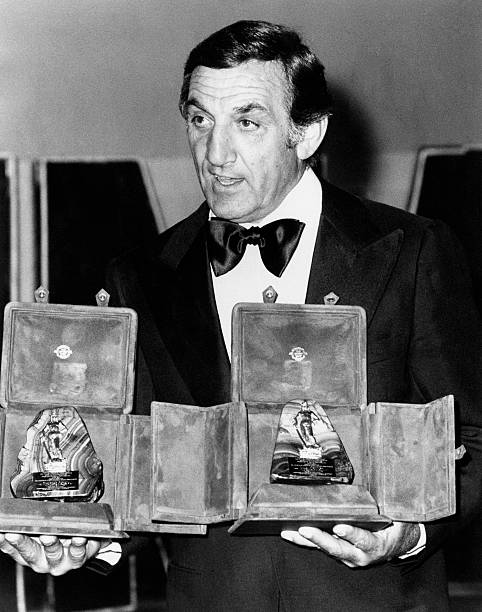
En 1979, Lino Ventura accepte un nouveau projet avec Dewaere.

En juillet 1979, le chanteur et compositeur François Deguelt souhaite se lancer dans la production cinématographique. Il achève un scénario intitulé Mourir à Brest, en confie la réalisation à Bernard Farrel et propose les rôles-titres à Lino Ventura et Patrick Dewaere, qui en ont accepté le principe, mais le film ne se fera pas.
À Los Angeles, Dewaere voit la pièce de théâtre Les Enfants du silence et entreprend des démarches auprès de la William Morris Agency pour acheter les droits d'adaptation afin de la jouer en France. Du fait des contraintes de temps nécessaires pour apprendre la langue des signes, indispensable afin de tenir le rôle principal masculin, il doit abandonner le projet.
Sotha, son épouse depuis 1968, après avoir longtemps repoussé la formalité comme pour le protéger, accepte de divorcer, le 12 novembre 1979. Désormais, il peut s'unir officiellement à Elsa, qui est enceinte, le couple étant alors sevré de la drogue, du moins provisoirement. La petite Lola naît trois semaines plus tard, le 4 décembre 1979.

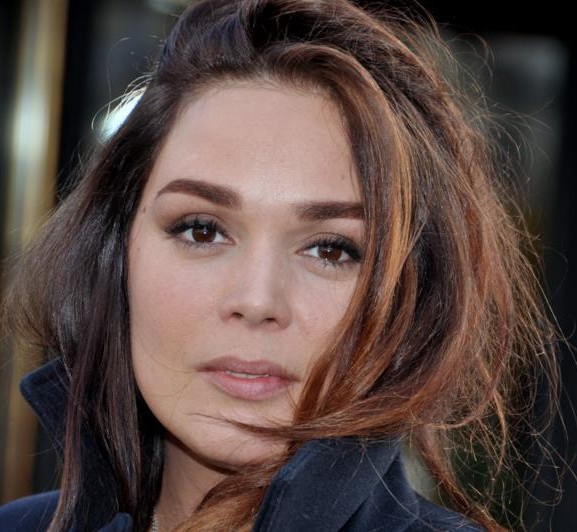
Lola Dewaere, seconde fille de l'acteur, en 2013.

Entre 1979 et 1981, l'acteur enchaîne sans aucune interruption une dizaine de tournages. Afin de mieux figurer le personnage vulnérable qu'impose le rôle d’Un mauvais fils, Dewaere surprend Claude Sautet en venant à un rendez-vous préparatoire, sans la moustache qu'il arbore, pour se vieillir, depuis sa participation au Café de la Gare au tout début des années 1970. Ce geste touche profondément le réalisateur. Concernant le scénario du film, qui relate l'addiction à la drogue dont les personnages joués par Dewaere et Brigitte Fossey sont victimes et qui fait écho à l'épreuve endurée par l'acteur dans la vie réelle, il déclare : « Moi, je crois encore à mon âge qu'on peut parler de choses désespérantes et qu'il faut avoir le courage de les dire et [Sautet] est arrivé à un âge où il en a marre et il préfère que les choses se passent bien et que tout soit beau ».
Ce film s'inscrit dans une succession de longs métrages où les rôles négatifs s'additionnent, même pour certaines comédies. Tantôt paumé, perdant, marginal, drogué, désespéré, paranoïaque, frustré, introspectif, violent, fantasque ou manipulateur, une majorité de films vont exploiter jusqu'à la fin son énergie, ses fêlures et sa vulnérabilité intérieure, le plus marquant, son dernier, Paradis pour tous, mettant en scène un suicide prémonitoire,.
La même année, l'acteur est toutefois sollicité pour une comédie par Philippe de Broca : Psy. Le scénario est adapté d'une bande dessinée signée par Gérard Lauzier. L'auteur est proche de la bande du Café de la Gare et Dewaere se sent en confiance. Si les relations entre le réalisateur et l'acteur s'avèrent moins idylliques que prévu durant le tournage, ce dernier prend le temps entre les prises d'écouter les conseils d'Alexandre Mnouchkine, qui a déjà produit Adieu poulet cinq ans auparavant,. Mais Dewaere révèle que durant l'écriture du film, l'auteur du scénario Gérard Lauzier ne s'entend pas du tout avec le réalisateur Philippe de Broca, ce qui complique le tournage. « Je croyais qu'ils allaient s’additionner mais en fait, ils se sont soustraits », regrette-t-il.
Toujours en 1980, Dewaere refait un bref passage au Café de la Gare pour jouer Les robots ne sont pas méchants, « trilogie en deux parties » de et avec Sotha, ainsi qu'Odile Barbier, Arnold Boiseau, Romain Bouteille, Marie-Christine Descouard, Henri Guybet, Philippe Manesse, Patrice Minet, Jacki Sigaux et Dominique Vallée.

#### Boycott des médias, après l'«affaire Nussac»

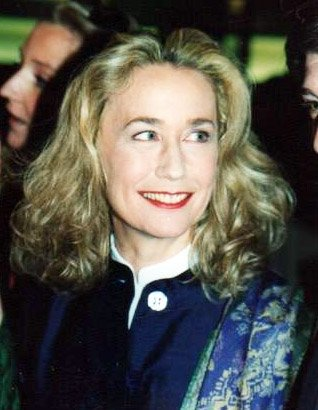
L'actrice Brigitte Fossey partage l'affiche avec Dewaere dans Un mauvais fils.

Alors que sa carrière prend de l'ampleur avec plusieurs grands rôles successifs (Coup de tête, Série noire et Un mauvais fils), une affaire privée va néanmoins valoir à Dewaere un véritable boycott de la part de la presse et des médias : il frappe d'un coup de poing Patrice de Nussac, un journaliste du Journal du dimanche qui a trahi sa promesse — faite en raison de liens d'amitié — de ne pas révéler son prochain mariage avec Elsa, prévu pour le 16 octobre 1980,. Le couple aurait préféré avoir un mariage discret, sans les photographes de la presse. Le jour de la parution de l'article, le couple demande à voir Nussac pour obtenir des explications. Après un bref échange entre le journaliste et l'acteur, Elsa aurait rappelé à Nussac qu'elle a clairement exigé lors de l'entretien que l'article ne parle pas d'elle et le journaliste l'aurait alors traitée de menteuse. Dewaere aurait alors immédiatement réagi en donnant un coup de poing au journaliste avant de partir.
Les médias lui font payer cher ce dérapage. Ainsi, le présentateur du journal télévisé de 20 h d'Antenne 2, Daniel Bilalian s'offusque en direct : « Il s'agit d'un acte qu'on peut considérer comme scandaleux contre notre corporation ». Dès lors, il n’est plus interviewé et la presse omet même son nom dans les articles sur Un mauvais fils, un exemple sans précédent en France : la presse refuse de citer son nom alors qu'il interprète le rôle-titre du film ou ne publie que ses initiales avec une connotation péjorative : « P. D. »,,,,.
Le 14 octobre 1980, soit deux jours après l'affaire du coup de poing, lors de la projection de presse du film Un mauvais fils, le réalisateur Claude Sautet dévoile maladroitement aux journalistes que son premier choix a été Depardieu et que le scénario a été écrit pour lui, ce qui déclenche une réaction épidermique de Dewaere. Au cours de la collation qui suit la projection, il insulte alors Sautet. L'acteur est alors en pleine période de dépression, de boycott et sous l'emprise de la drogue, ce qui lui fait perdre pied totalement. Les producteurs éprouvent quant à eux quelques réticences à l’employer. Cependant, malgré son sujet grave et le boycott de la presse, Un mauvais fils est un succès.
L'affaire du coup de poing se dénouera « à l'amiable » quelques mois plus tard, Nussac acceptant 75 000 francs, une forte somme pour l'époque, soit environ 40 000 € (valeur actualisée en 2020). Pour autant, la justice poursuit l'acteur et il se voit condamné à un an d'emprisonnement avec sursis et 10 000 francs d'amende,. Au sujet de la vindicte des médias contre lui, le réalisateur Jean-Jacques Annaud avoue en 2004 que la situation est alors grave et qu'elle affecte profondément Dewaere : « Ce rejet de la presse lui a énormément coûté ». Concernant son image publique, il préfère penser que les spectateurs l'aiment. Mais il déclare lors de la même interview : « On ne peut pas dire que ce soient les médias qui m'aient imposé ou la profession du cinéma ». Selon lui, ce serait grâce à l'appréciation du public que le milieu du cinéma l'a fait travailler et non l'inverse. Concernant les limites de la célébrité, il souligne : « Il y a des inconvénients énormes… mais c'est tellement rien à côté des avantages ! ».
Lors d'une interview, Dewaere déclare que « le public ne se rend pas compte à quel point un article de presse peut avoir un impact terriblement violent sur la vie personnelle ». Dewaere précise que ce type de journal dispose d'un budget pour tout procès en diffamation et ainsi, « ils peuvent écrire ce qu'ils veulent ». Il reconnaît avoir fait justice lui-même, tout en insistant sur la douleur subie lors de cette publication : « Je me suis senti décapité quand il m'a fait ça ». Il confirme qu'un contrat moral existe, consistant selon lui à offrir au public les détails sur son travail mais à refuser en revanche de livrer sa vie privée aux médias.

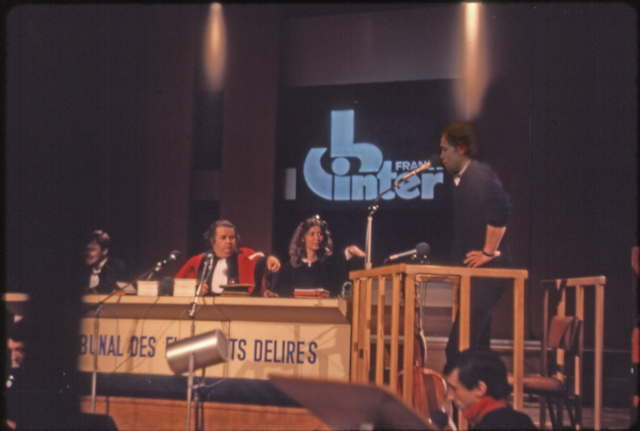
L'acteur « accusé » au Tribunal des flagrants délires sur France Inter, le 17 octobre 1980.

Le 17 octobre 1980, l'acteur effectue une de ses rares apparitions médiatiques de cette période en participant sur France Inter à l'émission radio quotidienne en direct, Le Tribunal des flagrants délires. Sous forme de procès humoristique, il s'agit de juger l'acteur, en pleine période où il est la cible de la presse et des médias, à la suite de l'« affaire du coup de poing ». Évoquant ses deux déclarations dans la presse au moment des faits qui lui sont reprochés (« Je suis la tolérance personnifiée » et « il y a une vérité par personne, par seconde, par moment »), il avoue à la fois avec ironie et agacement : « Je reconnais que j'aurais pas dû taper dessus. J'aurais dû juste… le disputer ! ». Au sujet de la violence qui transpire dans certains de ses films, il répond qu'il faut « se servir de ce qui existe et que le monde est extrêmement violent ». À la question de savoir s'il éprouve de la peur en sortant de chez lui, il répond par la négative et ajoute une phrase ambiguë : « Entre le moment où on naît et celui où on va mourir, il se passe des tas de choses. Il ne faut pas redouter de s'abîmer. Moi je crois que plus on s'abîme, plus on est beau. On ressemble à notre époque ». À la fin de l'émission, son confrère et ami Patrick Bouchitey intervient au titre du témoin en faveur de l'accusé. Il témoigne que Patrick Dewaere est « tout sauf violent. Il est sensible et avec beaucoup d'humour. Les gens ne savent pas combien il est courtois ». Bouchitey évoque aussi sa passion pour la musique en précisant qu'elle « n'est pas agressive ». Dewaere confirme alors : « Je serais plutôt blues ».

#### Derniers rôles
Après son passage à vide, Dewaere retrouve Luc Béraud pour leur projet maintes fois différé : Plein sud. La distribution du film est prestigieuse (Jeanne Moreau, Pierre Dux ou encore Guy Marchand) mais l'actrice principale Clio Goldsmith ne s'investit que très superficiellement sur le tournage, ce qui fait enrager le perfectionniste Dewaere. Une nouvelle fois, le succès n'est pas au rendez-vous pour ce film, qui réunit moins de 300 000 spectateurs. Dewaere explique au sujet du film Plein sud avoir été considérablement déçu en voyant le résultat à l'écran, en dépit de son fort investissement personnel pour en défendre le sujet et même aider à en monter la production. Selon lui, il aurait alors perdu tout crédit pour défendre à l'avenir un film auquel il tiendrait.

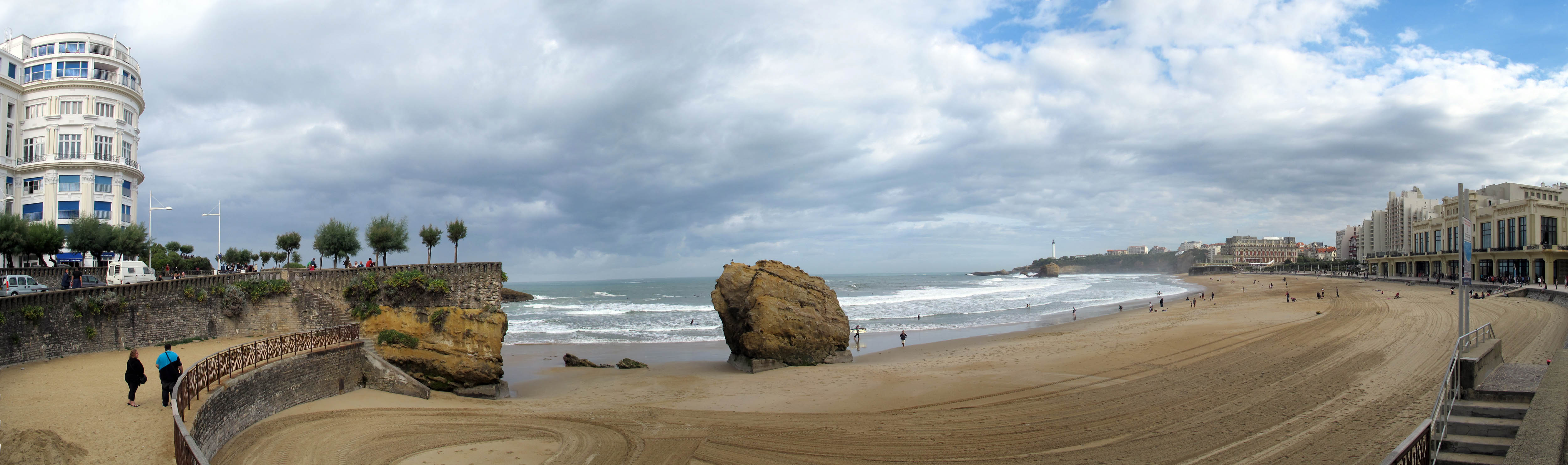
La plage de Biarritz hors saison, lieu du tournage d’Hôtel des Amériques d'André Téchiné.

Dans Hôtel des Amériques d'André Téchiné, en 1981, initialement intitulé Mexico Bar, il interprète une nouvelle fois le rôle d'un homme marginal et paumé, dans une histoire d'amour sans issue et avec le suicide en toile de fond,. Téchiné reconnaît être profondément marqué a posteriori par le fait d'avoir écrit un tel rôle destructeur et suicidaire pour Dewaere : « Je l'ai poussé dans un abîme à travers ce film et ce personnage qui correspondaient sans doute à ses propres démons ». Catherine Deneuve estime quant à elle qu'il ne joue pas mais qu'il vit réellement les rôles qu'il incarne, ajoutant : « C'est l'un des rares acteurs qui m'aient vraiment fait pleurer ». Pourtant, l'actrice et Dewaere ne connaissent pas de véritable osmose durant le tournage, la présence permanente d'Elsa et de la drogue isolant ce dernier de l'équipe.

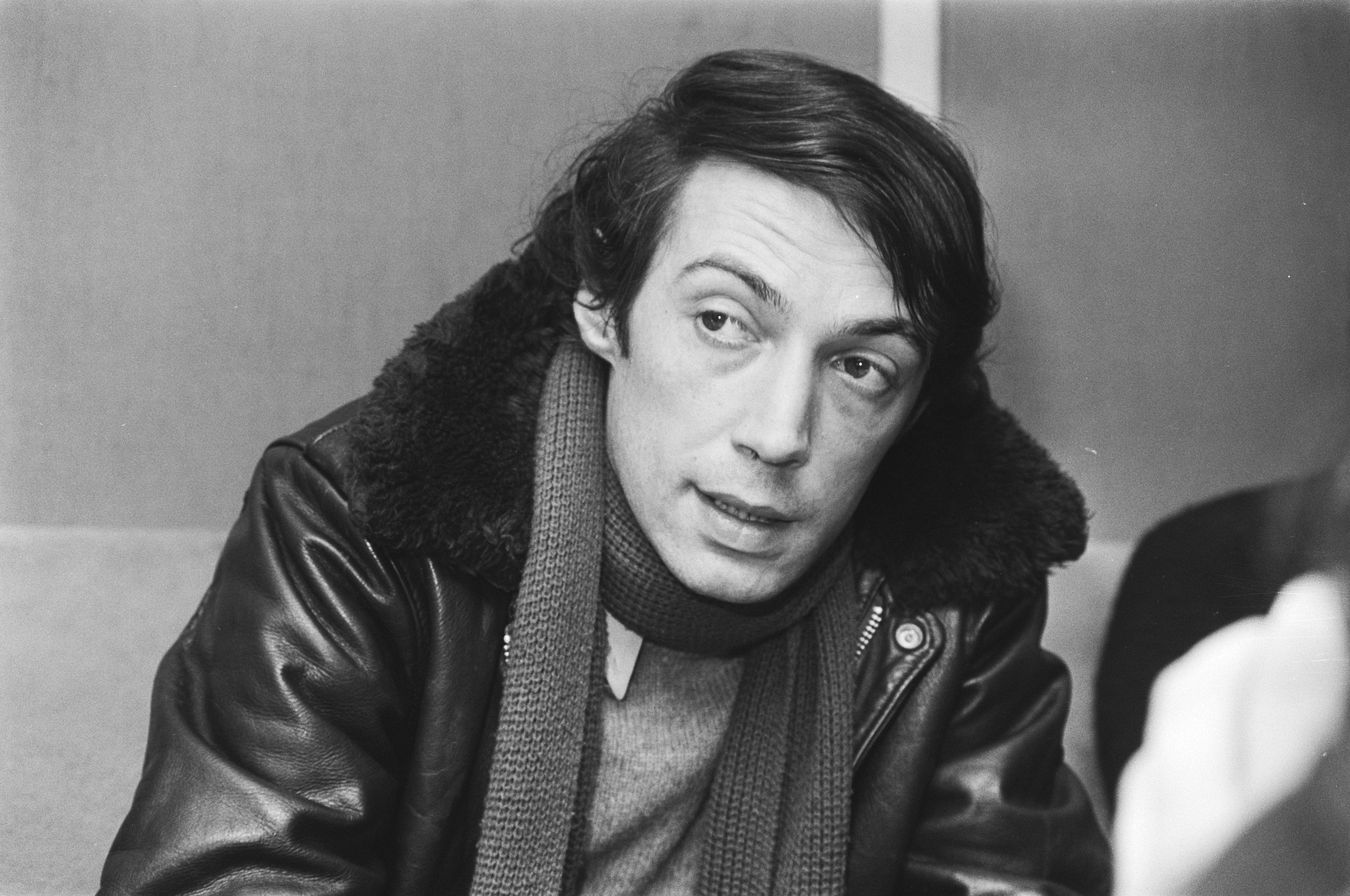
André Téchiné qui le dirige en 1981.

À cette époque il se dit « excommunié », « militant de rien » et n'a pas encore trouvé d'histoire à défendre. Sur l'impact négatif que le pénible épisode du boycott a engendré, Dewaere persiste et signe : « Si c'était à refaire, je ferais exactement la même chose » car pour lui, l'objectif est atteint désormais : « Les journalistes ont un rapport beaucoup plus sain » avec lui.
Le rôle décisif suivant est celui de Beau-père dont le sujet est à la fois très controversé et dangereux pour son image publique : un trentenaire se voit séduit par une adolescente à peine sortie de l'enfance, la fille de son ex-compagne, qui vient de mourir dans un accident de voiture. Le rôle de l'adolescente est proposé à Sophie Marceau mais il revient finalement à une inconnue, Ariel Besse. La photo évocatrice de l'affiche et le fait que dans le film, le réalisateur Bertrand Blier ne porte aucun jugement moral sur les protagonistes, déclenche de violentes critiques d'autant plus que le long métrage ne reçoit pas le succès escompté. Une nouvelle déception professionnelle est en passe d'affecter l'acteur, qui a tant soif de reconnaissance de ses pairs.
Le 27 février 1982, lors de la 7e cérémonie des César, pour la sixième fois depuis 1976, Dewaere n'est pas récompensé, alors qu'il s'est pourtant énormément investi dans le rôle de Beau-père. Après la soirée, il passe un moment avec son alter-ego et adversaire Gérard Depardieu au Fouquet's pour boire un verre avec celui qui a été récompensé l'année précédente pour Le Dernier Métro. Plus tard, Jean-Jacques Annaud, qui a réalisé l'année précédente Coup de tête et qui vient de recevoir un César pour La Guerre du feu, retrouve Dewaere, qui s'effondre en sanglots dans ses bras.

#### Doutes et déceptions
Henri Verneuil parvient à imposer Patrick Dewaere dans une grande production populaire, Mille milliards de dollars, même si quelques réticences des médias subsistent, notamment lors de la promotion du film,. Ainsi, le 21 août 1981 dans le 13 h de TF1, Yves Mourousi ne le laisse s'exprimer que quelques secondes sur une interview de plus de 9 minutes avec une partie de l'équipe du film, bien qu'il tienne le premier rôle. Lors d'une autre interview, il défend l'univers cinématographique de Verneuil et souligne combien importe peu pour lui la génération ou l'âge des réalisateurs qu'il apprécie. Il avoue avoir accepté le rôle de Mille milliards de dollars uniquement pour le message que le film véhicule : il apprécie le cri d'alarme concernant les dérives des groupes financiers surpuissants et celles des médias, ainsi que la manipulation de l'information.

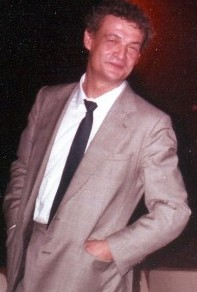
Philippe Léotard, compagnon de route et d'ivresse de Dewaere.

Pour ce qui deviendra son ultime film, Paradis pour tous, Patrick Dewaere interprète le rôle d'un homme en perdition et à bout de forces qui se suicide en se jetant du haut de l'immeuble où il travaille. Échappant miraculeusement à la mort, le cerveau du personnage est « flashé » grâce à un procédé médical révolutionnaire afin d'en éliminer toute pensée ou sentiment négatif pour mieux se réintégrer dans la société moderne. Ironie du sort, Dewaere retrouve une seconde fois à l'écran son ami et compagnon d'ivresse Philippe Léotard, après Le Juge Fayard dit « le Shériff ». Si Léotard arrive épuisé chaque matin par ses excès nocturnes, Dewaere, qui s'est mis intensément au sport pour se préparer physiquement à son prochain film, Édith et Marcel, dans lequel il interprète le boxeur Marcel Cerdan, lui annonce sur un ton ironique : « Dans un an, tu auras tous mes rôles… Je serai mort ».
En février 1982, il confie à Marc Esposito : « Quand tu passes ta journée à faire des gestes de quelqu'un qui est triste, eh bien quand tu rentres chez toi, t'es pas drôle, mon vieux ! T'as pris le pli ! Quand tu fais cinq films de suite où tu joues un paumé, tu finis par être un paumé. Alors j'en ai marre ! ». Ayant vu le film Série noire dont il a réservé les droits d'adaptation auprès de son auteur, le célèbre réalisateur et producteur américain Orson Welles remarque le talent de l'acteur et le rencontre en 1982 — des années après Paris brûle-t-il ?, où Welles est l'une des têtes d'affiche et Dewaere simple figurant — pour évoquer le projet d'un film où il jouerait un rôle important.

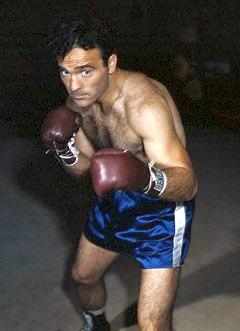
En 1982, pour ressembler à Marcel Cerdan (ici en 1948), il s'entraîne intensément.

Patrick Dewaere se désiste du tournage de Le Prix du danger de Yves Boisset, remplacé par son ami Gérard Lanvin pour tourner avec Lelouch,. Claude Lelouch remarque Dewaere pour ses talents de boxeur dès 1974, lors d'un combat-exhibition où il fait match nul contre un boxeur émérite et retient son nom, ayant déjà en tête le projet d'un film sur la liaison entre Édith Piaf et Marcel Cerdan,. Les séances d'entraînement de Dewaere pour entrer dans le rôle sont intenses et il perd 5 kilos en quelques jours pour atteindre les 72 kg,. Parlant du scénario, Dewaere insiste sur l'aspect mystique et l'importance de Dieu pour les deux personnages principaux. À cette période, la personnalité de Patrick Dewaere change aussi : il est amaigri, il a perdu le sourire, il doute et a tendance à rechercher l'affection et l'écoute de quelques amis.
Le 13 juillet 1982, soit trois jours avant son suicide, sa maison est cambriolée et de nombreux souvenirs personnels disparaissent dont de précieuses photos d'enfance et des vidéos familiales. Le même jour, pour ce qui sera sa toute dernière interview de télévision, il laisse entrer une caméra dans sa maison du 25 impasse du Moulin-Vert dans le 14e arrondissement de Paris, qu'il habite depuis 1980,. Il dévoile que dans la vie, il éprouve quelques difficultés à jouer la comédie pour convaincre et à être hypocrite, notamment pour négocier. Du fait que son métier consiste à mentir, quand il s'arrête de travailler, il se refuse à exploiter cette méthode. Il souligne l'importance du théâtre pour son métier afin de rester en lien direct avec le public et combien ça lui manque, ce qu'il considère comme un véritable carburant. Concernant sa notoriété et la part de vérité due au public par les vedettes, il estime qu'il convient de ne pas être artificiel, de ne pas sur-valoriser la vie des célébrités et de dédramatiser l'image de « star de cinéma ». Il reconnaît qu'il ne dévoile pas tous ses jardins secrets aux médias, qu'il « se renferme », protégeant l'intimité des siens, pour éviter que sa femme et ses enfants « deviennent des objets publics ».

#### Suicide
« Trente-cinq ans… Tu te rends compte de la perte… Quelle époque de cons ! Le pauvre mec, il est mort à trente-cinq ans ! »

— Patrick Dewaere à propos de Wolfgang Amadeus Mozart dans Préparez vos mouchoirs (1978).

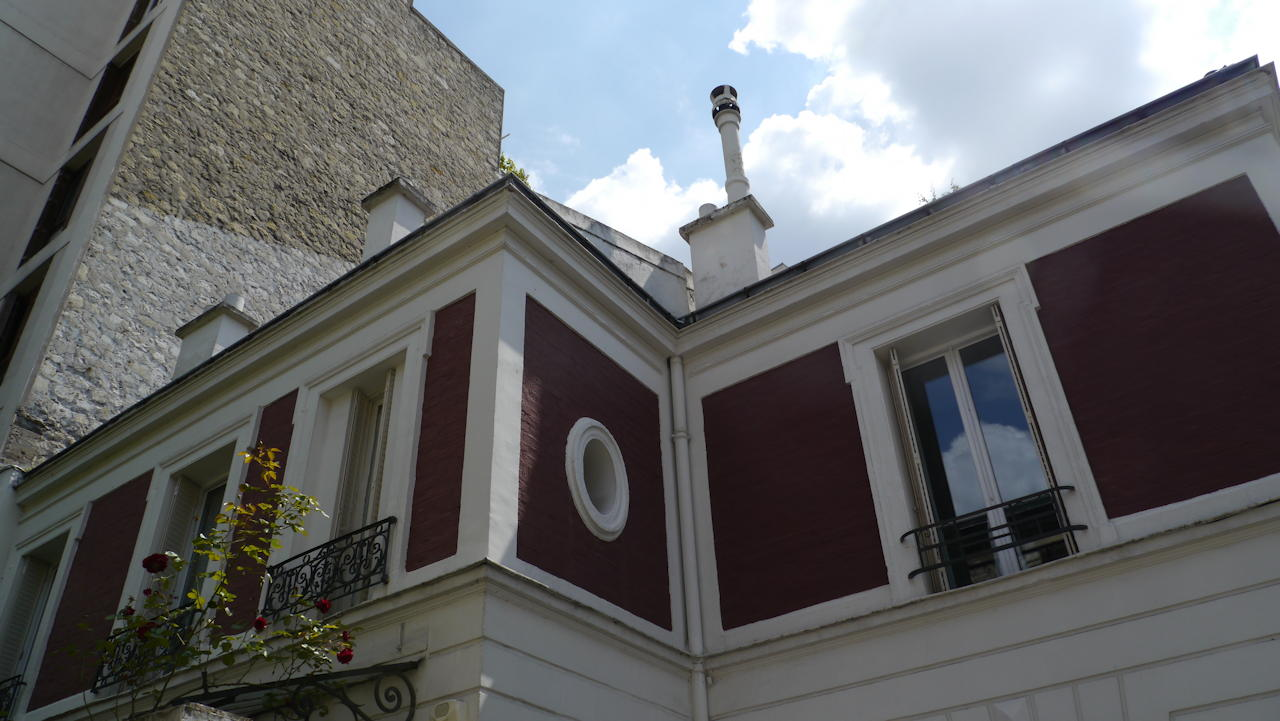
La maison de l'acteur (Paris 14e) Impasse du Moulin-Vert, où il s'est donné la mort en 1982.

En 1982, son épouse Elsa le quitte pour s'installer avec Coluche en Guadeloupe. Son amie et ex-épouse Sotha, qui se prépare à partir en vacances, lui ouvre sa porte pour recueillir ses états d'âme. Alors qu'elle lui annonce qu'elle attend elle aussi un enfant, il lui répond qu'il va se suicider, soulignant sa fatigue, ses ennuis d'argent et de drogue. S'engage alors un long dialogue à l'issue duquel Sotha parvient à le raisonner, notamment en lui parlant de ses deux filles, Angèle et Lola.
Le matin du 16 juillet 1982, Dewaere participe à des essais d’Édith et Marcel tournés en vidéo légère par Claude Lelouch au bois de Boulogne avec Évelyne Bouix, qui joue le rôle d'Édith Piaf. Un événement étrange est alors relaté par l'actrice. Alors qu'ils sont en barque au milieu d'un petit lac pour une séance photo, l'actrice se rend compte que, parmi les rares visiteurs du bois, quelqu'un utilise un petit miroir pour jouer avec le reflet du soleil sur leur visage. Déstabilisé, Dewaere dit à sa partenaire qu'il « ne faut pas faire cela parce que cela porte malheur » et il répète cette phrase sans arrêt à Évelyne Bouix. Lors de ces séances préparatoires, Dewaere exécute ce que demande Lelouch et ceux qui relatent plus tard ces instants déclarent que son visage affiche un étrange sourire. Après ces quelques prises de vues, l'acteur déjeune avec le metteur en scène. Claude Lelouch se souvient qu'au cours du repas, Dewaere s'isole quelques minutes pour téléphoner. Après le repas, il est conduit en voiture par l'acteur Charles Gérard, qui doit l'accompagner jusqu'à la salle d'entraînement de boxe mais Patrick Dewaere lui annonce qu'il veut repasser chez lui d'abord. Il se rend donc à son domicile de l'impasse du Moulin-Vert, il est alors environ 15 heures. Peu après, il met fin à ses jours en se tirant une balle dans la bouche devant le miroir de sa chambre avec une carabine .22 Long Rifle offerte par Coluche,.

« Patrick était une flamme. Une flamme, c'est fragile et ça peut s'éteindre au moindre courant d'air. Et il y a eu un courant d'air… Et Patrick s'est éteint »

— Jean-Michel Folon.

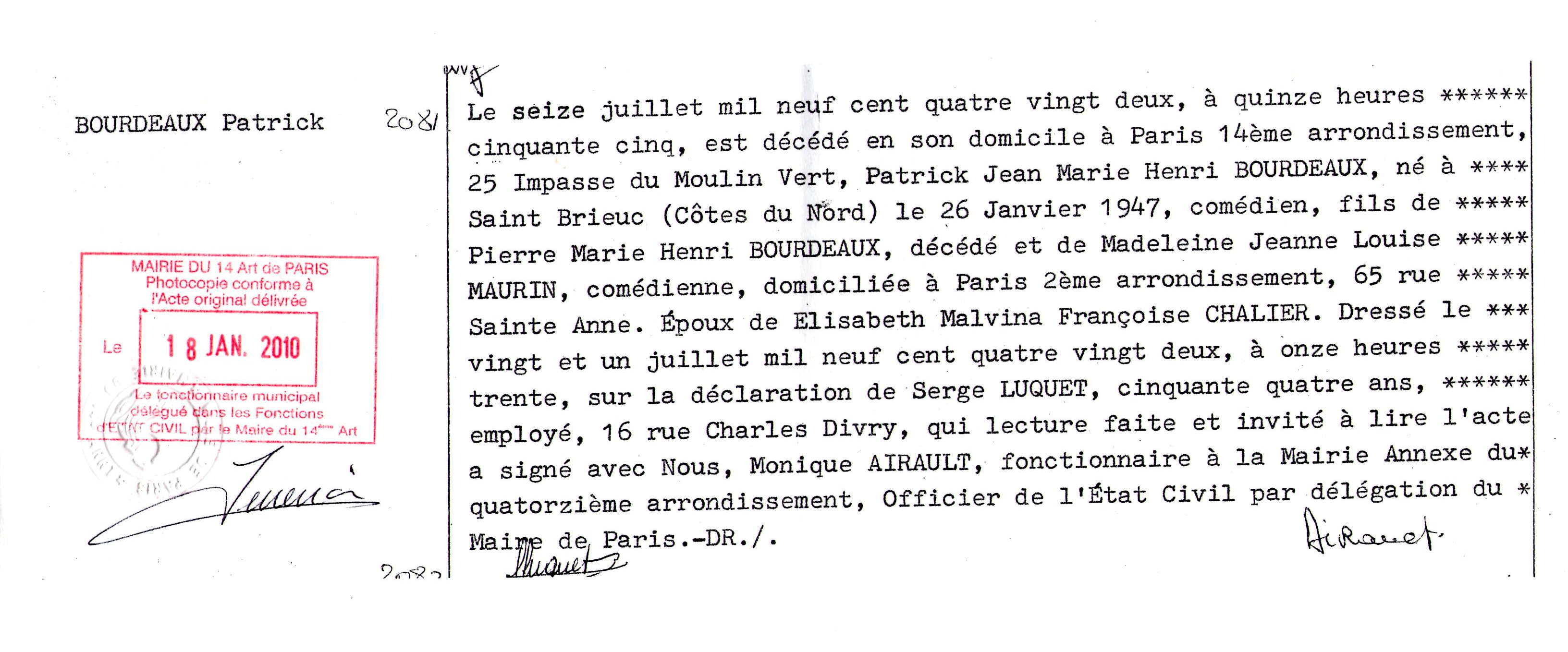
Acte de décès de Patrick Bourdeaux [Patrick Dewaere].

Vers seize heures, son employé de maison arrive et découvre, au premier étage, l'acteur couché en chien de fusil sur le sol de sa chambre. Il n'a laissé aucun mot d’explication mais l'appel téléphonique passé entre midi et 14 h l'aurait bouleversé. Selon sa fille Lola, le même jour, son père désespéré aurait vainement tenté de joindre son fournisseur de drogue. Selon Mado Maurin, le coup de téléphone émanerait d’Elsa, laquelle lui aurait annoncé qu’il « ne reverrait plus jamais sa fille ». Pour Yves Boisset, qui le rencontre huit jours avant son suicide, l'acteur subissait aussi une accumulation de problèmes : « histoires d'impôts, dettes énormes, ennuis de santé et certains aspects de sa vie privée qui lui étaient devenus insupportables ».

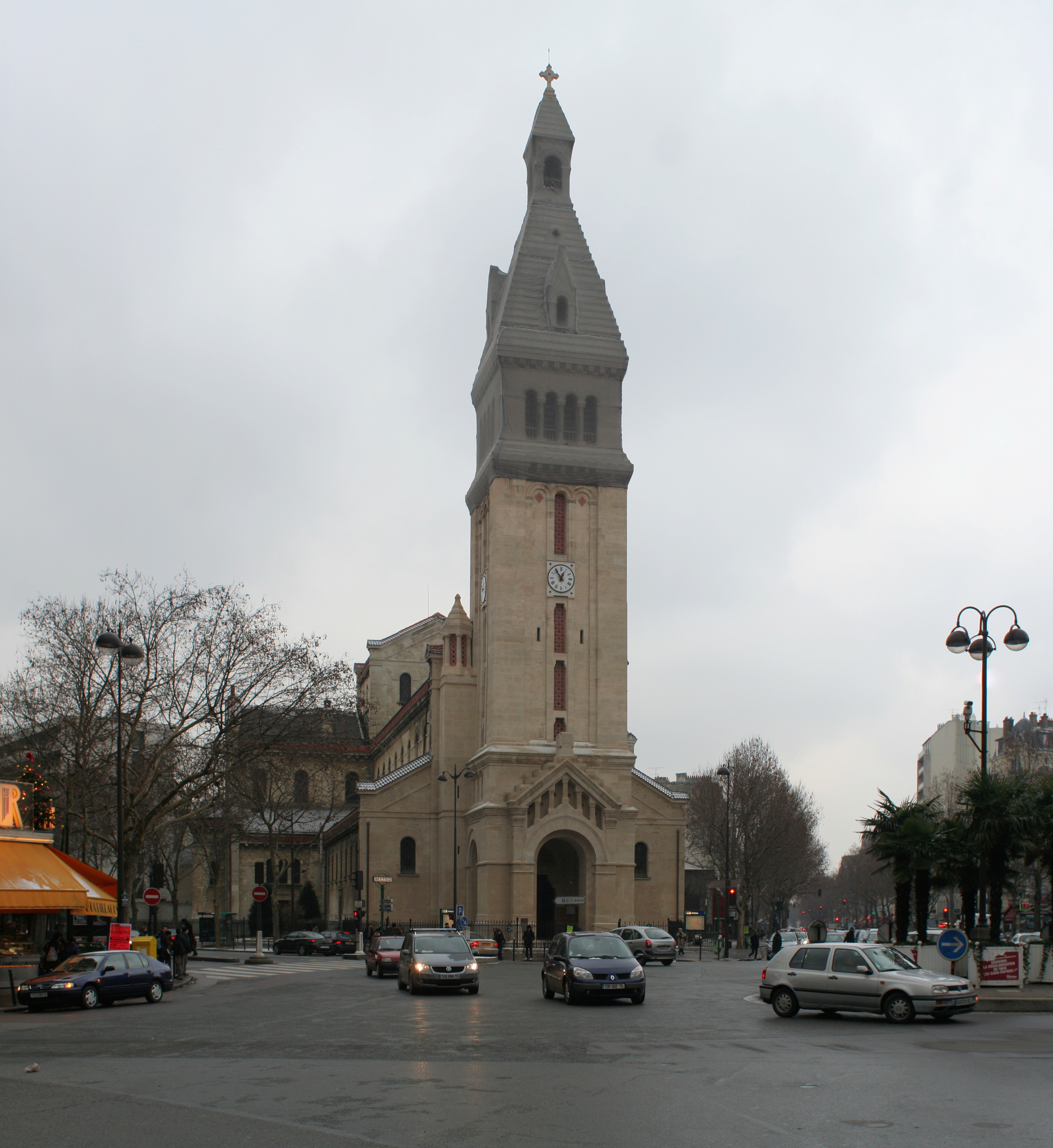
L'église Saint-Pierre de Montrouge où sont célébrées ses obsèques, le 23 juillet 1982.

Le biographe Christophe Carrière met en évidence les blessures ou motivations les plus profondes qui l'auraient entraîné à mettre fin à ses jours, alors qu'il connaît enfin la gloire dans son métier d'acteur : son enfance meurtrie par différents abus y compris intimes par un adulte du cercle familial rapproché, la rupture avec Miou-Miou (qui a été « son point d'ancrage »), le poids de ses rôles de perdants, jusqu'à la toute dernière fin de matinée où il a reçu l'appel téléphonique d'Elsa qui aurait déclenché son acte ultime,,. Mado Maurin reconnaît qu'elle partage une part de responsabilité dans les souffrances de son fils, avec le compagnon qui l'a quittée et le père qui ne l'a jamais reconnu : « Pauvre petit enfant, il te faut pardonner à ce père qui t'a tué avant de te faire vivre. Par sa faute et par la mienne aussi, tu allais porter comme une blessure, tout au long de ta courte vie, le poids de cette carence… qui, peut-être, te fera mourir ». En 2007, dans le documentaire Patrick Dewaere, le dernier jour diffusé sur France 2, sa fille Lola confirme elle-même que l'ultime conversation téléphonique entre ses deux parents aura été « un élément déclenchant » de son suicide.
Ses obsèques sont célébrées à l'église Saint-Pierre de Montrouge (Paris 14e), le 23 juillet 1982, en présence entre autres de Mado Maurin, Miou-Miou, Catherine Deneuve et André Téchiné. Ses quatre frères portent son cercueil. Coluche rentré en urgence de Guadeloupe refuse de s'y rendre, « pour ne pas transformer cette cérémonie en foire ». Gérard Depardieu est quant à lui accaparé par le tournage de La Lune dans le caniveau de Jean-Jacques Beineix aux studios de Cinecittà et sa relation tendue avec le réalisateur ne lui permet pas d'oser demander deux jours de pause pour assister à l'enterrement. Patrick Dewaere est inhumé au cimetière de Saint-Lambert-du-Lattay, en Maine-et-Loire, dans le caveau de sa belle-famille.

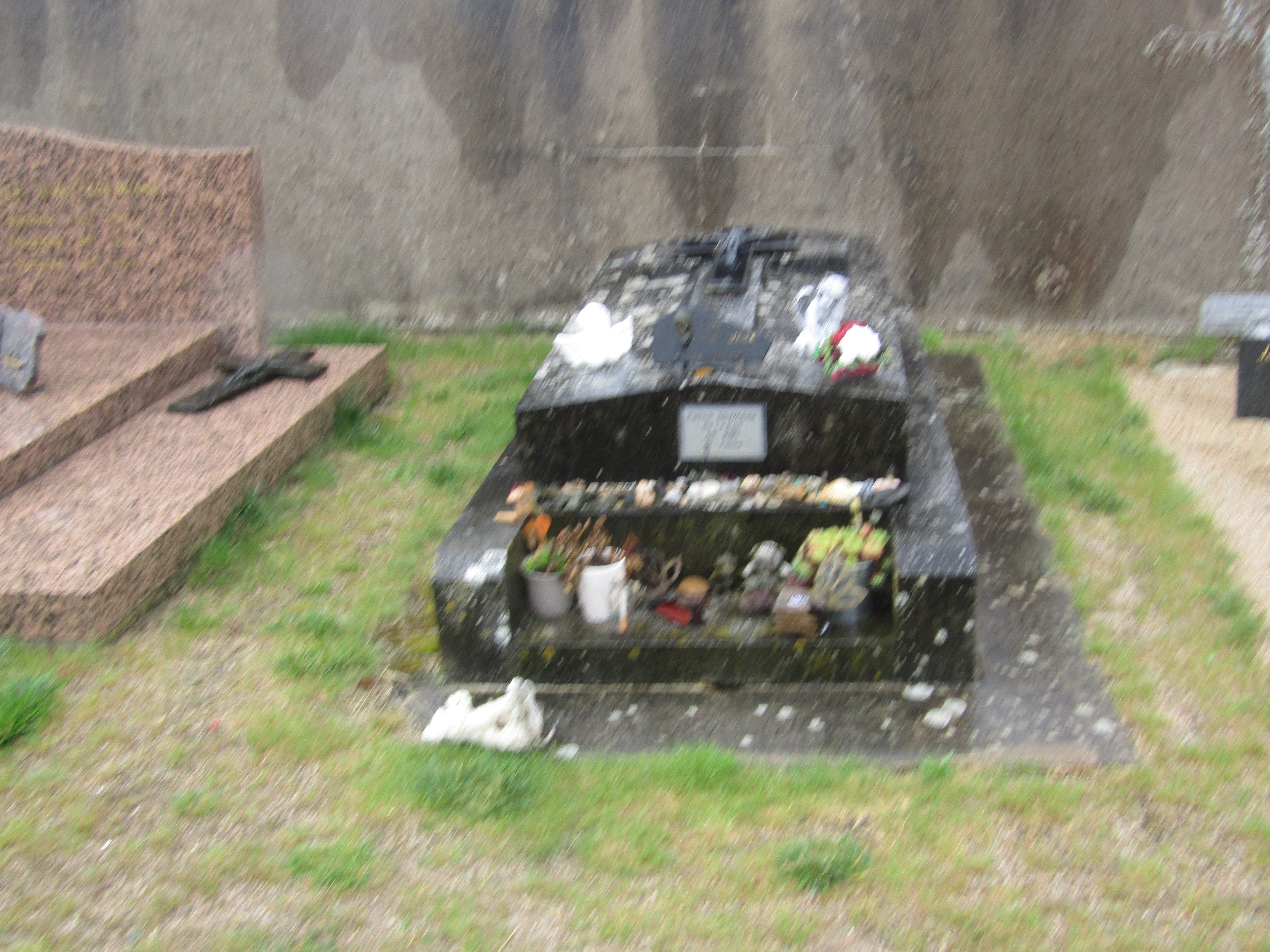
Sépulture de l'acteur dans le cimetière de Saint-Lambert-du-Lattay.

Près de six mois après sa mort, pour couper court aux rumeurs véhiculées par la presse selon lesquelles Patrick Dewaere aurait été drogué au moment de son suicide, Mado Maurin publie dans le magazine Ciné Revue du 18 novembre 1982 une copie des rapports d'autopsie de son fils attestant qu'il est alors parfaitement sain. Claude Lelouch aurait obtenu de Dewaere qu'il arrête la drogue pour tourner dans son film. Coluche sombre dans la dépression et les excès, ce qui l'amène vers des rôles dramatiques, à partir de Tchao Pantin (1983). Bertrand Blier raconte que durant quatre années après le suicide de Dewaere, Miou-Miou est restée profondément meurtrie par le geste de « l'homme de sa vie », passant deux nuits d'anniversaire de la date de sa mort avec le réalisateur et « sanglotant dans [ses] bras ». Depardieu publie en 1988 une lettre posthume à Patrick Dewaere,.

#### Projets posthumes
Plusieurs projets imaginés pour Patrick Dewaere sont poursuivis sans lui et sortent les années suivantes,. Ainsi, Marcel Cerdan Jr incarne finalement son père Marcel Cerdan dans Édith et Marcel (1983) de Claude Lelouch,. Lors d'un entretien paru en 2022, l'actrice Jeanne Goupil révèle qu'en juillet 1982 son époux, le réalisateur Joël Séria, a proposé quelques jours avant sa mort, le premier rôle à Dewaere dans l'adaptation d'un roman d'Édouard Limonov. Dans le trio qu'il doit former avec Coluche et Miou-Miou pour La Femme de mon pote (1983) de Bertrand Blier, il est remplacé par Thierry Lhermitte et Miou-Miou se désiste au profit d'Isabelle Huppert,. 
Le rôle de Timar que Serge Gainsbourg pense confier à Dewaere pour son film Équateur dont le tournage doit se dérouler au Gabon en 1983 revient à Francis Huster,. Bien avant la mort de l'acteur, Blier prévoit également de reformer le trio des Valseuses — Depardieu, Dewaere et Miou-Miou — pour un film dont le titre provisoire est « Rimmel ». Tous les acteurs sont d'accord pour y participer et Bertrand Blier procède à des essais concluants. Mais après la mort de Dewaere, il hésite longtemps entre plusieurs acteurs pour jouer le troisième rôle initialement dévolu : après avoir pensé à Bernard Giraudeau, Christophe Lambert, Jean-Pierre Bacri ou encore John Travolta parmi une trentaine d'acteurs, le rôle revient à Michel Blanc et le film finalement intitulé Tenue de soirée sort en 1986,.
Le réalisateur Jean Becker, qui a envisagé un temps de recruter Patrick Dewaere pour son film L'Été meurtrier, avec Isabelle Adjani confie finalement le rôle masculin principal à Alain Souchon,,. Bertrand Blier a également écrit le film Ticket d'acier, prévu pour novembre 1982, dont il aurait confié la réalisation à Denys Granier-Deferre, son ancien assistant sur Buffet froid et Beau-père, qui aurait tourné là son premier long métrage : Dewaere aurait dû y retrouver Annie Girardot, déjà côtoyée sur La Clé sur la porte, qui aurait incarné cette fois-ci une femme séduisante dans la plénitude de son âge. En parallèle, le réalisateur Denis Amar et ses coscénaristes Jean Curtelin et Jean-Pierre Bastid envisagent que Dewaere tourne le film L'Addition (1984) aux côtés de Richard Bohringer et Victoria Abril mais après sa mort, le rôle titre est repris par Richard Berry.
En 1989, Serge Gainsbourg révèle qu'il a déjà pensé précédemment à lui pour un long métrage devant réunir Isabelle Adjani, Jane Birkin et Dewaere et dont le titre aurait été Call-girl mais qui ne verra pas le jour.

## Analyse de son travail d'acteur et personnalité

### Itinéraire artistique, évolution de son jeu d'acteur

#### De l'enfant-acteur au jeune comédien déjà expérimenté
Enfant de la balle au théâtre, au cinéma, à la télévision et à la radio, il travaille depuis l'âge de quatre ans aux côtés de ses frères, entraîné par sa mère Mado Maurin, qui a connu une carrière artistique comme concertiste et dans l'opérette depuis les années 1930. Son ami acteur et réalisateur Yves Robert, qui le rencontre à cette période, estime que « sa famille éduquait les enfants pour être comédiens, qui les négociait très jeunes pour des rôles, qui leur apprenait ça comme on apprend des tours à des petits chiens savants ».

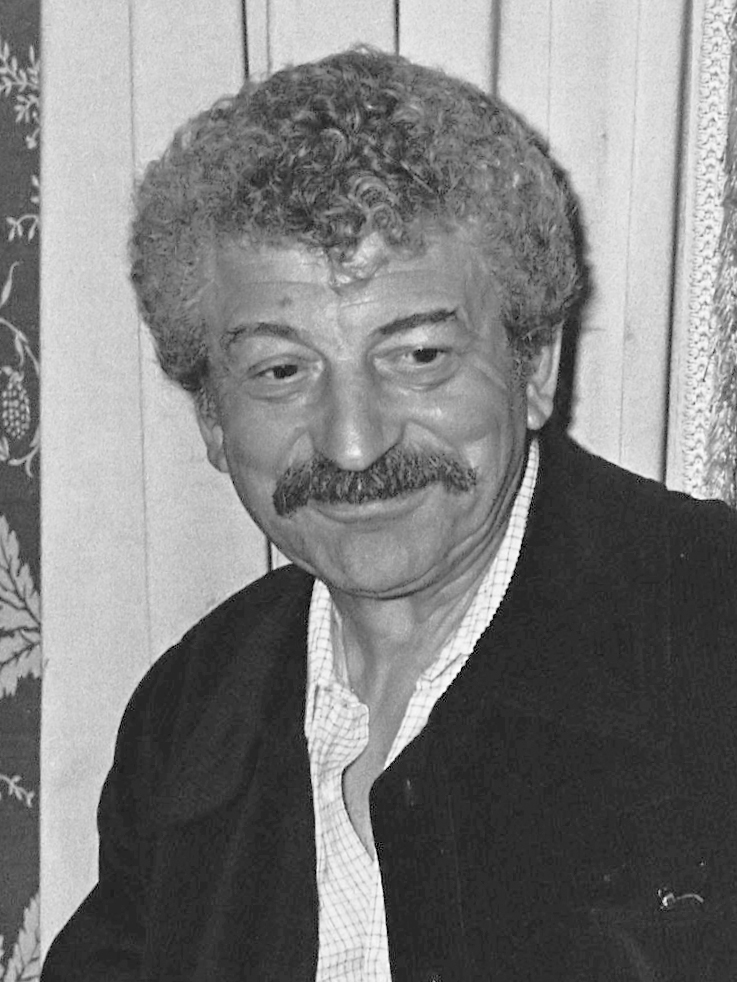
Yves Robert, ami et réalisateur que Patrick Dewaere connaît depuis l'enfance.

Mais l'enfant comédien n'apprécie pas cette période : « Lorsque j’étais enfant, je détestais jouer la comédie. Mes parents m’obligeaient en quelque sorte à monter sur les planches ou à apparaître à l’écran », confiera l’acteur à la sortie des Valseuses à Bertrand Blier en 1974. Il multiplie pourtant les rôles forts et dramatiques dans des pièces ambitieuses. En 1964, il reçoit les félicitations de l'auteur Henry de Montherlant, qui lui écrit au sujet du personnage qu'il incarne dans la pièce : « Je ne pourrai jamais plus évoquer Sevrais sans le voir avec votre visage et avec votre silhouette ».
Durant son adolescence, il est stimulé par les défis physiques que représentent les films et séries d'action qu'il incarne. Mais il doute cependant toujours de son talent et de la qualité de son interprétation. Lors du tournage du film de 1966 Paris brûle-t-il ?, alors qu'il n'est que figurant et non crédité au générique, le réalisateur René Clément observe qu'il se jette tête la première de l'arrière d'un camion après avoir été mitraillé par les Allemands. Son assistant Yves Boisset le découvre alors et estime qu'il joue ce personnage « comme si sa vie en dépendait ».
À l'adolescence, l'apprentissage des techniques audiovisuelles, l'expression musicale et le chant lui permettent d'acquérir d'autres expériences notamment pour maîtriser un contact plus direct avec le public. Avec son frère Dominique Maurin, il écume le quartier Saint-Germain-des-Prés, les cafés, terrasses et la côte d'Azur. Au piano, il s'entraîne à travailler dans des conditions difficiles, notamment pour l'association La roue tourne, qui intervient lors des entractes au cinéma. Ces différents moyens d'expression lui font prendre conscience petit à petit qu'il en apprécie la liberté, la simplicité et la force du lien direct qui se noue avec l'auditoire.

#### Nouvelle image, effacer le passé
Il abandonne le patronyme Maurin dès avril 1967 et, huit mois plus tard, connaît pour la première fois son heure de succès populaire avec la diffusion d'une série d'aventures à la télévision, Jean de la Tour Miracle. À cette époque, il estime qu'il subit « le plat du jour » imposé par les rites et usages conservateurs du métier. Il déclarera en 1982 qu'il ne considère pas qu'il existe des familles d'acteurs car il se sent totalement différent et avoue être plutôt un acteur « orphelin ».
À cette période, le jeu du jeune homme semble suivre les traces d'un Douglas Fairbanks ou d'un Gérard Philipe, axé sur l'énergie positive, porté par l'image rassurante et dynamique d'un acteur sûr de lui et sans problèmes. Mais cette image ne correspond pas à la réalité et aux attentes de Dewaere. Jean-Paul Carrère relate qu'il refuse d'être doublé pour ses scènes d'action de la série Jean de la Tour miracle et qu'il a même passé une nuit avec les cascadeurs en dormant dans la mangeoire d'une écurie pour prendre de la distance avec les autres acteurs : « Il était tout de fraîcheur, d'instinct mais quand il jouait il avait déjà une puissance dans le regard ».

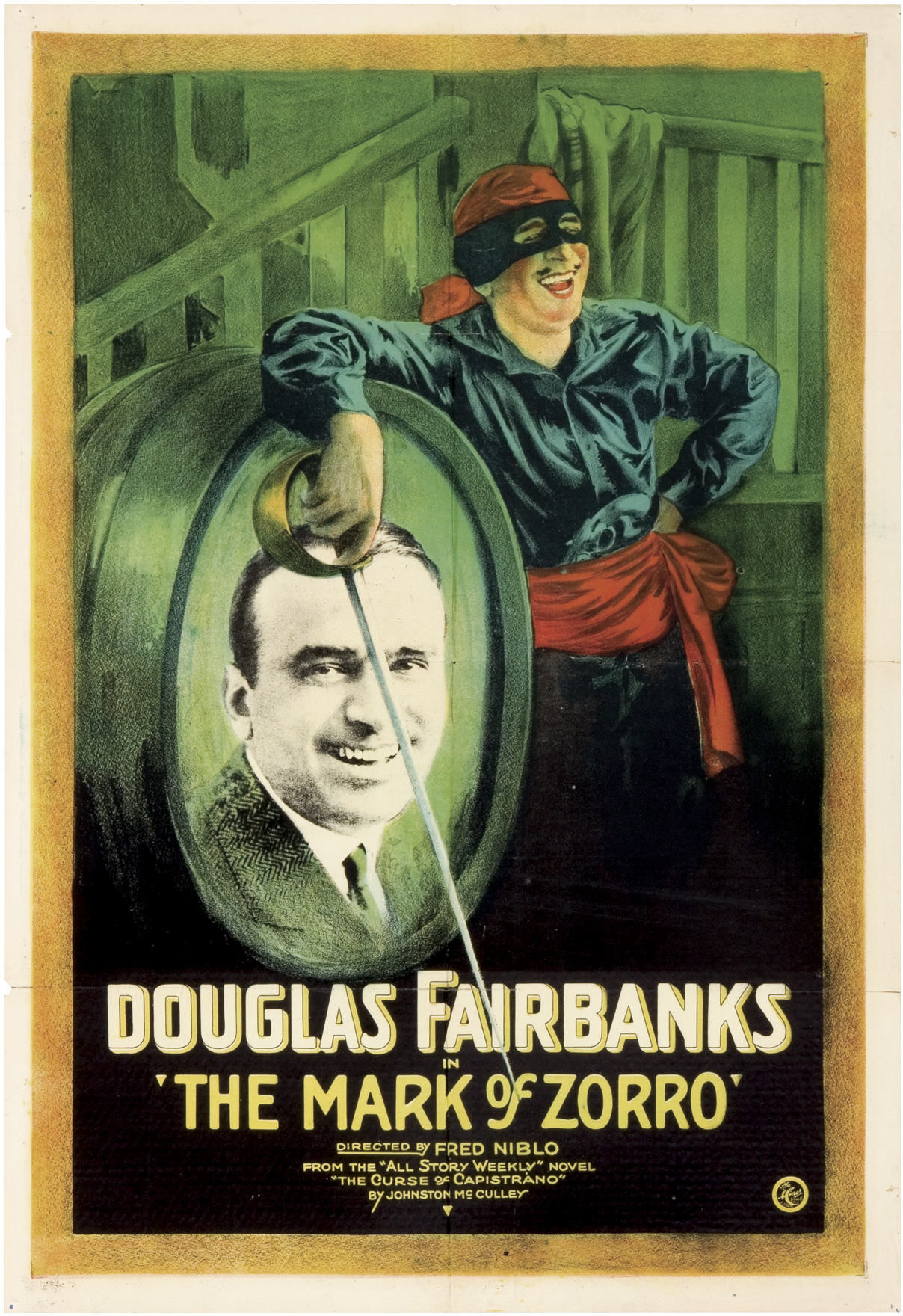
Douglas Fairbanks, modèle idéalisé par l'acteur durant sa jeunesse.

Il accuse alors déjà dix-sept ans de carrière et affiche dans sa chambre les photos du danseur Rudolf Noureev, de Jeanne Moreau qui vient de tourner pour des réalisateurs comme Luis Buñuel, John Frankenheimer, Louis Malle et Orson Welles, qu'il met aussi à l'honneur sur les murs de sa chambre.
Les quatre patronymes familiaux Maurin, Bourdeaux, Collignon et Têtard l'amènent à choisir son propre pseudonyme, De Waëre, qui signifie « Le Vrai » en vieux flamand ; il s'extrait ainsi de sa famille tout en restant quand même proche, par une acrobatie astucieuse : le nom du second mari d'une arrière-grand-mère maternelle un peu fantasque, autoritaire, bohème et libre pour son époque,.
Pour passer d'un visage lisse et angélique correspondant au personnage positif et rassurant du milieu des années 1960, à une « gueule » d'homme plus viril et accompli, Dewaere choisit de se faire pousser la moustache et tente d'abîmer sa figure en abusant du tabac, de l'alcool et des excès en tous genres.
À cette période, l'acteur découvre une troupe qui va bouleverser sa carrière artistique, à l'aube de mai 68. Il participe aux travaux du Café de la Gare, rue Odessa, à l'initiative de Romain Bouteille, qui le qualifie alors de « gommeux » (joli garçon sans densité artistique) : « Il a un handicap terrible, son physique »,.
L'apprentissage est douloureux car les techniques conventionnelles apprises depuis l'enfance sont autant de tics à éliminer. Pourtant, ses comparses, tout comme le public, apprécient son sens de l'autodérision, de l'improvisation et la grande palette de comédien qu'il déploie avec fougue et énergie, comme le relate Henri Guybet.
Il sait alors aussi réagir très vite et progresser : Romain Bouteille explique combien il a pu le trouver très mauvais dans un sketch, mais que quelques semaines plus tard, il le trouve génial.
Le comédien se sent alors stimulé et porté par cette troupe, cette équipe, cette tribu où l'esprit libertaire de l'époque lui convient parfaitement.

#### Vrai Dewaere et acteur vrai
Dans son livre publié en 2010, l'universitaire Rémi Fontanel décortique les mécanismes, les méthodes ou les techniques du travail de l'acteur au cinéma mais également l'impact artistique de son propre vécu, jusqu'au plus intime, sur son jeu d'acteur. Maniant sa propre chorégraphie corporelle, exploitant un tempo et parfois des accélérations sur le principe d'une partition musicale, produisant des expressions intimes avec son regard et son visage, maîtrisant une gestuelle originale et dosant adroitement une intonation vocale avec des accents rappelant parfois la gouaille d'un Gavroche, Dewaere vit littéralement chaque rôle plus qu'il ne le joue avec distance et contrôle total comme d'autres acteurs le pratiquent généralement.
Fontanel estime tout d'abord que le déchirement sur les origines incertaines produisent des troubles identitaires chez l'individu, comme chez l'artiste Dewaere. L'acteur vit ainsi une quasi-fusion entre les traumatismes ou expériences marquantes de sa vie et les très nombreux échos présents dans les histoires qu'il incarne au théâtre ou à la télévision dans son enfance, puis à l'âge adulte, dans ses films. Cela touche notamment à l'identité, à la liberté, à la violence, à l'injustice, au mensonge, aux rapports amoureux conflictuels, à la manipulation, au déséquilibre mental, à la drogue, à la mort brutale et au suicide,. Le réalisateur met en perspective que : « Patrick Dewaere utilisait ses personnages pour essayer de retrouver qui il était ».
Dewaere s'offre une certaine liberté à prix coûtant, en refusant les préjugés, la facilité et les compromissions d'un plan de carrière, non sans se mettre en danger.
Lors du tournage du film Le Juge Fayard dit « le Shériff », Yves Boisset observe l'acteur, qui n'interprète pas le rôle mais l'incarne et le vit réellement tout en s'inquiétant pour lui de cette mise en danger. Jusqu'au seuil de sa vie, il va exploiter jusqu'à l'épuisement, l'incarnation totale plutôt que le jeu distancé, tout particulièrement au cinéma.
Dewaere exprime lui-même combien les événements dramatiques d'une existence peuvent affecter un être humain aussi fragile et sensible que l'un de ses personnages, comme celui de F… comme Fairbanks.
Quelquefois, cet esprit libre l'amène à imposer son opinion : « Parfois, il est nécessaire de piéger le metteur en scène et d'autre fois, il convient de respecter scrupuleusement ses orientations ». Concernant sa technique d'acteur, Dewaere confirme qu'il refuse de « faire semblant », qu'il vit littéralement les émotions du personnage et agit en fonction du rôle tout en réfutant en revanche, la notion d'improvisation. Il affirme un choix délibéré, une réflexion et une certaine préparation. Explorant l'apparence des différents personnages incarnés par l'acteur, Rémi Fontanel décode une tendance à construire une certaine image récurrente : cheveu long en bataille, moustache et barbe naissante, habits flous et usés, parka ou vestes usagées, baskets ou modestes chaussures de ville, Dewaere entend ressembler à « monsieur Toutlemonde »,.

#### Intense travail inspiré de l'Actors Studio et influence sur Gérard Depardieu
Entre 1968 et 1973, alors qu'il poursuit sa métamorphose sur les planches, l'acteur est peu présent au cinéma sauf pour doubler quelques films américains, tout en s'inspirant à la fois du travail de Dustin Hoffman, d'Al Pacino ou de celui de Marlon Brando. Au sujet de ses « rêves d'enfant », en 1979 lors d'une interview, il avoue admirer les acteurs américains Brando et Hoffman ainsi que les actrices Jane Fonda et Shelley Duvall. Sur le travail d'acteur de Brando, il déclare qu'il ne fait rien et est génial, alors que Dustin Hoffman « en fait des tonnes » et il est tout autant efficace à l'écran. Concernant les réalisateurs avec lesquels il rêve de travailler, il cite Martin Scorsese, Robert Altman et John Cassavetes.

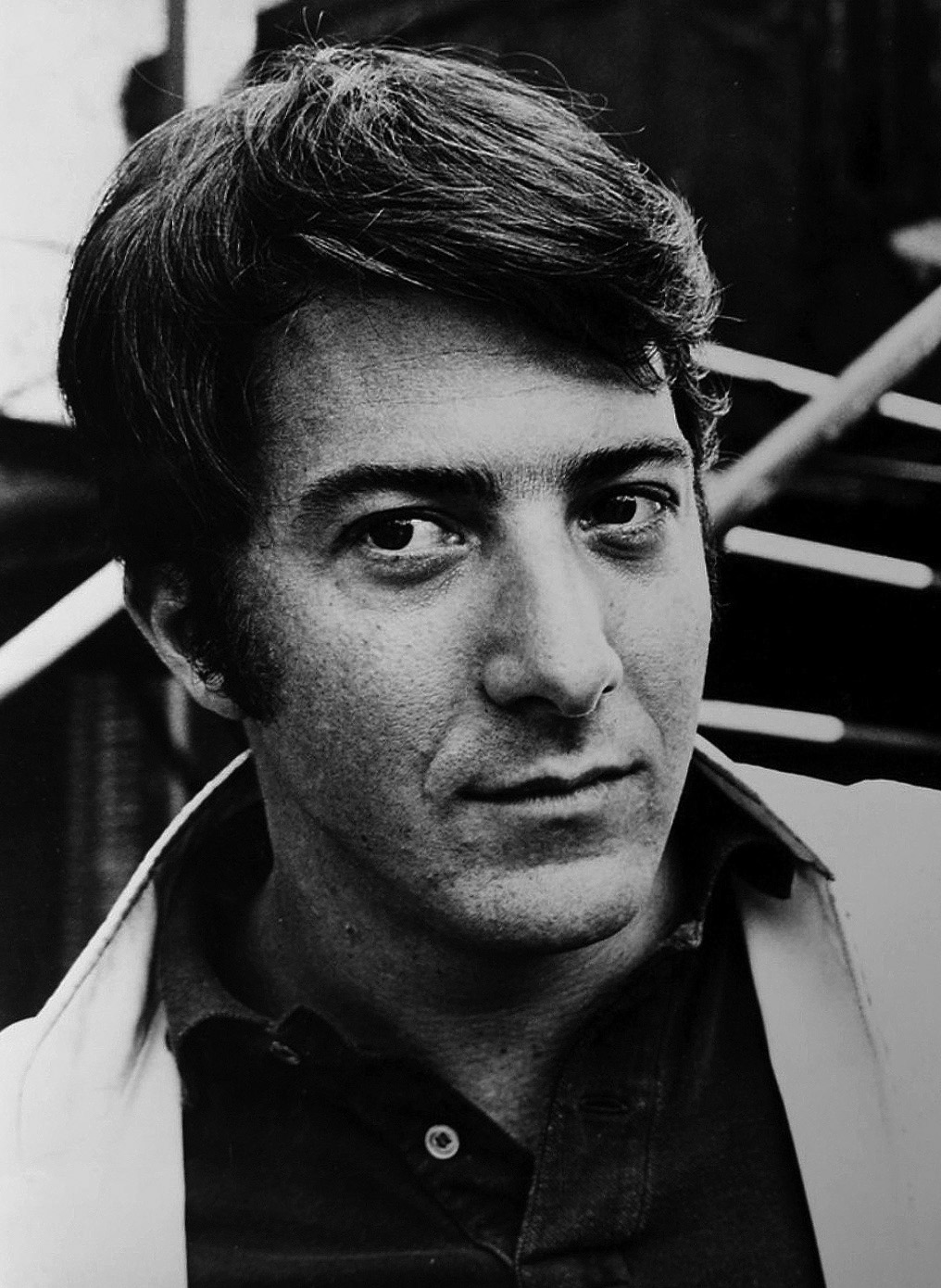
L'acteur américain Dustin Hoffman, formé à Actors Studio, est l'une des inspirations du jeu d'acteur de Patrick Dewaere.

En 1973, le film étrange et engagé Themroc marque symboliquement cette transformation. La révélation pour le public, pour le métier et une partie de la critique sort en 1974 : Les Valseuses. Mais les réactions sont parfois violentes face à ce nouveau genre cinématographique. Pourtant, le succès populaire est au rendez-vous. Concernant l'approche intellectuelle ou politique de son travail, Dewaere indique toutefois : « Je crois que le cinéma n'est pas révolutionnaire ». Selon lui, le 7e art se développe alors en écho avec les préoccupations et le ressenti du public.
Cependant, si Dewaere s'intéresse à la méthode de l'Actors Studio, il n'en a retenu en pratique que l'importance de la concentration et de la préparation. Si l'apparente spontanéité qui caractérise son jeu fait penser à de l'improvisation, ce n'est qu'une illusion car Dewaere travaille intensément au préalable ses effets, ses scènes et ses dialogues. Toutefois, il ne revendique aucune méthode, aucune règle, aucune théorie ni aucune démarche intellectuelle. Sa « non-méthode » repose ainsi sur l'incarnation la plus proche de la réalité, d'un rôle, d'une situation, d'une réaction face à un autre personnage ou un événement lors de chaque scène qu'il évalue préalablement et qu'il va doser selon la volonté du metteur en scène ou de ce qu'il estime indispensable. Romain Bouteille synthétise ce phénomène en une formule : « C'est le personnage qu'il doit faire venir à lui et non l'inverse ». Dans son livre, Rémi Fontanel parvient à démontrer qu'il ne s'agit pas d'improvisation mais d'une technique visant à puiser dans un catalogue de comportements, d'émotions et d'expressions vécues ou observées, enregistrées et mémorisées depuis deux ou trois décennies ; l'acteur ayant commencé extrêmement tôt à pratiquer son métier.

Le choc de la rencontre avec Gérard Depardieu fait mouche. Pour mesurer le phénomène du duo, certains critiques ont du mal à identifier de qui provient l'expression la plus créative,. En analysant les films antérieurs de Depardieu, on peut toutefois avoir une partie de la réponse, comme Sotha, qui affirme : « Depardieu a été plus influencé par Patrick que le contraire » et elle précise que ce serait flagrant pour le film Préparez vos mouchoirs. Concernant la relation avec Depardieu, il déclare éprouver une grande admiration pour son partenaire : « je n’ai aucune envie d’être en compétition avec un mec comme ça, parce que ça me gêne. Je l'aime beaucoup, alors si je sens qu’il y en a, ça me met dans une espèce de malaise terrible. Mais ce n’est pas moi et Gérard qui la faisons, la compétition, ce sont les gens autour ». Comme son comparse aime alors à déclarer : « Dewaere, c'est bien et c'est pas cher. Depardieu, c'est plus cher et c'est pas mieux ». Pour Éric Neuhoff, la comparaison est simple : 

« À l'un, les rondeurs, la grande gueule, la solidité. À l'autre, les moments de déprime, la fêlure, les rôles d'écorché vif. Dewaere fut un peu notre James Dean, fébrile, survolté — une grenade dégoupillée. »

.

« Patrick, c'était l'acteur parfait. Il était très discipliné, très doux, très à l'écoute, il aimait bien travailler sur les mots, sur les intonations, il aimait bien refaire des prises. Il avait un tempérament inverse de celui de Gérard et ils formaient un tandem réellement inouï. C'était un phénomène à ma connaissance unique, en tout cas à ce point-là : dès qu'ils jouaient ensemble, ils ne faisaient plus qu'un. En perdant Patrick, on a aussi perdu le couple Depardieu-Dewaere. Ils auraient fatalement fait d'autres films ensemble, régulièrement… »

— Bertrand Blier, années 1980.

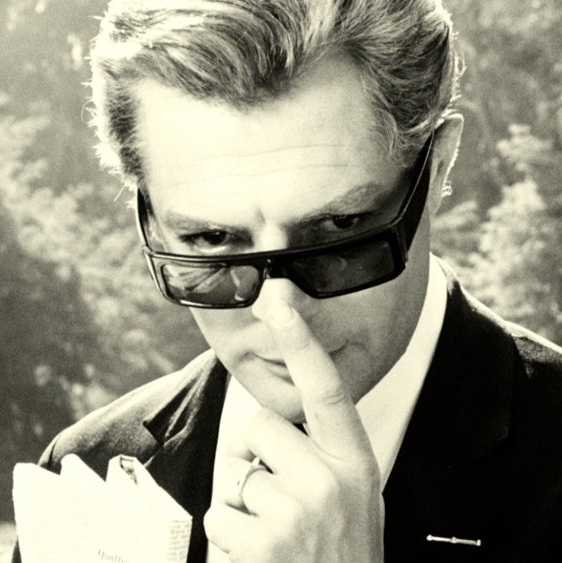
L'acteur italien Marcello Mastroianni, l'un des modèles de Dewaere.

Analysant en détail le jeu d'acteur de Dewaere, l'universitaire Rémi Fontanel met en évidence les formules de langage et les intonations, échangées entre les deux protagonistes même si Dewaere est celui qui les emploie alors dans la vie, en dehors des plateaux : un accent particulier, un peu forcé avec une élocution vive comme venue des faubourgs, des milieux populaires. Selon lui, Dewaere exploite plutôt une technique qu’il a acquise depuis sa prime enfance.
Pour son expression scénique, il s'inspire en particulier de Dustin Hoffman dont le fameux doigt levé, geste typiquement américain, est utilisé également par Al Pacino. Dewaere est impressionné par le film Un après-midi de chien (1976). Le réalisateur Maurice Dugowson indique que ce ne sont pas des tics mais une création de mouvement, à chaque fois différente : « Il donne l'impression que c'est le texte qui est improvisé, alors que c'est le comportement qu'il invente lui-même qu'il l'est. Il n'est jamais figé, il est toujours inattendu. ». Son idole absolue est Marcello Mastroianni, Sotha expliquant qu'« il essayait d’avoir cette inexpressivité très particulière de Mastroianni, ces yeux grands ouverts qui semblent regarder au-delà de l'objectif, au-delà du partenaire […] La tête de quelqu'un qui se regarde dans la glace — dixit Patrick — qui regarde sa propre image ».

### Idéaux, méthodes et influences
Selon Rémi Fontanel, l'acteur « au miroir du cinéma » estime que le trouble généalogique de l'individu s'est déplacé sur les personnages que Patrick Dewaere a incarnés et sur la manière qu'il a employée pour les construire. Il évoque également la quête perpétuelle d'une paternité recherchée. Maurice Dugowson aurait vu en lui un nouveau Douglas Fairbanks mais la coïncidence ne s'établira jamais : initialement actif, exubérant et éclatant, il se transforme en une personne tourmentée, intériorisée et marquée « par le monde tant physiquement que psychologiquement ».
En octobre 1980, il dénonce le conformisme, l'aspect primaire et la vulgarité en France, d'un certain cinéma populaire et convenu.
Pour définir son propre jeu d'acteur, Dewaere précise que son travail s'articule selon deux méthodes complémentaires : il se dit à la fois extrêmement cérébral « cogitant les moindres détails toujours la veille pour la scène du lendemain », pouvant parfois même travailler une nuit entière, mais il sait aussi abandonner toute sa préparation et jouer une scène « à l'inspiration du moment ». Il explique aussi qu'en tant qu'acteur, il doit « enregistrer » les événements de la vraie vie, pour enrichir ensuite sa pratique professionnelle. En réponse à la question concernant l'actuelle maîtrise de son comportement face aux caméras de télévision et à son calme apparent, l'acteur révèle qu'il s'agit bien d'une façon de dissimuler une angoisse. Au sujet des pirouettes et des traits d'humour pour masquer ce stress, il avoue que c'est du « bluff » ». Il en profite pour dénoncer avec ironie certaines « ficelles » du métier d'acteur pour frimer lors d'un tournage devant les médias. Il ironise : « On me la fait pas à moi ! », tout en reconnaissant user lui-même de ces artifices.

#### Perception de la mise en scène

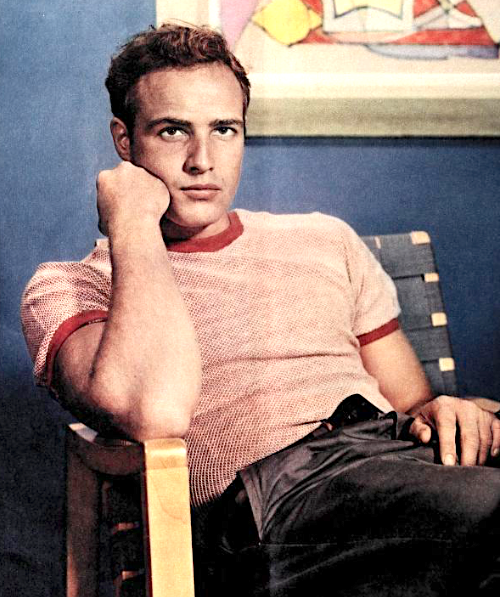
Marlon Brando, modèle de l'acteur pour Dewaere.

En 1981 lors d'une interview, pour évoquer ses attentes face au réalisateur, il compare la relation acteur-réalisateur à celle d'un couple marié : « le metteur en scène étant l'homme et l'acteur, la femme ». Il souligne combien les acteurs ont besoin d'une considérable complicité, de la franchise et de la fidélité. Dewaere apprécie ce type de relations professionnelles. Dès qu'il rencontre un réalisateur, il perçoit aussitôt s'il peut avoir confiance ou pas, « au feeling ». Pour parfaire son métier, l'acteur dévoile qu'il apprécie particulièrement assister aux projections en salle de cinéma ; il précise que dès la préparation du tournage, il travaille son jeu avant de faire la scène, en imaginant les réactions du public, à l'instar des méthodes qu'il a apprises au café-théâtre. Selon lui, le metteur en scène se sert de ses propres motivations ou désirs. À la question « Qui auriez-vous aimé être ? », il répond aussitôt : Marlon Brando ; selon lui, le meilleur acteur de tous les temps et dont le talent reste actuel. Les comédiens qui l'intéressent sont « ceux qui ont un discours, pas des machines à répéter un texte ».

#### Liberté, instinct et impact des rôles
Claude Miller estime qu'il est cérébral mais pas un intellectuel et qu'il réagit surtout à l'instinct. Portant depuis l'enfance des dizaines de personnages différents incarnés ou observés auprès des autres comédiens, Dewaere exploite tour à tour une ou plusieurs facettes de chacun, composant, adaptant et ajustant au gré de chaque nouvelle mise en scène. Lors d'une interview au sujet du film Plein sud, il déclare : « Heureusement que je suis acteur. Comme ça, je peux vivre à travers les films ». À la question de savoir si l'on sort intact de tous ces rôles, il confirme par exemple que d'avoir joué des actes de meurtre sont des éléments qui subsistent en lui. Pour lui, une très faible différence existe entre la vie et son implication dans un rôle. Il résume alors : « Oui, ça doit taper un petit peu le mental ».
Au sujet d’Hôtel des Amériques d'André Téchiné, Dewaere avoue s'en être remis pour la première fois de sa carrière totalement au réalisateur : « C'est la première fois que je me sens autant à poil dans un film […] On raconte la seule chose qui nous reste encore aujourd'hui, c'est-à-dire l'amour… Et il ne peut être que passionnel ». Dans le film Série noire, chaque jour de tournage et chaque scène ont représenté pour lui « un tournant du film ».

### Autocritique

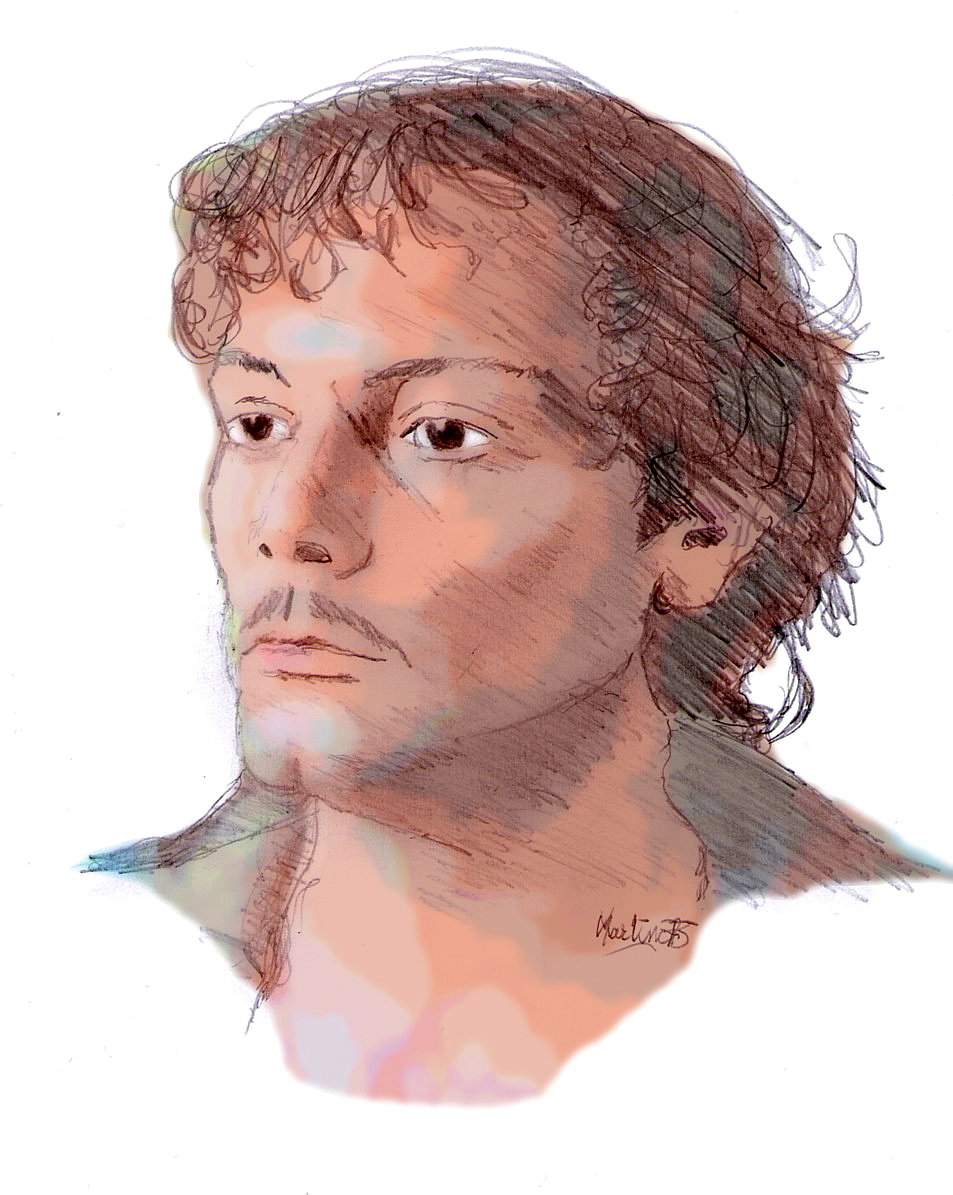
Patrick Dewaere (dessin au crayon).

En avril 1979, l'acteur confie lors d'une interview que prétendre inventer complètement un personnage est prétentieux et qu'un comédien « n'est pas le bon dieu ». Évoquant l'après-succès des Valseuses, Dewaere confirme qu'à certains moments, croyant que plus aucun film ne lui serait proposé et qu'il « ne ferait plus jamais de cinéma », il avoue avoir eu peur et qu'une certaine « boulimie » de tournage le prenne. Pour expliquer le côté cyclique de son orientation professionnelle, Dewaere indique que la pression provient du fait qu'il veut toujours faire mieux que le film exceptionnel qu'il vient parfois de réussir, sans trouver forcément par la suite, de rôles à la même hauteur. Voulant toujours progresser, il déclare qu'après un rôle superbe, « il faut un petit moment pour redescendre de là ». Le 27 mai 1979 lors du Festival de Cannes pour présenter Série noire, interrogé sur sa manière de jouer ressentie par certains comme violente, exaspérante et son supposé manque de sobriété, il répond : « Mais j'ai l'impression que je suis sobre, moi. J'essaye d'être sobre au maximum. Peut-être que ce n'est pas mon tempérament. J'aimerais bien jouer comme Marlon Brando. Il ne fait rien et il est fou. Mais j'aimerais bien jouer avec Dustin Hoffman, aussi. Il en fait beaucoup et qui est vraiment tellement vrai. Je ne sais pas. Je ne sais pas ce que je dois faire. Je fais toujours au mieux ! ». Au sujet de son interprétation dans ce film, le comédien précise également : « Dans Série noire, c'est moi ».
Concernant les récompenses du métier, il se révèle à la fois ironique et dépité : « Moi, j'ai toujours raté tous mes examens. Je suis très habitué. Je n'ai jamais été choisi par un jury, jamais. ». En pleine période de drogue, de dépression et de doutes, il confie à Jean-Jacques Annaud au moment où celui-ci a reçu un Oscar pour La Victoire en chantant et un premier César en 1981 pour La Guerre du feu, qu'il s'estime être nul. Dewaere soutient combien pour les acteurs, il est essentiel de rester discret hors des écrans afin que le public soit plus efficacement convaincu par les rôles interprétés. Concernant l'autocritique de sa filmographie, il ne distingue que quatre films. Premièrement, La Meilleure Façon de marcher, dont il salue la mise en scène aboutie et le sujet « tellement rare, tellement fort et actuel ». Deuxièmement, Série noire pour lequel il explique qu'après avoir lu l'histoire en quelques heures, il a téléphoné à 4 h du matin à Alain Corneau pour lui dire : « Si jamais tu proposes ce scénario à un autre acteur, je te pète la gueule illico ». Troisièmement, Un mauvais fils au sujet duquel il indique : « Sautet m'a fait découvrir une méthode de jeu que je ne connaissais pas : utiliser les expressions du visage et une réelle sobriété ». Et quatrièmement, Beau-père de Bertrand Blier. Bien que très critique avec lui-même, Dewaere revendique cependant chacun des films qu'il a tournés.

### L'acteur vu par les réalisateurs

Le jeu de l'acteur est proche de l'Actors Studio.

Dix ans après sa mort, Jean-Paul Carrère, le réalisateur de ses premiers rôles estime qu'il était plein de facettes et que, pour la série Jean de la Tour Miracle, il était capable de tout faire : « le pitre, le clown, le séducteur… Les combats à l'épée alternaient avec les scènes d'émotion. Il faisait tout avec une facilité déconcertante. C'était un être à part. Très attachant »,.
Au sujet du film Adieu poulet, pour évaluer sa générosité d'acteur et sa forte prise de risques dans le jeu, Pierre Granier-Deferre met l'acteur sur le même plan que deux actrices qui l'ont particulièrement étonné lors des tournages : Simone Signoret et Romy Schneider.
Selon Yves Boisset, « Patrick est probablement le plus grand acteur de sa génération ». Pour le tournage du film Le Juge Fayard dit « le Shériff », Boisset déclare que, par orgueil, Dewaere est allé très loin dans la provocation, pour incarner encore plus intensément le héros du film. Il insiste pour manger un sandwich dans l'enceinte du palais de justice d'Aix-en-Provence alors qu'on l'a formellement interdit aux techniciens. Le réalisateur et lui échangent un coup de poing puis il tombe dans ses bras en riant aux éclats. Boisset sait combien ses rôles ont une influence sur lui et il se refuse à lui faire jouer des perdants, des personnages à la dérive : « Je lui avais dit qu'il était complètement fou de s'enfermer dans ces personnages-là. Il se perdait lui-même ».
Luc Béraud, qui le dirige dans Plein sud, salue sa générosité d'acteur : « Il savait son texte au rasoir et était perfectionniste ».
Pour Beau-père, Bertrand Blier estime que Dewaere est coréalisateur du film et selon lui, il intervient a contrario du film Les Valseuses, déployant une très grande délicatesse avec la très jeune actrice adolescente et qu'il se comporte comme un Gentilhomme.
Pour Claude Miller, « il est très positif, très battant, très meneur d'équipe » mais « il avait mauvais caractère, il était soupe au lait et cabochard » et « avait du mal à se détacher des personnages. Il n'était jamais aussi bien que quand il jouait »,,. Au sujet du film La Meilleure Façon de marcher : « Par son incarnation, Patrick lui a apporté une marge trouble », enrichissant ainsi le personnage.
Alain Corneau indique que Dewaere est très à l'aise avec les contraintes techniques du tournage, comme les marques au sol et qu'il se prépare soigneusement à l'avance par une très grande discipline de travail.
Selon Alain Jessua, pour la méthode qui est la base de l'Actors Studio, les acteurs sont impliqués vingt-quatre heures sur vingt-quatre dans leur personnage : « Quand vous avez un acteur comme ça, quelque part, il vous pousse à aller plus loin. C'est ce que j'ai eu avec Patrick Dewaere sur Paradis pour tous. Les critiques et le public ne se rendent pas compte de la dangerosité de ce métier. ».
Le pensant injustement « bohème de nature », Claude Sautet est surpris par la discipline et la rigueur dont l'acteur fait preuve dans son travail. Concernant sa fragilité qu'il découvre lors du tournage du film Un mauvais fils, le réalisateur déclare : « J'ai toujours eu l'impression qu'il recherchait un père ».
Maurice Dugowson estime en 1991 que l'acteur l'a poussé à s'ouvrir à de nouveaux horizons dans la mise en scène, toujours prêt à tout remettre en question en plein tournage. « Il était prêt à chercher, à faire le tour des possibilités, à ne pas se contenter de ce qui était écrit, à ne pas faire de pléonasmes ». Et de préciser : « Une scène qui devait être dure ou triste, il la jouait gaie et on se rendait compte que cela la rendait encore plus terrible ».
André Téchiné réalisateur d’Hôtel des Amériques dévoile, en 2006, combien pour lui Dewaere est une énigme. Il travaille consciencieusement son personnage, maîtrise parfaitement son texte avec un jeu « très construit, très réglé, presque trop ». Cette démarche déroute le réalisateur qui ne s'y attend pas du tout car il se fait alors une idée préconçue de l'acteur.
Henri Verneuil, habitué à la cinématographie classique des années 1950 à 1970, découvre en Dewaere un acteur rigoureux et précis qu'il décrit en 1991 : « Jusqu'à la dernière limite d'une nuance, il comprenait la scène et il jouait juste, dès la première prise. C'est un bonheur immense pour un metteur en scène ». Le réalisateur admire sa sensibilité, sa précision, sa façon de jouer avec la caméra tout en restant parfaitement naturel. Il fait partie des cinq ou six acteurs que Verneuil retient parmi la centaine de stars qu'il a dirigées.
Jean-Jacques Annaud ne tarit pas d'éloges concernant Dewaere, soulignant sa puissance de jeu et le prodige qu'il est alors capable de jouer deux partitions à la fois en incarnant un même rôle.
Le réalisateur Marcel Carné reconnaît en 1989 que « Patrick Dewaere était le meilleur de la génération précédente » et regrette de n'avoir pas pu tourner avec lui.

### L'acteur vu par la critique

#### Une critique féroce ou passionnée durant sa carrière

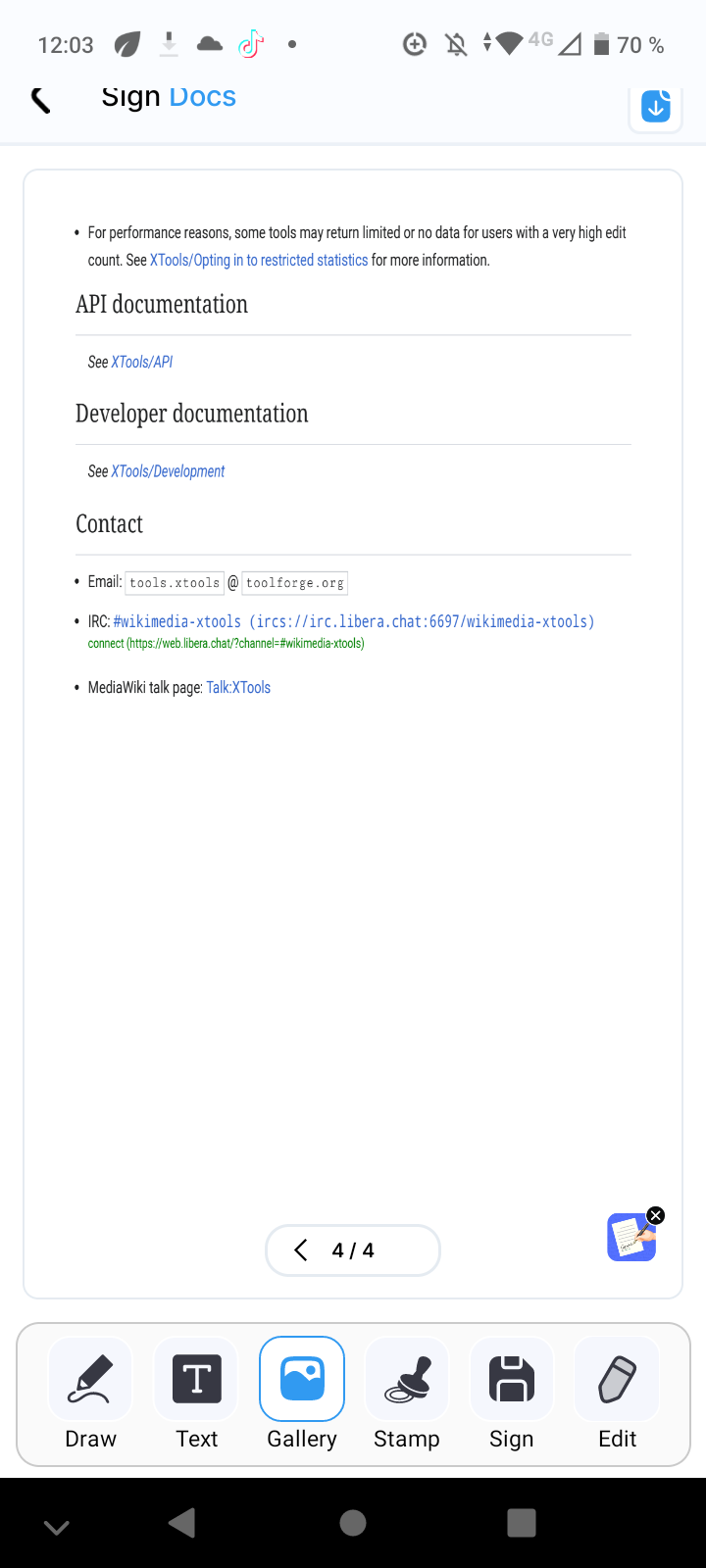
Six fois nommé de son vivant, sans jamais se voir attribuer un César.

Entre 1965 et l'année de sa mort en 1982, la critique, la presse et les médias ont parfois salué, tantôt descendu en flammes le travail de l'acteur. Entre ceux qu'il énerve par son jeu d'acteur « qui en fait trop », sans doute en avance ou trop influencé par les méthodes américaines et ceux bien moins nombreux qui le trouvent génial, Dewaere traverse la Nouvelle Vague et l'avant-gardisme de mai 68, sans correspondre exactement aux canons de l'époque ; d'autant plus qu'il tourne à la fois des films à vocation populaire comme Adieu poulet, La Clé sur la porte ou Coup de tête et des films bien plus ambitieux comme Série noire, Beau-père ou encore Un mauvais fils,,. Ses comparses et amis Depardieu, Coluche ou encore Philippe Léotard s'en sortent médiatiquement bien mieux que lui à la même période.
Le film qui le révèle, Les Valseuses, suscite des réactions violentes de certains critiques. La critique d’Adieu poulet (1975) dans Le Point, qualifiant de « monstres sacrés » Dewaere autant que Lino Ventura, est flatteuse : « La rencontre Ventura-Dewaere restera dans les annales. Contre le vieux briscard, le poids coq tient crânement le coup : petit poulet deviendra grand ». Sur La Meilleure Façon de marcher (1976), Jean de Baroncelli écrit dans Le Monde qu'« il faut dire pour être tout à fait dans le vrai, que le film doit aussi sa réussite beaucoup à ses deux principaux interprètes : Patrick Dewaere dans le rôle de grossier personnage est tout à fait remarquable comme à son habitude » et José-Maria Bescos de Pariscope, louant Patrick Bouchitey, juge que « celui-ci est dé-fi-ni-ti-ve-ment un Grand… Avec les trois D — Depardieu, Dutronc, Dewaere — là aussi la relève est fameuse ».
À propos de F… comme Fairbanks (1976), la critique dans Le Nouvel Observateur admire « Patrick Dewaere, qui réussit à être Errol Flynn, James Cagney et Clark Gable tout en restant lui-même, c'est-à-dire un fabuleux acteur », Jean de Baroncelli du Monde le trouve « costaud et vulnérable, drôle et pathétique, Patrick Dewaere incarne avec une remarquable aisance Fairbanks-le-cascadeur et Fairbanks-le-paumé » et France-Soir s'ébahit « il passe de la joie à la tristesse, de la fantaisie au chagrin, de la décontraction à l'angoisse avec un talent fou. C'est vraiment quelqu'un, Patrick Dewaere »,.
Sur l'interprétation de Dewaere dans Le Juge Fayard dit « le Shériff » (1977), Jean-Paul Grousset du Canard enchaîné lance : « Félicitations au comédien Patrick Dewaere ; il est entré sans effort dans la peau du personnage. Une peau semblable à celle du juge Renaud, qui finit naguère par avoir la pègre lyonnaise ». Henri Rabine de La Croix considère que dans La Marche triomphale (1977) « Les comédiens sont hélas !, terrifiants de vérité. Franco Nero et Patrick Dewaere sont superbes, c'est-à-dire à tuer. ». À propos de Coup de tête (1979), Jean Rochereau dans La Croix commente : « Patrick Dewaere joue cela comme ce fut écrit, avec calme, décontraction, assurance et ce regard lointain des misanthropes qui ne haïssent même plus les hommes tellement ils les méprisent, tout en s'apitoyant sur eux » ; selon François Chalais dans Le Figaro Magazine, pour ce « ce petit film [qui] est un grand film », « Patrick Dewaere en est l'idéal interprète ».
Sur Série noire (1979), La Saison Cinématographique note qu'« alors on s'extasie volontiers sur la direction de l'acteur Patrick Dewaere. Joli numéro d'acteur à dire vrai car il n'est pas possible d'appeler autrement ce « one-man-show » qui en fait beaucoup, beaucoup trop en tout cas pour être de la mise en scène » et Jacques Siclier se déclare plus tard impressionné par « le jeu survolté, frénétique de Patrick Dewaere, un minable à la tête pleine de rêves (l'éblouissante séquence de début où il mime le personnage qu'il voudrait être). L'acteur est prodigieux jusqu'au malaise mais tous les interprètes sont, à son unisson, extraordinaires ».
Le boycott de la presse qu'il subit à la fin de l'année 1980 pour avoir frappé un journaliste, marque pour lui un tournant majeur. Il reçoit certes quelques avis positifs — comme celui de La Saison Cinématographique à propos de Beau-père (1981) : « Patrick Dewaere, tendre, hésitant, parfois coléreux, paumé et lâche exemplaire, fait preuve d'une maîtrise, d'une sensibilité remarquables » — mais, surtout, il énerve et est détesté par certains critiques comme Gérard Lefort, lequel publie des mots d'une grande violence dans Libération, le jour même de son suicide en juillet 1982 : « Dewaere jouait la comédie comme une chaussette molle, trimbalant sa petite gueule de frappe teigneuse comme unique carte de visite » et qualifie de navets les films Le Juge Fayard dit « le Shériff », Un mauvais fils ou encore Beau-père.

#### Un acteur mieux reconnu après sa mort
« Aujourd'hui, il est unanimement respecté et aimé… Mais à sa mort, c'était loin d'être le cas. »

— Marc Esposito, 2019.
Au fil des années, à force de revoir à nouveau les téléfilms et films qu'il a interprétés ou lors de rétrospectives, les critiques ont sensiblement évolué. Il faut attendre dix ans après sa mort pour que la critique s'intéresse véritablement à Patrick Dewaere, notamment à la suite du film documentaire qui lui est consacré par Marc Esposito : « Je me suis dit que ce serait bien de faire quelque chose sur Patrick Dewaere, de montrer que c'était un grand acteur, exagérément oublié et qu'il méritait dans nos mémoires, la place d'un Gérard Philipe ou d'un Monty Clift. […] Je crois que Dewaere est très en accord avec l'état d'esprit d'aujourd'hui. Il incarne bien cette espèce de romantisme un peu désespéré qu'on a retrouvé, ces dernières années, dans des films comme 37°2 le matin ou Le Grand Bleu »,.
Le quotidien Libération, longtemps après sa mort, revoit son analyse et encense l'acteur : Un mauvais fils, qui pourtant est qualifié de médiocre par le critique, n'est, selon le même critique « regardable que grâce à Patrick Dewaere ». En 2006, la revue littéraire Bordel estime que « Patrick Dewaere a incarné la « fureur de vivre » à la française et demeure un modèle pour les générations de jeunes comédiens qui lui ont succédé ». Dans une analyse synthétique en 2010, Rémi Fontanel précise : « Entier, sans limite ni tabou, d'une grande inventivité, Patrick Dewaere figure « l'acteur total par excellence » ». Dans Le Figaro en 2017, il est qualifié de « saltimbanque habité, fonceur, cabochard, qui ne jouait plus uniquement sur la beauté physique pour emporter les spectateurs » et « son engagement dans le travail est intense, sa présence physique éclate même dans les rôles les plus intérieurs et tourmentés ».
En 2017, dans L'Express, au sujet du duo Dewaere-Depardieu de 1978 : « Ils ne jouent pas, ils sont, à la façon de l'Actors Studio, qu'incarnent alors Dustin Hoffman et Robert De Niro de l'autre côté de l'Atlantique ». En 2018, pour une soirée hommage sur la chaîne Arte diffusant Série noire puis La Meilleure Façon de marcher, un critique écrit « Les deux films révèlent la violence, la force du jeu, la volonté de bouleverser les codes et un grand perfectionnisme. Patrick Dewaere bouscule et heurte par son jeu brutal et sa façon d'être, qui renvoient à l'impuissance d'être soi-même ». En 2019, selon la publication Revus et Corrigés pour le film Un mauvais fils : « Dewaere en état de grâce. Lorsque le couple Dewaere / Fossey est au plus bas, il explose et évoque à son tour sa solitude et sa marginalité dans une société à bout de souffle ». Selon la jeune génération des critiques comme Léa André-Sarreau des Inrocks, en 2019 il est délicat de « cerner son jeu fougueux et cérébral inspiré de l'Actors Studio, une méthode qui participe à brouiller la frontière entre sa personnalité fragile et ses rôles borderline ». Pour Série noire lors d'une rétrospective en 2019, le programme de l’événement explique que « Patrick Dewaere incarne jusqu’au vertige les délires d’un personnage au bord de la folie. Peut-être son plus grand rôle ».

### L'acteur vu par les acteurs
De nombreux acteurs français des décennies suivant sa mort se réclament de Patrick Dewaere, notamment Jean-Hugues Anglade, Hippolyte Girardot, Rémi Martin, Vincent Cassel, Nicolas Duvauchelle, Jean-Paul Rouve et Vincent Lindon,. Avec Daniel Day-Lewis, il est du nombre des « acteurs fétiches » de Guillaume Canet. Le biographe Christophe Carrière soutient que l'acteur s'en rapprochant le plus selon lui, est Vincent Lindon. En 2003, Jean-Paul Rouve dédie à Patrick Dewaere le César du meilleur espoir masculin qu'il reçoit pour Monsieur Batignole. Son film Quand je serai petit (2012) est également fortement influencé par Dewaere.
Lors d'une interview en 2015, parmi les acteurs qu'il admire, Guillaume Gouix distingue Patrick Dewaere. Lors du tournage du film Beau-père, l'actrice Fiona Gélin a joué un rôle silhouette, aux côtés de Dewaere qu'elle fréquente alors ; dans son autobiographie parue en 2016, elle déclare : « C'était déjà mon acteur préféré, alors vous imaginez, tourner à ses côtés, quel pied ! J'étais impressionnée mais il était d'une telle simplicité. Il savait rassurer, c'était dans sa nature, lui qui était angoissé. Il y a une vraie similitude avec Guillaume Depardieu et Philippe Léotard. Ce ne sont pas des acteurs. Car ils ne jouent pas. Ils sont vrais. Et c'est cela qui les déchire ».
Jean Dujardin est à la fois admiratif et effrayé par la performance autodestructrice de Dewaere dans Série noire. Philippe Rebbot se dit fasciné par Dewaere, jusqu'au mimétisme. Au-delà de son grand-père Jean-Paul, le jeune acteur Victor Belmondo cite souvent « Patrick Dewaere, l'écorché vif, comme autre modèle ». Dans la publication hommage de l'hebdomadaire Télérama parue le 13 juillet 2022, le dossier relate que parmi les acteurs marqués ou influencés par Dewaere, on doit aussi noter Albert Dupontel, Mathieu Kassovitz, Benoît Magimel, Pio Marmaï, Pierre Niney, Gilles Lellouche ainsi que ceux de la jeune génération comme Niels Schneider ou encore Raphaël Quenard.

### Rapport au succès et box-office
Les chiffres du box-office exprimés ici sont des cumuls parfois établis sur des décennies d'exploitation. Ils ne reflètent pas forcément le succès du film à sa sortie.
Exprimant souvent un apparent rejet des conventions, des aspects commerciaux et des récompenses, Dewaere prête pourtant attention à son succès au box-office et à la reconnaissance du public. Parmi ses succès les plus populaires au cinéma, Les Valseuses (1974) avec Depardieu et Miou-Miou obtient 5 726 031 entrées, soit de très loin, le premier et le plus grand score de toute sa carrière suivi d'Adieu poulet avec Lino Ventura, sorti un an plus tard, qui recueille 1 945 678 spectateurs,. Dans sa période faste entre 1975 et 1980, l'acteur attire plus de spectateurs que son alter-ego et adversaire Depardieu, alors jugé moins beau et plus inquiétant que Dewaere par les producteurs. Ainsi, il obtient avec La Clé sur la porte (1978), aux côtés d'Annie Girardot pour une comédie familiale et sociale, 1 893 290 entrées,. L'année 1977 est majeure pour lui car il est aussi en vedette du film Le Juge Fayard dit « le Shériff » avec 1,7 million de spectateurs. Le retour en duo avec Depardieu pour Préparez vos mouchoirs (1978) convainc 1 321 087 cinéphiles suivi du score de Beau-père (1981) avec 1 197 816 entrées mais dont le résultat commercial est ressenti comme une déception par Dewaere,.
Le film Mille milliards de dollars (1982) du réalisateur à succès Henri Verneuil obtient 1 190 673 spectateurs ressenti comme un semi-échec par rapport aux attentes de l'acteur,. En dépit du boycott des médias qu'il subit, le film Un mauvais fils (1980), parvient à attirer 1 million de personnes mais c'est à l'époque le plus mauvais résultat commercial du réalisateur,.
La comédie Coup de tête (1979) engendre 902 144 entrées et Série noire (1979), malgré un thème noir et complexe, réussit à convaincre 892 658 cinéphiles,. À cette période selon Myriam Boyer, il redoute l'insuccès et il est poursuivi par l'idée que tout peut s'arrêter professionnellement pour lui. Dans l'ordre des entrées, on notera que la comédie Psy (1981), du pourtant populaire Philippe de Broca, obtient 641 332 spectateurs devance La Meilleure Façon de marcher (1976) avec 588 030 entrées. Au bas du classement, son dernier film Paradis pour tous sorti durant l'été de sa mort en 1982 rassemble 558 557 entrées et le drame Hôtel des Amériques avec Catherine Deneuve sorti l'année précédente fait le faible score de 498 153 tickets. Selon Marc Esposito, il subit sa cinquième déception en deux ans pour ce film.
F… comme Fairbanks (1976) plafonne à 458 557 entrées tout comme Lily aime-moi (1975) avec 397 561 spectateurs. Ses autres films recueillent moins de 350 000 entrées avec dans l'ordre du plus élevé au plus faible : La Marche triomphale (1977), la comédie légère Catherine et Compagnie (1975) avec Jane Birkin, Plein sud (1981) et le film devenu culte Themroc (1973),.

## Théâtre

### Sous le nom dePatrick Maurin
- 1950 : Primerose de Robert de Flers, théâtre national de Chaillot
- 1952 : Une maison de poupée d'Henrik Ibsen, Comédie-Caumartin
- 1953 : L'homme qui a perdu son ombre d'Adelbert von Chamisso, théâtre des Mathurins
- 1955 : Procès de famille de Diego Fabbri, mise en scène José Quaglio, théâtre de l'Œuvre
- 1956 : Misère et Noblesse d'Eduardo Scarpetta, mise en scène Jacques Fabbri, Alliance française
- 1958 : Jimmy Boy et Davy Crocket de Joseph Bouglione, Cirque d'Hiver
- 1959 : Le Vélo devant la porte d'après la pièce The Desperate Hours de Joseph Hayes, mise en scène Jean-Pierre Grenier, théâtre Marigny
- 1959 : Mon père avait raison de Sacha Guitry, mise en scène André Roussin, théâtre de la Madeleine
- 1961 : L'Auberge du Cheval-Blanc de Ralph Benatzky, théâtre du Châtelet
- 1962 : De doux dingues de Michel André, théâtre Édouard-VII
- 1962 : L'Arlésienne d'après Alphonse Daudet et Georges Bizet, Olympia et Opéra municipal de Marseille
- 1963 : L'Embroc d'Henry de Montherlant, théâtre des Mathurins
- 1963 : Fils de personne d'Henry de Montherlant, théâtre des Mathurins
- 1963 : La Ville dont le prince est un enfant d'Henry de Montherlant, théâtre des Mathurins
- 1964 : Les Yeux de dix-huit ans de Jean Schlumberger, mise en scène de Jean-Paul Cisife, théâtre des Mathurins
- 1964 : Le Marchand de cercueils d'Alexandre Pouchkine mise en scène de Jean-Paul Cisife, théâtre des Mathurins
- 1964 : Césaire ou la Puissance de l'esprit de Jean Schlumberger, mise en scène Jean-Paul Cisife, théâtre des Mathurins
- 1965 : Les Filles de Jean Marsan, mise en scène Jean Le Poulain, théâtre Édouard-VII

### Sous le nom dePatrick Dewaere
- 1968 : Ma déchirure de Jean-Pierre Chabrol, mise en scène Gabriel Garran, théâtre de la Commune
- 1969 : Des boulons dans mon yaourt (collectif), Café de la Gare
- 1969 : Jaune devant, marron derrière (collectif), Café de la Gare
- 1970 : Les Semelles de la nuit (collectif), Café de la Gare
- 1970 : Et à la fin était le bang de René de Obaldia, mise en scène Michel de Ré, Festival de Vaison-la-Romaine
- 1971 : Le Soir des diplomates de et mise en scène Romain Bouteille, théâtre de Poche Montparnasse
- 1971 : Allume, j'étouffe de et mise en scène Romain Bouteille, théâtre des Ambassadeurs
- 1977 : Pitoyable mascarade (collectif), Café de la Gare
- 1980 : Roderick, les trois lois de la robotique (collectif), Café de la Gare

## Filmographie

### Cinéma

#### Sous le nom dePatrick Maurin
- 1951 : Monsieur Fabre d'Henri Diamant-Berger : Émile (non crédité au générique)
- 1955 : La Madelon de Jean Boyer : un enfant du village
- 1956 : En effeuillant la marguerite de Marc Allégret : un frère d'Agnès (non crédité au générique)
- 1956 : Je reviendrai à Kandara de Victor Vicas : le petit garçon
- 1957 : La Route joyeuse de Gene Kelly : un des enfants de la famille nombreuse
- 1957 : Les Espions d’Henri-Georges Clouzot : le petit Moinet
- 1958 : Mimi Pinson de Robert Darène : le jeune frère de Mimi
- 1966 : Paris brûle-t-il ? de René Clément : un jeune résistant fusillé (non crédité au générique)

#### Sous le nom dePatrick Dewaere
- 1969 : L'Innocente, court métrage d'Olivier Ricard
- 1970 : La Jeune Veuve, court métrage de Marc Vaziaga
- 1971 : La Maison sous les arbres de René Clément : le jeune homme à l'écharpe jaune (non crédité au générique)
- 1971 : La Vie sentimentale de Georges le tueur, court métrage de Daniel Berger
- 1971 : Les Mariés de l'an II de Jean-Paul Rappeneau : un volontaire
- 1972 : Belle, court métrage de réalisateur inconnu
- 1973 : Themroc de Claude Faraldo : le maçon / un policier
- 1974 : Les Valseuses de Bertrand Blier : Pierrot
- 1975 : Lily aime-moi de Maurice Dugowson : Gaston, le boxeur dit « Johnny Cask »
- 1975 : Catherine et Compagnie de Michel Boisrond : François de Charnison
- 1975 : Au long de rivière Fango de Sotha : Sébastien
- 1975 : Gliscom Butrew, court métrage de Sotha : Bleed
- 1975 : Pas de problème ! de Georges Lautner : le barman
- 1975 : Adieu poulet de Pierre Granier-Deferre : l'inspecteur Lefèvre
- 1976 : La Meilleure Façon de marcher de Claude Miller : Marc
- 1976 : La Marche triomphale (Marcia trionfale) de Marco Bellocchio : le lieutenant Baio
- 1976 : F… comme Fairbanks de Maurice Dugowson : André Fragman dit « Fairbanks »[n 19]
- 1977 : Le Juge Fayard dit « le Shériff » d'Yves Boisset : le juge Jean-Marie Fayard
- 1977 : La Chambre de l'évêque (La stanza del vescovo) de Dino Risi : Marco Maffei
- 1978 : La Clé sur la porte d'Yves Boisset : Philippe
- 1978 : Préparez vos mouchoirs de Bertrand Blier : Stéphane
- 1979 : Le Grand Embouteillage (L'ingorgo) de Luigi Comencini : l’homme à la coccinelle et aux monologues
- 1979 : Coup de tête de Jean-Jacques Annaud : François Perrin
- 1979 : Série noire d'Alain Corneau : Franck Poupart
- 1979 : Paco l'infaillible de Didier Haudepin : Pocapena
- 1980 : Un mauvais fils de Claude Sautet : Bruno Calgagni
- 1980 : Psy de Philippe de Broca : Marc
- 1981 : Plein sud de Luc Béraud : Serge Laine
- 1981 : Les matous sont romantiques de Sotha : le voisin du dessous
- 1981 : Hôtel des Amériques d'André Téchiné : Gilles Tisserand
- 1981 : Beau-père de Bertrand Blier : Rémi Bachelier
- 1982 : Mille milliards de dollars d'Henri Verneuil : Paul Kerjean
- 1982 : Paradis pour tous d’Alain Jessua : Alain Durieux[n 20]
- 1992 : Patrick Dewaere de Marc Esposito, documentaire posthume sur sa vie.
- 2022 : Patrick Dewaere, mon héros d'Alexandre Moix, documentaire posthume sur sa vie, commenté par sa fille Lola Dewaere.

### Télévision

#### Sous le nom dePatrick Maurin
- 1952 : Les Quatre Éléments de Maurice Cazeneuve, téléfilm : Bruno[kn]
- 1953 : Quand minuit sonne de Jacques-Gérard Cornu, téléfilm : un enfant[kn]
- 1953 : Le Jouet merveilleux de Roger Iglésis, pièce télédiffusée : Jacques[kn]
- 1954 : Une maison de poupée de Claude Loursais, pièce télédiffusée : un enfant
- 1957 : Le Drame des gosses de Roger Dathys, téléfilm dramatique : un enfant[kn]
- 1957 : Tibère de René Wilmet, pièce télédiffusée : un enfant[kn]
- 1957 : Si c'était vous ?, épisode Délinquance juvénile de Marcel Bluwal, série télévisée : Montel, jeune[kn]
- 1958 : Misère et Noblesse de Marcel Bluwal d'après Eduardo Scarpetta : Pepeniello
- 1958 : Si c'était vous ? de Marcel Bluwal, série télévisée : Jeannot[kn]
- 1958 : Les Guérisseurs de la planète de Roger Dathys, téléfilm : un garçon[kn]
- 1959 : Notre petite ville de Marcel Bluwal d'après Thornton Wilder : Edouard[105].
- 1959 : Attention... Je pique ! de Michèle Angot, réalisé par Ange Casta : le marmiton
- 1959 : Tojuro et l'Amour d'Alain Trutat, pièce télévisée : Otaro[kn]
- 1959 : Champi-tortu de Roger Dathys, téléfilm pour la jeunesse : un enfant[kn]
- 1959 : La Malle volante de Marcel Cravenne, téléfilm pour la jeunesse : le petit garçon[kn]
- 1959 : La Jeunesse de Rabelais d'Alain Trutat, téléfilm : le petit garçon[kn]
- 1959 : J'ai un beau château d'Henri Soubeyran, téléfilm : l'enfant[kn]
- 1960 : La Vie des autres d'Henri Soubeyran, téléfilm dramatique : Tressmayr fils[kn]
- 1960 : Vanina d'Henri Soubeyran, téléfilm dramatique : Bernard[kn]
- 1960 : L'Indésirable d'Henri Soubeyran, téléfilm historique : Henri VI[kn]
- 1961 : La Déesse d'or, téléfilm de Robert Guez : Alain
- 1961 : Livre mon ami de Claude Santelli, théâtre jeunesse : un enfant[kn]
- 1961 : Si vous voulez savoir d'André Calvin, pièce télévisée : un enfant[kn]
- 1961 : En attendant demain de Gilbert Pineau, pièce télévisée : un jeune adolescent[kn]
- 1961 : Les Mohicans de Paris de Pierre Christian Renard, série télévisée : Babolin[kn]
- 1961 : Le Noël du petit cireur de Raoul Auclair, pièce télévisée : l'enfant[kn]
- 1962 : L'Enfance de Jean-Jacques Rousseau d'Alain Barroux, téléfilm : Rousseau enfant[kn]
- 1963 : Les Forêts en septembre d'Alain Barroux, téléfilm : Bernard[kn]
- 1963 : La Croisade des enfants de Cécile Aubry, téléfilm : un enfant[kn]
- 1964 : Mesdames, Messieurs…, pièce produite pour la télévision anglaise BBC : Alain[ai]
- 1964 : Yann de Yannick Andréi, téléfilm : Yann[ai]
- 1964 : L'Abonné de la ligne U, série de Yannick Andréi : le groom Jacques
- 1964 : Les Trois Coups, pièce produite pour la télévision anglaise BBC : Carlot
- 1965 : Marie Curie - Une certaine jeune fille (2e partie : « Le radium »), téléfilm de Pierre Badel : un jeune étudiant Montembœuf[ai]
- 1966 : Un jour comme les autres (1re partie : « Au Moyen Âge : La Maison de l'orfèvre ») : Phœbus[ai].
- 1966 : Vive la vie de Joseph Drimal (saison 1 - épisodes 36 à 40) : Laurent

#### Sous le nom dePatrick Dewaere
- 1967 : Les Hauts de Hurlevent, téléfilm de Jean-Paul Carrère : Heathcliff jeune[n 21]
- 1967 : Jean de la Tour Miracle, téléfilm de Jean-Paul Carrère : Jean
- 1971 : Si j'étais vous, téléfilm d'Ange Casta : Camille

## Radio
Tous ses rôles à la radio sont crédités sous le nom de « Patrick Maurin » jusqu'en 1968.
- 1954 : Une maison de poupée de Claude Loursais, d’après Henrik Ibsen : un enfant (RTF)[109].
- 1959 : Tous ceux qui tombent de Samuel Beckett (RTF)
- 1960 : Le Livre de la jungle, pour la RTF, d'après Rudyard Kipling adapté par Muse Dalbray[110].
- 1961 à 1963 : L'Homme à la voiture rouge, feuilleton radiophonique diffusé sur Radio Luxembourg, écrit par Yves Jamiaque[ai].
- 1968 : Phœbus, le lion des Pyrénées, fiction historique radiophonique en 100 épisodes diffusée du 30 septembre 1968 au 21 février 1969 sur l'ORTF radio[111], d'après Rudyard Kipling adapté par Robert Arnaut[s 32].
- Le 17 octobre 1980, sous le patronyme Dewaere, l'acteur participe comme accusé à l'émission radiophonique quotidienne de France Inter du Tribunal des flagrants délires[s 11].

## Doublage
- 1958 : Le Septième Voyage de Sinbad de Nathan Juran : Barani, le génie de la lampe (Richard Eyer)
- 1961 : West Side Story de Robert Wise : Baby John (Eliot Feld)
- 1962 : Lutte sans merci (13 West Street) de Philip Leacock : Tommy (Mark Slade)
- 1965 : Furie sur le Nouveau-Mexique (Young Fury) de Christian Nyby : Sam (Dal Jenkins)
- 1966 : Texas Adios (Texas, addio) de Ferdinando Baldi : Dick (Giovanni Ivan Scratuglia)
- 1967 : Le Lauréat (The Graduate) de Mike Nichols : Benjamin Braddock (Dustin Hoffman)
- 1967 : Hombre de Martin Ritt : Billy Lee Blake (Peter Laser)
- 1967 : Escalier interdit (Up the Down Staircase) de Robert Mulligan : Joe Ferone (Jeff Howard)
- 1967 : Le Retour des anges de l'enfer (Hells Angels on Wheels) de Richard Rush : Bull (Richard Anders)
- 1967 : Le Plus Heureux des milliardaires (The Happiest Millionaire) de Norman Tokar : Angie Buchanan Duke (John Davidson)
- 1967 : La Route de l'Ouest (The Way West) de Andrew V. McLaglen : Brownie Evans (Michael McGreevey)
- 1968 : Il était une fois dans l'Ouest (C'era una volta il West) de Sergio Leone : Patrick McBain (Gaetano Santaniello)
- 1968 : Roméo et Juliette (Romeo e Giulietta) de Franco Zefirelli : Roméo (Leonard Whiting)
- 1969 : Les parachutistes arrivent (The Gypsy Moths) de John Frankenheimer : Malcolm Webson (Scott Wilson)
- 1969 : Macadam Cowboy (Midnight Cowboy) de John Schlesinger : Joe Buck (Jon Voight) / Jackie (Jonathan Kramer)
- 1969 : Une poignée de plombs (Death of a Gunfighter) de Don Siegel et Robert Totten (alias Alan Smithee) : Will Oxley (Mercer Harris)
- 1969 : Le Piège à pédales (The Gay Deceivers) de Bruce Kessler : Elliot Crane (Lawrence P. Casey)
- 1969 : Filles et show business (The Trouble with Girls) de Peter Tewksbury : Amherst (Chuck Briles)
- 1970 : La Cité de la violence (Città violenta) de Sergio Sollima : le jeune prisonnier (Ben Levy)
- 1970 : Les Inconnus de Malte (Eyewitness) de John Hough : boutique boy (John Allison)
- 1971 : Marie Stuart, reine d'Écosse (Mary, Queen of Scots) de Charles Jarrot : lord Henry Darnley (Timothy Dalton)
- 1972 : Ludwig : Le Crépuscule des dieux (Ludwig) de Luchino Visconti : le page Osterholzer (Helmut Stern)
- 1972 : La Dernière Maison sur la gauche (The Last House on the Left) de Wes Craven : Junior Stillo (Marc Sheffler)
- 1972 : La Clinique en folie (Week-end Does It Hurt ?) de Rod Amateau : Lester Hammond (Rick Lenz)
- 1972 : Le Flingueur (The Mechanic) de Michael Winner : Steve McKenna (Jan-Michael Vincent)
- 1972 : Gunn la gâchette (Black Gunn) de Robert Hartford-Davis : Sam Green (Vida Blue) / le majordome de Gunn (Joseph La Cava)
- 1972 : Les flics ne dorment pas la nuit (The New Centurions) de Richard Fleischer : le policier Phillips (Burke Byrnes)
- 1972 : La Tour du diable (Tower of Evil) de Jim O'Connolly : Brom (Gary Hamilton)
- 1972 : Un pigeon mort dans Beethovenstrasse (Tatort-tote taube in der Beethovenstraße) de Samuel Fuller : Fritz Spindel (Hans-Christoph Blumenberg) + voix secondaires (Téléfilm)
- 1973 : La dialectique peut-elle casser des briques ? de René Viénet (commentaire)
- 1973 : L'Homme aux nerfs d'acier (Dio, sei proprio un padreterno!) de Michele Lupo : Tony Breda (Tony Lo Bianco)
- 1973 : Big Guns : Les Grands Fusils (Tony Arzenta) de Duccio Tessari : un homme de main (Francesco Bonetti)

## Discographie

### Pièces sonores
Entre 1953 et 1963, durant son enfance, Patrick Maurin parfois crédité Patrick Morin joue différents personnages dans des pièces sonores enregistrées et une série de disques principalement destinés au jeune public. La Bibliothèque nationale de France a réédité en numérique certains de ces disques, qu'elle met librement à disposition au public, notamment sur son site d'archives sonores.
- 1953 : Peter Pan, d'après J. M. Barrie et le film d'animation de Walt Disney[112]
- 1959 : Le Voyage vers la lune, d'après une idée de John Ronald[113].
- 1959 : L'Homme a des ailes, d'après une idée de John Ronald[113].
- 1960 : Dominique Savio, patron des adolescents de Schielé et Mouillard, musique originale d'Emile Delpierre[114].
- 1960 : Le Bracelet de vermeil de Serge Dalens, adapté et réalisé par Robert Prot et Henri Agogue[115]
- 1961 : L'Auberge des trois guépards, dans la collection « Signe de piste » de Mik Fondal alias Jean-Louis Foncine et Serge Dalens, adaptation et réalisation Pierre Marteville[116].
- 1961 : Prince Éric de Serge Dalens, adaptation et réalisation de Pierre Marteville[117].
- 1961 : Les Misérables : Marius et Cosette, d'après Victor Hugo, adaptation de Pierre Hiegel, réalisation Gérard Barbier[118].
- 1961 : La Bande des Ayacks de Jean-Louis Foncine, adaptation et réalisation de Robert Prot[119].
- 1962 : La Mission de Don Bosco / La vocation de Don Bosco de Suzanne Cornillac, musique originale d’Émile Delpierre[120].
- 1963 : Le Sapin et l'Oiseau de Noël de Monique Bermond, réalisé par Jacqueline Porel[121].

### Compositions et/ou interprétations
- 1971 : compose et chante en duo avec Françoise Hardy, T'es pas poli (paroles de Sotha)[n 22].
- 1976 : signe la musique du film F… comme Fairbanks (une composition qu'il improvise au piano et sélectionnée par le réalisateur).
- 1978 : compose et enregistre deux titres sortis en 45 tours et produits par Yves Simon : L’Autre (paroles de Sotha) et Le Policier (paroles de Patrick Dewaere)[122].
- 2006 : huit chansons inédites composées et interprétées par l'acteur sont éditées sur un CD accompagnant la biographie écrite par sa mère[123].

## Distinctions
En 1975, Dewaere reçoit l'Étoile de cristal du meilleur acteur, ex-aequo avec Patrick Bouchitey pour La Meilleure Façon de marcher. Cette « moitié de trophée » est l'unique récompense que la profession lui décernera.
Entre 1976 et 1982, l'Académie des arts et techniques du cinéma français nomme six fois l’acteur sans jamais lui attribuer un seul César du cinéma :
- 1976 : nomination au César du meilleur acteur dans un second rôle pour Adieu poulet
- 1977 : nomination au César du meilleur acteur pour La Meilleure Façon de marcher
- 1978 : nomination au César du meilleur acteur pour Le Juge Fayard dit « le Shériff »
- 1980 : nomination au César du meilleur acteur pour Série noire
- 1981 : nomination au César du meilleur acteur pour Un mauvais fils
- 1982 : nomination au César du meilleur acteur pour Beau-père

Le 9 avril 1979, l'Oscar du meilleur film étranger est attribué à Préparez vos mouchoirs de Bertrand Blier, en raison notamment de l'interprétation de son couple vedette Dewaere-Depardieu. Le film connaît un succès d'estime à l'étranger mais n'attire que 1,3 million de spectateurs en France.

## Hommages

### Cinéma, théâtre et télévision
En février et mars 2005, dans le cadre d'une rétrospective, la salle de cinéma Le Champo - Espace Jacques-Tati projette douze longs-métrages avec Dewaere à l'affiche.
Dans le film La Science des rêves (2006) de Michel Gondry, le héros interprété par Gael García Bernal se métamorphose en Patrick Dewaere lors d'une scène et rejoue plusieurs scènes majeures du film Série noire. Le titre de la bande musicale originale accompagnant cette séquence s'intitule Rêve Patrick Dewaere.
En 2007, un court-métrage de 23 minutes intitulé La « Chambre vide » réalisé par Lucas Fabiani avec notamment Christophe Réveille dans le rôle de l'acteur, est présenté comme un « essai cinématographique sur le suicide de Patrick Dewaere ».

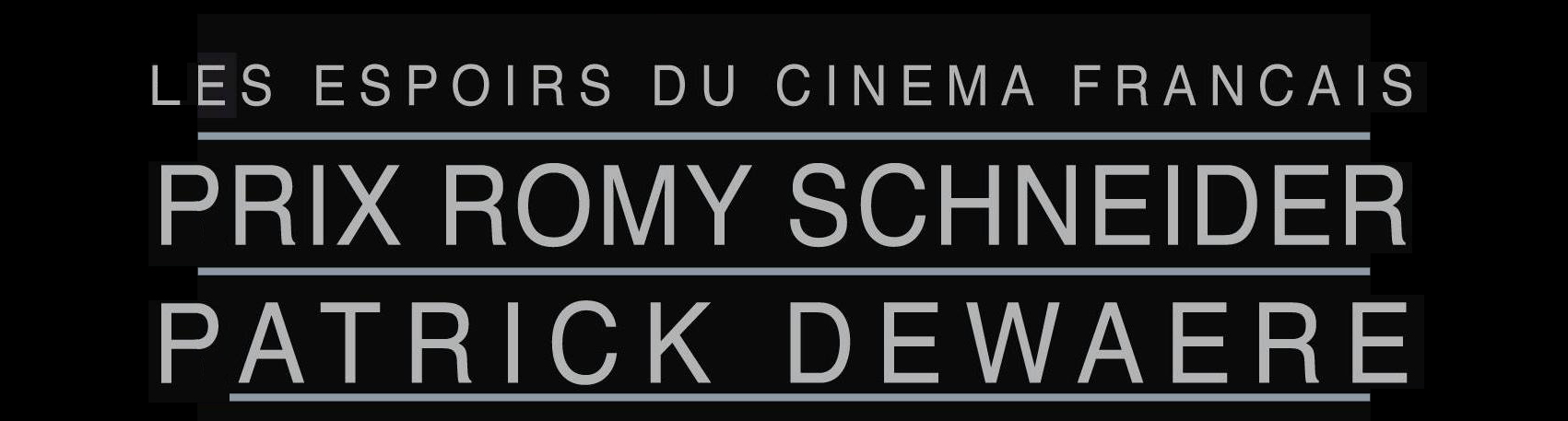
Le double prix Schneider-Dewaere récompense les espoirs féminins et masculins du cinéma français.

Le prix Patrick-Dewaere lancé en 2008 est destiné à récompenser les acteurs espoirs du cinéma français ; il est créé en remplacement du prix Jean-Gabin existant depuis 1980.
Le 22 février 2013, une projection hommage spéciale est organisée au cinéma Les 3 Luxembourg au cours de laquelle le film Le Juge Fayard dit Le Sheriff est programmé, en présence d'Yves Boisset suivi d'un dialogue avec ce réalisateur.
Le 11 mars 2017, Ciné+ propose une nuit spéciale consacrée à l'acteur à l'occasion de son soixante-dixième anniversaire. Plusieurs films sont diffusés ainsi que le documentaire réalisé par Frédéric Zamochnikoff, Patrick Dewaere drôle d'histoire, avec le témoignage de Jean-François Vlérick, Sotha, Romain Bouteille, Rufus, Patrick Bouchitey et Myriam Boyer,.
Plusieurs évènements et hommages sont organisés en 2022, année du quarantième anniversaire de sa mort,.
Le 19 mai 2022, le réalisateur Alexandre Moix, qui a déjà signé un plus court documentaire en 2003 sur l'acteur, projette le long métrage Patrick Dewaere, mon héros dans le cadre de la sélection « Cannes Classics 2022 » du 75e Festival de Cannes. Ce documentaire commenté par sa fille Lola Dewaere est consacré à la vie intime et aux blessures de l'homme, plus qu'à sa carrière professionnelle.
Une rétrospective lui est dédiée à l'Institut Lumière du 2 au 27 juin,.
L'ouvrage fiction « Surexpositions » de Marion Aubert consacré à l'acteur est adapté pour le théâtre et mis en scène par Julien Rocha ; ce spectacle est représenté au cours du second semestre 2022 dans plusieurs villes de France.
À partir du 7 juillet 2022, la pièce Par Dewaere moi de Julie Allainmat est donnée dans le cadre du Festival Off d'Avignon : un comédien censé incarner Dewaere (campé par Djahîz Gil) est tourmenté par la portée de ce rôle assez lointain de sa propre existence.
Le 13 juillet 2022, l'hebdomadaire de télévision et cinéma Télérama affiche son portrait en couverture et titre : « 40 ans après la mort de l'acteur - Pourquoi redécouvrir Patrick Dewaere ».
Du 23 septembre au 28 septembre 2022, la douzième édition du Festival 2 Cinéma de Valenciennes rend hommage à Dewaere, en présence des actrices Myriam Boyer et Fanny Cottençon qui ont joué avec l'acteur.
Du 30 septembre au 2 octobre 2022, la ville de Saint-Brieuc rend hommage intitulé « Patrick Dewaere, notre héros », natif de la commune, en écho avec le titre du documentaire d'Alexandre Moix. Commentés par Erwan Cadoret, critique de cinéma, les films Patrick Dewaere, mon héros en présence de son réalisateur ainsi que Série noire d’Alain Corneau, Coup de tête de Jean-Jacques Annaud et Le Juge Fayard dit « le Shériff » d’Yves Boisset sont projetés. La dessinatrice Maran Hrachyan, autrice de la bande dessinée « Patrick Dewaere – À part ça la vie est belle » participe également à cet hommage.
Le 21 octobre 2022, une soirée hommage spéciale est organisée sur la chaîne France 5 au cours de laquelle est diffusé le documentaire inédit à la télévision française Patrick Dewaere, mon héros, suivi de son premier grand succès Les Valseuses.
Le cycle de projections « Dewaere sinon rien » sous la forme d'une rétrospective de onze longs-métrages est programmé à la Cinémathèque de Toulouse en décembre 2022 par son responsable de la programmation Franck Lubet.
En décembre 2022, la chaîne nostalgique Melody TV programme l'émission de variété « Toute une vie dans un dimanche » présentée par Patrick Sabatier et diffusée sur la chaîne TF1, le 7 février 1982, dans laquelle Dewaere intervient six mois avant son suicide, pour évoquer le film Mille milliards de dollars, aux côtés du réalisateur Henri Verneuil et de l'acteur américain Mel Ferrer.
Du 10 au 12 mars 2023, la compagnie de l’Ourson blanc de Segré (Maine-et-Loire) rend un hommage à l’acteur, avec une pièce de théâtre mise en scène et signée Bernard Clément. Deux de ses longs-métrages servent de base à la pièce, Les Valseuses et Série noire. Quatorze comédiens incarnent des personnalités célèbres parmi lesquelles on reconnait Gérard Depardieu, Serge Gainsbourg, Coluche, Lino Ventura ou encore Miou-Miou.

### Musique
Dès l'année de sa disparition en 1982, l'ami de Dewaere Murray Head signe la chanson Shades of the Prison House dans l'album Shade ; elle est reprise comme bande originale du film Patrick Dewaere, réalisé par Marc Esposito, en 1992,,.

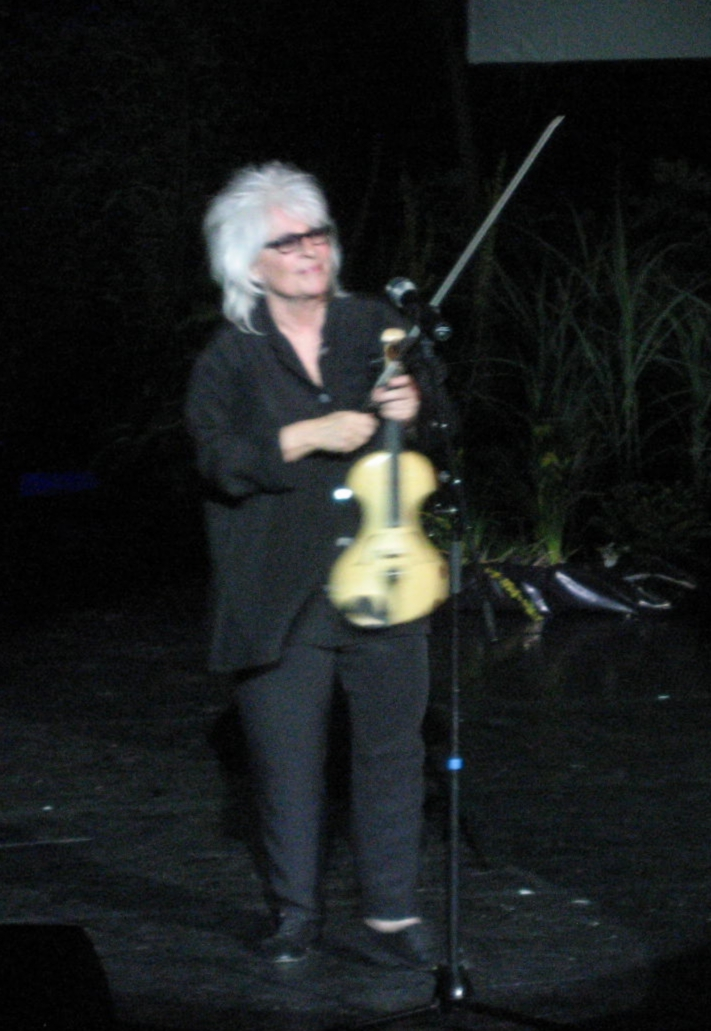
Catherine Lara signe la chanson hommage T'es pas drôle en 1983.

En 1983, Louis Chedid évoque le souvenir de l'acteur dans sa chanson Les absents ont toujours tort. La même année, Catherine Lara lui rend également hommage, avec le titre T'es pas drôle.
Le chanteur Christian Décamps propose l'album Nu en 1994, qui comprend la chanson Impasse du Moulin-Vert, désignant l'ultime adresse où l'acteur s'est donné la mort. Dans la chanson Nirvana figurant dans l'album Premières Consultations de 1996, Doc Gynéco écrit : « J'vais me foutre en l'air comme Patrick Dewaere ».

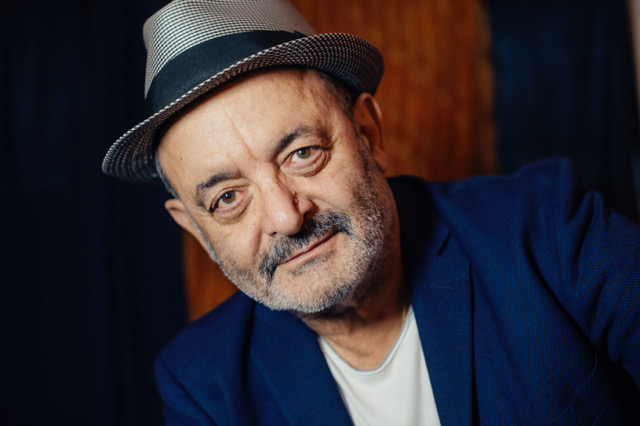
Louis Chedid, ami de l'acteur, auteur de la chanson hommage Les absents ont toujours tort en 1983.

En 2002, son ami Renaud évoque Dewaere dans sa chanson Mon bistrot préféré sur l'album Boucan d'enfer.
Raphael lui rend hommage en 2005 avec sa Chanson pour Patrick Dewaere sur l'album Caravane.
En 2017, la formation pop-rock Dewaere est créée à Saint-Brieuc, dont le nom est choisi en hommage à l'acteur, né dans la même ville soixante-dix ans plus tôt.
Le 3 décembre 2022, accompagné d'Yvan Cassar, le chanteur Louis Chedid doit donner un concert à Sainte-Maxime, au cours duquel sa chanson en mémoire de Dewaere Les absents ont toujours tort va être interprétée dans une version inédite.

### Autres hommages
En septembre 1995, une unité de soins pour jeunes adultes suicidaires prend son nom, au Centre hospitalier spécialisé de Lierneux en Belgique.
Le 22 décembre 2009, l'esplanade du théâtre de Verdure située dans le parc des promenades de Saint-Brieuc, sa ville natale, est baptisée esplanade Patrick-Dewaere, en présence de Mado Maurin, Jean-François Vlérick, Luc Béraud et Gilles Durieux notamment,,.
Le 4 mars 2019, une voie publique de la commune de Chabeuil, dans la Drôme (département) est nommée « Allée Patrick Dewaere » sur décision de son conseil municipal.
Le 4 mars 2019, le conseil municipal de la ville de Bourges décide de nommer « rue Patrick Dewaere », une voie d'un quartier situé au sud de la commune.

## Vidéographie
En 2012, environ un tiers des films dans lesquels Patrick Dewaere est apparu comme acteur est alors édité en vidéo.
Un coffret hommage comprenant dix longs métrages et le documentaire de Bertrand Tessier, Patrick Dewaere, le dernier jour, a été plusieurs fois annoncé par l'éditeur Studiocanal, puis retardé. Après divers problèmes de production et de droits, le coffret est édité en octobre 2007.
En 2002, le réalisateur et écrivain Alexandre Moix réalise Patrick Dewaere, l'enfant du siècle pour la chaîne Planète+ et diffusé sur France Télévisions. Ce film de cinquante-deux minutes est composé de documents rares et inédits, notamment la dernière interview filmée de l'acteur trois jours avant son suicide. Le tout est appuyé par des propos drôles et émouvants d'Yves Boisset, Vincent Cassel, Jean-Paul Rouve, Jean-Jacques Annaud, Sotha, Serge Rousseau, Lola Dewaere sa deuxième fille, Ariel Besse, Bertrand Blier, Alain Jessua et Jean-Marc Loubier. Alexandre Moix réalise des documentaires pour les bonus des DVD de F... comme Fairbanks (La Ballade de Fairbanks), Lily aime-moi (La Bande à Lily) et de Série Noire,,,.
De même, le film Plein sud aurait dû être édité le 17 octobre 2007 chez Gaumont Tristar mais, pour des raisons de distribution, sa sortie est plusieurs fois repoussée. Il sort finalement le 4 octobre 2010 mais dans une copie non restaurée,. Au printemps 2017, après des décennies d'absence, le film Au long de rivière Fango de Sotha ressort puis est édité en DVD en juillet 2017,. La version digitale de Coup de tête est publiée par la Gaumont en 2004 en coffret DVDs. Il est réédité au format Disque Blu-ray en 2014.
Toutefois à ce jour, plusieurs films où il tient un rôle important n'ont jamais été édités en DVD : La Clé sur la porte d'Yves Boisset, Paco l'infaillible de Didier Haudepin et Catherine et Compagnie de Michel Boisrond. Certains films enfin existent uniquement en version italienne ou sont disponibles en VHS d’occasion. Il est impossible de trouver deux films dans lesquels il est crédité sous le nom de Patrick Maurin, durant son enfance : La Route joyeuse et surtout Je reviendrai à Kandara, dans lequel il tient un rôle important.
Également introuvable en vidéo, le film documentaire de Marc Esposito intitulé Patrick Dewaere, sorti en 1992 : en 2006, le réalisateur précisait que son film n'a jamais été édité ni en VHS, ni en DVD et qu'il est très peu probable qu'il le soit un jour. Pressés de présenter le film au Festival de Cannes 1992, les producteurs n'ont en effet pas négocié les droits vidéo des extraits de films. Il est toutefois parfois diffusé à la télévision sur les chaînes thématiques.
Côté télévision, à part L'Abonné de la ligne U et Jean de la Tour Miracle sortis respectivement en 2005 et 2009,, les productions de la RTF ou l'ORTF dans lesquels Dewaere joue un premier rôle demeurent inédites en DVD, mais il reste cependant possible de visionner certains feuilletons, dramatiques et téléfilms via les archives en ligne de l'Institut national de l'audiovisuel, notamment la catégorie « Dewaere et ses frères », qui réunit les apparitions des « petits Maurin ».